# Открито нападение
Открито (разкрито) нападение е тактическа техника в шахмата, при която чрез преместване на фигура или пешка се разкрива линията на действие на друга по-далечна своя фигура (дама, топ или офицер ), създавайки заплаха за противников обект.  Условието за открито нападение е наличието на засада. Така нападението се извършва не от фигурата, която е направила хода, а от друга, стояща зад нея. 
|   | a | b | c | d | e | f | g | h |   |
| 8 | черна дама на бяло поле e8 · черен цар на черно поле e5 · бял офицер на бяло поле e4 · бял топ на черно поле e3 · черен топ на черно поле g3 · бял цар на черно поле b2 · бяла пешка на бяло поле g2 | черна дама на бяло поле e8 · черен цар на черно поле e5 · бял офицер на бяло поле e4 · бял топ на черно поле e3 · черен топ на черно поле g3 · бял цар на черно поле b2 · бяла пешка на бяло поле g2 | черна дама на бяло поле e8 · черен цар на черно поле e5 · бял офицер на бяло поле e4 · бял топ на черно поле e3 · черен топ на черно поле g3 · бял цар на черно поле b2 · бяла пешка на бяло поле g2 | черна дама на бяло поле e8 · черен цар на черно поле e5 · бял офицер на бяло поле e4 · бял топ на черно поле e3 · черен топ на черно поле g3 · бял цар на черно поле b2 · бяла пешка на бяло поле g2 | черна дама на бяло поле e8 · черен цар на черно поле e5 · бял офицер на бяло поле e4 · бял топ на черно поле e3 · черен топ на черно поле g3 · бял цар на черно поле b2 · бяла пешка на бяло поле g2 | черна дама на бяло поле e8 · черен цар на черно поле e5 · бял офицер на бяло поле e4 · бял топ на черно поле e3 · черен топ на черно поле g3 · бял цар на черно поле b2 · бяла пешка на бяло поле g2 | черна дама на бяло поле e8 · черен цар на черно поле e5 · бял офицер на бяло поле e4 · бял топ на черно поле e3 · черен топ на черно поле g3 · бял цар на черно поле b2 · бяла пешка на бяло поле g2 | черна дама на бяло поле e8 · черен цар на черно поле e5 · бял офицер на бяло поле e4 · бял топ на черно поле e3 · черен топ на черно поле g3 · бял цар на черно поле b2 · бяла пешка на бяло поле g2 | 8 |
| 7 | черна дама на бяло поле e8 · черен цар на черно поле e5 · бял офицер на бяло поле e4 · бял топ на черно поле e3 · черен топ на черно поле g3 · бял цар на черно поле b2 · бяла пешка на бяло поле g2 | черна дама на бяло поле e8 · черен цар на черно поле e5 · бял офицер на бяло поле e4 · бял топ на черно поле e3 · черен топ на черно поле g3 · бял цар на черно поле b2 · бяла пешка на бяло поле g2 | черна дама на бяло поле e8 · черен цар на черно поле e5 · бял офицер на бяло поле e4 · бял топ на черно поле e3 · черен топ на черно поле g3 · бял цар на черно поле b2 · бяла пешка на бяло поле g2 | черна дама на бяло поле e8 · черен цар на черно поле e5 · бял офицер на бяло поле e4 · бял топ на черно поле e3 · черен топ на черно поле g3 · бял цар на черно поле b2 · бяла пешка на бяло поле g2 | черна дама на бяло поле e8 · черен цар на черно поле e5 · бял офицер на бяло поле e4 · бял топ на черно поле e3 · черен топ на черно поле g3 · бял цар на черно поле b2 · бяла пешка на бяло поле g2 | черна дама на бяло поле e8 · черен цар на черно поле e5 · бял офицер на бяло поле e4 · бял топ на черно поле e3 · черен топ на черно поле g3 · бял цар на черно поле b2 · бяла пешка на бяло поле g2 | черна дама на бяло поле e8 · черен цар на черно поле e5 · бял офицер на бяло поле e4 · бял топ на черно поле e3 · черен топ на черно поле g3 · бял цар на черно поле b2 · бяла пешка на бяло поле g2 | черна дама на бяло поле e8 · черен цар на черно поле e5 · бял офицер на бяло поле e4 · бял топ на черно поле e3 · черен топ на черно поле g3 · бял цар на черно поле b2 · бяла пешка на бяло поле g2 | 7 |
| 6 | черна дама на бяло поле e8 · черен цар на черно поле e5 · бял офицер на бяло поле e4 · бял топ на черно поле e3 · черен топ на черно поле g3 · бял цар на черно поле b2 · бяла пешка на бяло поле g2 | черна дама на бяло поле e8 · черен цар на черно поле e5 · бял офицер на бяло поле e4 · бял топ на черно поле e3 · черен топ на черно поле g3 · бял цар на черно поле b2 · бяла пешка на бяло поле g2 | черна дама на бяло поле e8 · черен цар на черно поле e5 · бял офицер на бяло поле e4 · бял топ на черно поле e3 · черен топ на черно поле g3 · бял цар на черно поле b2 · бяла пешка на бяло поле g2 | черна дама на бяло поле e8 · черен цар на черно поле e5 · бял офицер на бяло поле e4 · бял топ на черно поле e3 · черен топ на черно поле g3 · бял цар на черно поле b2 · бяла пешка на бяло поле g2 | черна дама на бяло поле e8 · черен цар на черно поле e5 · бял офицер на бяло поле e4 · бял топ на черно поле e3 · черен топ на черно поле g3 · бял цар на черно поле b2 · бяла пешка на бяло поле g2 | черна дама на бяло поле e8 · черен цар на черно поле e5 · бял офицер на бяло поле e4 · бял топ на черно поле e3 · черен топ на черно поле g3 · бял цар на черно поле b2 · бяла пешка на бяло поле g2 | черна дама на бяло поле e8 · черен цар на черно поле e5 · бял офицер на бяло поле e4 · бял топ на черно поле e3 · черен топ на черно поле g3 · бял цар на черно поле b2 · бяла пешка на бяло поле g2 | черна дама на бяло поле e8 · черен цар на черно поле e5 · бял офицер на бяло поле e4 · бял топ на черно поле e3 · черен топ на черно поле g3 · бял цар на черно поле b2 · бяла пешка на бяло поле g2 | 6 |
| 5 | черна дама на бяло поле e8 · черен цар на черно поле e5 · бял офицер на бяло поле e4 · бял топ на черно поле e3 · черен топ на черно поле g3 · бял цар на черно поле b2 · бяла пешка на бяло поле g2 | черна дама на бяло поле e8 · черен цар на черно поле e5 · бял офицер на бяло поле e4 · бял топ на черно поле e3 · черен топ на черно поле g3 · бял цар на черно поле b2 · бяла пешка на бяло поле g2 | черна дама на бяло поле e8 · черен цар на черно поле e5 · бял офицер на бяло поле e4 · бял топ на черно поле e3 · черен топ на черно поле g3 · бял цар на черно поле b2 · бяла пешка на бяло поле g2 | черна дама на бяло поле e8 · черен цар на черно поле e5 · бял офицер на бяло поле e4 · бял топ на черно поле e3 · черен топ на черно поле g3 · бял цар на черно поле b2 · бяла пешка на бяло поле g2 | черна дама на бяло поле e8 · черен цар на черно поле e5 · бял офицер на бяло поле e4 · бял топ на черно поле e3 · черен топ на черно поле g3 · бял цар на черно поле b2 · бяла пешка на бяло поле g2 | черна дама на бяло поле e8 · черен цар на черно поле e5 · бял офицер на бяло поле e4 · бял топ на черно поле e3 · черен топ на черно поле g3 · бял цар на черно поле b2 · бяла пешка на бяло поле g2 | черна дама на бяло поле e8 · черен цар на черно поле e5 · бял офицер на бяло поле e4 · бял топ на черно поле e3 · черен топ на черно поле g3 · бял цар на черно поле b2 · бяла пешка на бяло поле g2 | черна дама на бяло поле e8 · черен цар на черно поле e5 · бял офицер на бяло поле e4 · бял топ на черно поле e3 · черен топ на черно поле g3 · бял цар на черно поле b2 · бяла пешка на бяло поле g2 | 5 |
| 4 | черна дама на бяло поле e8 · черен цар на черно поле e5 · бял офицер на бяло поле e4 · бял топ на черно поле e3 · черен топ на черно поле g3 · бял цар на черно поле b2 · бяла пешка на бяло поле g2 | черна дама на бяло поле e8 · черен цар на черно поле e5 · бял офицер на бяло поле e4 · бял топ на черно поле e3 · черен топ на черно поле g3 · бял цар на черно поле b2 · бяла пешка на бяло поле g2 | черна дама на бяло поле e8 · черен цар на черно поле e5 · бял офицер на бяло поле e4 · бял топ на черно поле e3 · черен топ на черно поле g3 · бял цар на черно поле b2 · бяла пешка на бяло поле g2 | черна дама на бяло поле e8 · черен цар на черно поле e5 · бял офицер на бяло поле e4 · бял топ на черно поле e3 · черен топ на черно поле g3 · бял цар на черно поле b2 · бяла пешка на бяло поле g2 | черна дама на бяло поле e8 · черен цар на черно поле e5 · бял офицер на бяло поле e4 · бял топ на черно поле e3 · черен топ на черно поле g3 · бял цар на черно поле b2 · бяла пешка на бяло поле g2 | черна дама на бяло поле e8 · черен цар на черно поле e5 · бял офицер на бяло поле e4 · бял топ на черно поле e3 · черен топ на черно поле g3 · бял цар на черно поле b2 · бяла пешка на бяло поле g2 | черна дама на бяло поле e8 · черен цар на черно поле e5 · бял офицер на бяло поле e4 · бял топ на черно поле e3 · черен топ на черно поле g3 · бял цар на черно поле b2 · бяла пешка на бяло поле g2 | черна дама на бяло поле e8 · черен цар на черно поле e5 · бял офицер на бяло поле e4 · бял топ на черно поле e3 · черен топ на черно поле g3 · бял цар на черно поле b2 · бяла пешка на бяло поле g2 | 4 |
| 3 | черна дама на бяло поле e8 · черен цар на черно поле e5 · бял офицер на бяло поле e4 · бял топ на черно поле e3 · черен топ на черно поле g3 · бял цар на черно поле b2 · бяла пешка на бяло поле g2 | черна дама на бяло поле e8 · черен цар на черно поле e5 · бял офицер на бяло поле e4 · бял топ на черно поле e3 · черен топ на черно поле g3 · бял цар на черно поле b2 · бяла пешка на бяло поле g2 | черна дама на бяло поле e8 · черен цар на черно поле e5 · бял офицер на бяло поле e4 · бял топ на черно поле e3 · черен топ на черно поле g3 · бял цар на черно поле b2 · бяла пешка на бяло поле g2 | черна дама на бяло поле e8 · черен цар на черно поле e5 · бял офицер на бяло поле e4 · бял топ на черно поле e3 · черен топ на черно поле g3 · бял цар на черно поле b2 · бяла пешка на бяло поле g2 | черна дама на бяло поле e8 · черен цар на черно поле e5 · бял офицер на бяло поле e4 · бял топ на черно поле e3 · черен топ на черно поле g3 · бял цар на черно поле b2 · бяла пешка на бяло поле g2 | черна дама на бяло поле e8 · черен цар на черно поле e5 · бял офицер на бяло поле e4 · бял топ на черно поле e3 · черен топ на черно поле g3 · бял цар на черно поле b2 · бяла пешка на бяло поле g2 | черна дама на бяло поле e8 · черен цар на черно поле e5 · бял офицер на бяло поле e4 · бял топ на черно поле e3 · черен топ на черно поле g3 · бял цар на черно поле b2 · бяла пешка на бяло поле g2 | черна дама на бяло поле e8 · черен цар на черно поле e5 · бял офицер на бяло поле e4 · бял топ на черно поле e3 · черен топ на черно поле g3 · бял цар на черно поле b2 · бяла пешка на бяло поле g2 | 3 |
| 2 | черна дама на бяло поле e8 · черен цар на черно поле e5 · бял офицер на бяло поле e4 · бял топ на черно поле e3 · черен топ на черно поле g3 · бял цар на черно поле b2 · бяла пешка на бяло поле g2 | черна дама на бяло поле e8 · черен цар на черно поле e5 · бял офицер на бяло поле e4 · бял топ на черно поле e3 · черен топ на черно поле g3 · бял цар на черно поле b2 · бяла пешка на бяло поле g2 | черна дама на бяло поле e8 · черен цар на черно поле e5 · бял офицер на бяло поле e4 · бял топ на черно поле e3 · черен топ на черно поле g3 · бял цар на черно поле b2 · бяла пешка на бяло поле g2 | черна дама на бяло поле e8 · черен цар на черно поле e5 · бял офицер на бяло поле e4 · бял топ на черно поле e3 · черен топ на черно поле g3 · бял цар на черно поле b2 · бяла пешка на бяло поле g2 | черна дама на бяло поле e8 · черен цар на черно поле e5 · бял офицер на бяло поле e4 · бял топ на черно поле e3 · черен топ на черно поле g3 · бял цар на черно поле b2 · бяла пешка на бяло поле g2 | черна дама на бяло поле e8 · черен цар на черно поле e5 · бял офицер на бяло поле e4 · бял топ на черно поле e3 · черен топ на черно поле g3 · бял цар на черно поле b2 · бяла пешка на бяло поле g2 | черна дама на бяло поле e8 · черен цар на черно поле e5 · бял офицер на бяло поле e4 · бял топ на черно поле e3 · черен топ на черно поле g3 · бял цар на черно поле b2 · бяла пешка на бяло поле g2 | черна дама на бяло поле e8 · черен цар на черно поле e5 · бял офицер на бяло поле e4 · бял топ на черно поле e3 · черен топ на черно поле g3 · бял цар на черно поле b2 · бяла пешка на бяло поле g2 | 2 |
| 1 | черна дама на бяло поле e8 · черен цар на черно поле e5 · бял офицер на бяло поле e4 · бял топ на черно поле e3 · черен топ на черно поле g3 · бял цар на черно поле b2 · бяла пешка на бяло поле g2 | черна дама на бяло поле e8 · черен цар на черно поле e5 · бял офицер на бяло поле e4 · бял топ на черно поле e3 · черен топ на черно поле g3 · бял цар на черно поле b2 · бяла пешка на бяло поле g2 | черна дама на бяло поле e8 · черен цар на черно поле e5 · бял офицер на бяло поле e4 · бял топ на черно поле e3 · черен топ на черно поле g3 · бял цар на черно поле b2 · бяла пешка на бяло поле g2 | черна дама на бяло поле e8 · черен цар на черно поле e5 · бял офицер на бяло поле e4 · бял топ на черно поле e3 · черен топ на черно поле g3 · бял цар на черно поле b2 · бяла пешка на бяло поле g2 | черна дама на бяло поле e8 · черен цар на черно поле e5 · бял офицер на бяло поле e4 · бял топ на черно поле e3 · черен топ на черно поле g3 · бял цар на черно поле b2 · бяла пешка на бяло поле g2 | черна дама на бяло поле e8 · черен цар на черно поле e5 · бял офицер на бяло поле e4 · бял топ на черно поле e3 · черен топ на черно поле g3 · бял цар на черно поле b2 · бяла пешка на бяло поле g2 | черна дама на бяло поле e8 · черен цар на черно поле e5 · бял офицер на бяло поле e4 · бял топ на черно поле e3 · черен топ на черно поле g3 · бял цар на черно поле b2 · бяла пешка на бяло поле g2 | черна дама на бяло поле e8 · черен цар на черно поле e5 · бял офицер на бяло поле e4 · бял топ на черно поле e3 · черен топ на черно поле g3 · бял цар на черно поле b2 · бяла пешка на бяло поле g2 | 1 |
|   | a | b | c | d | e | f | g | h |   |

Откритите нападения могат да бъдат изключително мощни, тъй като преместената фигура също може да създаде заплаха отделно от фигурата, която разкрива. Подобно на много шахматни тактики, те често успяват, защото противникът не би могъл да посрещне две заплахи едновременно, освен ако една от атакуваните фигури не може едновременно да се спаси от нападението на едната фигура и да вземе другата атакуваща фигура. Въпреки че обикновено резултатът от разкрити нападения е придобиването на материал, те не трябва задължително да направят това, за да бъдат ефективни; тактиката може да се използва само за набиране на темп. 
За успешно намиране на разкрито нападение, винаги трябва да се обръща внимание на всички видове „рентгени“.

## Видове
Частни случаи на открити нападения са: открит шах, двоен шах и „мелница“.  Ако откритото нападение е шах, то се нарича открит шах. Ако преместената фигура също дава шах, обявява се двоен шах, от който не може да се извърши прикриване едновременно от две посоки и реакцията може да бъде само ход с царя. Ако с преместването едновременно се дава шах и се заплашва дамата това е открит шах-шех. „Мелница“ е ситуация в случаите, когато неприятелският цар е подложен на поредица от шахове и открити шахове с форсирани материални или позиционни загуби.
Откритите нападения – особено шаховете – могат да спечелят материал, когато движещата се фигура вземе противникова фигура, номинално защитена от друга противникова фигура. Ако опонентът се справи с откритото нападение (задължително, ако е шах), атакуващият играч ще има време да върне преместената фигура, ако е на опасно поле. Този вариант често се нарича открито нападение (или открит шах) с вземане. Открит шах също може да спечели материал, ако движещата се фигура в крайна сметка атакува друга незащитена фигура. В този случай би било невъзможно противникът първо да вземе движещата се фигура, защото е шах, освен ако царят не може да я вземе.
Когато движещата се фигура се премести на поле, от което заплашва да нанесе мат при следващия ход, тактиката се нарича открито нападение със заплаха за мат. Възможен е и самият открит мат.
По-рядко един ход може да открие множество нападения, както в лявата диаграма, където напускането на белия кон отваря два пресичащи се диагонала и дава шах-шех: К:g7+. 
|   | a | b | c | d | e | f | g | h |   |
| 8 | черен топ на бяло поле a8 · черна дама на бяло поле c8 · черен топ на бяло поле e8 · черен цар на бяло поле g8 · черен офицер на бяло поле b7 · черен офицер на черно поле g7 · черна пешка на бяло поле h7 · бял кон на бяло поле e6 · черна пешка на бяло поле g6 · черен кон на черно поле h6 · черна пешка на черно поле a5 · черна пешка на черно поле c5 · черна пешка на черно поле b4 · черна пешка на бяло поле e4 · бяла пешка на черно поле f4 · бяла дама на бяло поле b3 · бяла пешка на черно поле e3 · бяла пешка на черно поле g3 · бял офицер на бяло поле h3 · бяла пешка на бяло поле a2 · бяла пешка на черно поле b2 · бял цар на бяло поле b1 · бял топ на черно поле c1 | черен топ на бяло поле a8 · черна дама на бяло поле c8 · черен топ на бяло поле e8 · черен цар на бяло поле g8 · черен офицер на бяло поле b7 · черен офицер на черно поле g7 · черна пешка на бяло поле h7 · бял кон на бяло поле e6 · черна пешка на бяло поле g6 · черен кон на черно поле h6 · черна пешка на черно поле a5 · черна пешка на черно поле c5 · черна пешка на черно поле b4 · черна пешка на бяло поле e4 · бяла пешка на черно поле f4 · бяла дама на бяло поле b3 · бяла пешка на черно поле e3 · бяла пешка на черно поле g3 · бял офицер на бяло поле h3 · бяла пешка на бяло поле a2 · бяла пешка на черно поле b2 · бял цар на бяло поле b1 · бял топ на черно поле c1 | черен топ на бяло поле a8 · черна дама на бяло поле c8 · черен топ на бяло поле e8 · черен цар на бяло поле g8 · черен офицер на бяло поле b7 · черен офицер на черно поле g7 · черна пешка на бяло поле h7 · бял кон на бяло поле e6 · черна пешка на бяло поле g6 · черен кон на черно поле h6 · черна пешка на черно поле a5 · черна пешка на черно поле c5 · черна пешка на черно поле b4 · черна пешка на бяло поле e4 · бяла пешка на черно поле f4 · бяла дама на бяло поле b3 · бяла пешка на черно поле e3 · бяла пешка на черно поле g3 · бял офицер на бяло поле h3 · бяла пешка на бяло поле a2 · бяла пешка на черно поле b2 · бял цар на бяло поле b1 · бял топ на черно поле c1 | черен топ на бяло поле a8 · черна дама на бяло поле c8 · черен топ на бяло поле e8 · черен цар на бяло поле g8 · черен офицер на бяло поле b7 · черен офицер на черно поле g7 · черна пешка на бяло поле h7 · бял кон на бяло поле e6 · черна пешка на бяло поле g6 · черен кон на черно поле h6 · черна пешка на черно поле a5 · черна пешка на черно поле c5 · черна пешка на черно поле b4 · черна пешка на бяло поле e4 · бяла пешка на черно поле f4 · бяла дама на бяло поле b3 · бяла пешка на черно поле e3 · бяла пешка на черно поле g3 · бял офицер на бяло поле h3 · бяла пешка на бяло поле a2 · бяла пешка на черно поле b2 · бял цар на бяло поле b1 · бял топ на черно поле c1 | черен топ на бяло поле a8 · черна дама на бяло поле c8 · черен топ на бяло поле e8 · черен цар на бяло поле g8 · черен офицер на бяло поле b7 · черен офицер на черно поле g7 · черна пешка на бяло поле h7 · бял кон на бяло поле e6 · черна пешка на бяло поле g6 · черен кон на черно поле h6 · черна пешка на черно поле a5 · черна пешка на черно поле c5 · черна пешка на черно поле b4 · черна пешка на бяло поле e4 · бяла пешка на черно поле f4 · бяла дама на бяло поле b3 · бяла пешка на черно поле e3 · бяла пешка на черно поле g3 · бял офицер на бяло поле h3 · бяла пешка на бяло поле a2 · бяла пешка на черно поле b2 · бял цар на бяло поле b1 · бял топ на черно поле c1 | черен топ на бяло поле a8 · черна дама на бяло поле c8 · черен топ на бяло поле e8 · черен цар на бяло поле g8 · черен офицер на бяло поле b7 · черен офицер на черно поле g7 · черна пешка на бяло поле h7 · бял кон на бяло поле e6 · черна пешка на бяло поле g6 · черен кон на черно поле h6 · черна пешка на черно поле a5 · черна пешка на черно поле c5 · черна пешка на черно поле b4 · черна пешка на бяло поле e4 · бяла пешка на черно поле f4 · бяла дама на бяло поле b3 · бяла пешка на черно поле e3 · бяла пешка на черно поле g3 · бял офицер на бяло поле h3 · бяла пешка на бяло поле a2 · бяла пешка на черно поле b2 · бял цар на бяло поле b1 · бял топ на черно поле c1 | черен топ на бяло поле a8 · черна дама на бяло поле c8 · черен топ на бяло поле e8 · черен цар на бяло поле g8 · черен офицер на бяло поле b7 · черен офицер на черно поле g7 · черна пешка на бяло поле h7 · бял кон на бяло поле e6 · черна пешка на бяло поле g6 · черен кон на черно поле h6 · черна пешка на черно поле a5 · черна пешка на черно поле c5 · черна пешка на черно поле b4 · черна пешка на бяло поле e4 · бяла пешка на черно поле f4 · бяла дама на бяло поле b3 · бяла пешка на черно поле e3 · бяла пешка на черно поле g3 · бял офицер на бяло поле h3 · бяла пешка на бяло поле a2 · бяла пешка на черно поле b2 · бял цар на бяло поле b1 · бял топ на черно поле c1 | черен топ на бяло поле a8 · черна дама на бяло поле c8 · черен топ на бяло поле e8 · черен цар на бяло поле g8 · черен офицер на бяло поле b7 · черен офицер на черно поле g7 · черна пешка на бяло поле h7 · бял кон на бяло поле e6 · черна пешка на бяло поле g6 · черен кон на черно поле h6 · черна пешка на черно поле a5 · черна пешка на черно поле c5 · черна пешка на черно поле b4 · черна пешка на бяло поле e4 · бяла пешка на черно поле f4 · бяла дама на бяло поле b3 · бяла пешка на черно поле e3 · бяла пешка на черно поле g3 · бял офицер на бяло поле h3 · бяла пешка на бяло поле a2 · бяла пешка на черно поле b2 · бял цар на бяло поле b1 · бял топ на черно поле c1 | 8 |
| 7 | черен топ на бяло поле a8 · черна дама на бяло поле c8 · черен топ на бяло поле e8 · черен цар на бяло поле g8 · черен офицер на бяло поле b7 · черен офицер на черно поле g7 · черна пешка на бяло поле h7 · бял кон на бяло поле e6 · черна пешка на бяло поле g6 · черен кон на черно поле h6 · черна пешка на черно поле a5 · черна пешка на черно поле c5 · черна пешка на черно поле b4 · черна пешка на бяло поле e4 · бяла пешка на черно поле f4 · бяла дама на бяло поле b3 · бяла пешка на черно поле e3 · бяла пешка на черно поле g3 · бял офицер на бяло поле h3 · бяла пешка на бяло поле a2 · бяла пешка на черно поле b2 · бял цар на бяло поле b1 · бял топ на черно поле c1 | черен топ на бяло поле a8 · черна дама на бяло поле c8 · черен топ на бяло поле e8 · черен цар на бяло поле g8 · черен офицер на бяло поле b7 · черен офицер на черно поле g7 · черна пешка на бяло поле h7 · бял кон на бяло поле e6 · черна пешка на бяло поле g6 · черен кон на черно поле h6 · черна пешка на черно поле a5 · черна пешка на черно поле c5 · черна пешка на черно поле b4 · черна пешка на бяло поле e4 · бяла пешка на черно поле f4 · бяла дама на бяло поле b3 · бяла пешка на черно поле e3 · бяла пешка на черно поле g3 · бял офицер на бяло поле h3 · бяла пешка на бяло поле a2 · бяла пешка на черно поле b2 · бял цар на бяло поле b1 · бял топ на черно поле c1 | черен топ на бяло поле a8 · черна дама на бяло поле c8 · черен топ на бяло поле e8 · черен цар на бяло поле g8 · черен офицер на бяло поле b7 · черен офицер на черно поле g7 · черна пешка на бяло поле h7 · бял кон на бяло поле e6 · черна пешка на бяло поле g6 · черен кон на черно поле h6 · черна пешка на черно поле a5 · черна пешка на черно поле c5 · черна пешка на черно поле b4 · черна пешка на бяло поле e4 · бяла пешка на черно поле f4 · бяла дама на бяло поле b3 · бяла пешка на черно поле e3 · бяла пешка на черно поле g3 · бял офицер на бяло поле h3 · бяла пешка на бяло поле a2 · бяла пешка на черно поле b2 · бял цар на бяло поле b1 · бял топ на черно поле c1 | черен топ на бяло поле a8 · черна дама на бяло поле c8 · черен топ на бяло поле e8 · черен цар на бяло поле g8 · черен офицер на бяло поле b7 · черен офицер на черно поле g7 · черна пешка на бяло поле h7 · бял кон на бяло поле e6 · черна пешка на бяло поле g6 · черен кон на черно поле h6 · черна пешка на черно поле a5 · черна пешка на черно поле c5 · черна пешка на черно поле b4 · черна пешка на бяло поле e4 · бяла пешка на черно поле f4 · бяла дама на бяло поле b3 · бяла пешка на черно поле e3 · бяла пешка на черно поле g3 · бял офицер на бяло поле h3 · бяла пешка на бяло поле a2 · бяла пешка на черно поле b2 · бял цар на бяло поле b1 · бял топ на черно поле c1 | черен топ на бяло поле a8 · черна дама на бяло поле c8 · черен топ на бяло поле e8 · черен цар на бяло поле g8 · черен офицер на бяло поле b7 · черен офицер на черно поле g7 · черна пешка на бяло поле h7 · бял кон на бяло поле e6 · черна пешка на бяло поле g6 · черен кон на черно поле h6 · черна пешка на черно поле a5 · черна пешка на черно поле c5 · черна пешка на черно поле b4 · черна пешка на бяло поле e4 · бяла пешка на черно поле f4 · бяла дама на бяло поле b3 · бяла пешка на черно поле e3 · бяла пешка на черно поле g3 · бял офицер на бяло поле h3 · бяла пешка на бяло поле a2 · бяла пешка на черно поле b2 · бял цар на бяло поле b1 · бял топ на черно поле c1 | черен топ на бяло поле a8 · черна дама на бяло поле c8 · черен топ на бяло поле e8 · черен цар на бяло поле g8 · черен офицер на бяло поле b7 · черен офицер на черно поле g7 · черна пешка на бяло поле h7 · бял кон на бяло поле e6 · черна пешка на бяло поле g6 · черен кон на черно поле h6 · черна пешка на черно поле a5 · черна пешка на черно поле c5 · черна пешка на черно поле b4 · черна пешка на бяло поле e4 · бяла пешка на черно поле f4 · бяла дама на бяло поле b3 · бяла пешка на черно поле e3 · бяла пешка на черно поле g3 · бял офицер на бяло поле h3 · бяла пешка на бяло поле a2 · бяла пешка на черно поле b2 · бял цар на бяло поле b1 · бял топ на черно поле c1 | черен топ на бяло поле a8 · черна дама на бяло поле c8 · черен топ на бяло поле e8 · черен цар на бяло поле g8 · черен офицер на бяло поле b7 · черен офицер на черно поле g7 · черна пешка на бяло поле h7 · бял кон на бяло поле e6 · черна пешка на бяло поле g6 · черен кон на черно поле h6 · черна пешка на черно поле a5 · черна пешка на черно поле c5 · черна пешка на черно поле b4 · черна пешка на бяло поле e4 · бяла пешка на черно поле f4 · бяла дама на бяло поле b3 · бяла пешка на черно поле e3 · бяла пешка на черно поле g3 · бял офицер на бяло поле h3 · бяла пешка на бяло поле a2 · бяла пешка на черно поле b2 · бял цар на бяло поле b1 · бял топ на черно поле c1 | черен топ на бяло поле a8 · черна дама на бяло поле c8 · черен топ на бяло поле e8 · черен цар на бяло поле g8 · черен офицер на бяло поле b7 · черен офицер на черно поле g7 · черна пешка на бяло поле h7 · бял кон на бяло поле e6 · черна пешка на бяло поле g6 · черен кон на черно поле h6 · черна пешка на черно поле a5 · черна пешка на черно поле c5 · черна пешка на черно поле b4 · черна пешка на бяло поле e4 · бяла пешка на черно поле f4 · бяла дама на бяло поле b3 · бяла пешка на черно поле e3 · бяла пешка на черно поле g3 · бял офицер на бяло поле h3 · бяла пешка на бяло поле a2 · бяла пешка на черно поле b2 · бял цар на бяло поле b1 · бял топ на черно поле c1 | 7 |
| 6 | черен топ на бяло поле a8 · черна дама на бяло поле c8 · черен топ на бяло поле e8 · черен цар на бяло поле g8 · черен офицер на бяло поле b7 · черен офицер на черно поле g7 · черна пешка на бяло поле h7 · бял кон на бяло поле e6 · черна пешка на бяло поле g6 · черен кон на черно поле h6 · черна пешка на черно поле a5 · черна пешка на черно поле c5 · черна пешка на черно поле b4 · черна пешка на бяло поле e4 · бяла пешка на черно поле f4 · бяла дама на бяло поле b3 · бяла пешка на черно поле e3 · бяла пешка на черно поле g3 · бял офицер на бяло поле h3 · бяла пешка на бяло поле a2 · бяла пешка на черно поле b2 · бял цар на бяло поле b1 · бял топ на черно поле c1 | черен топ на бяло поле a8 · черна дама на бяло поле c8 · черен топ на бяло поле e8 · черен цар на бяло поле g8 · черен офицер на бяло поле b7 · черен офицер на черно поле g7 · черна пешка на бяло поле h7 · бял кон на бяло поле e6 · черна пешка на бяло поле g6 · черен кон на черно поле h6 · черна пешка на черно поле a5 · черна пешка на черно поле c5 · черна пешка на черно поле b4 · черна пешка на бяло поле e4 · бяла пешка на черно поле f4 · бяла дама на бяло поле b3 · бяла пешка на черно поле e3 · бяла пешка на черно поле g3 · бял офицер на бяло поле h3 · бяла пешка на бяло поле a2 · бяла пешка на черно поле b2 · бял цар на бяло поле b1 · бял топ на черно поле c1 | черен топ на бяло поле a8 · черна дама на бяло поле c8 · черен топ на бяло поле e8 · черен цар на бяло поле g8 · черен офицер на бяло поле b7 · черен офицер на черно поле g7 · черна пешка на бяло поле h7 · бял кон на бяло поле e6 · черна пешка на бяло поле g6 · черен кон на черно поле h6 · черна пешка на черно поле a5 · черна пешка на черно поле c5 · черна пешка на черно поле b4 · черна пешка на бяло поле e4 · бяла пешка на черно поле f4 · бяла дама на бяло поле b3 · бяла пешка на черно поле e3 · бяла пешка на черно поле g3 · бял офицер на бяло поле h3 · бяла пешка на бяло поле a2 · бяла пешка на черно поле b2 · бял цар на бяло поле b1 · бял топ на черно поле c1 | черен топ на бяло поле a8 · черна дама на бяло поле c8 · черен топ на бяло поле e8 · черен цар на бяло поле g8 · черен офицер на бяло поле b7 · черен офицер на черно поле g7 · черна пешка на бяло поле h7 · бял кон на бяло поле e6 · черна пешка на бяло поле g6 · черен кон на черно поле h6 · черна пешка на черно поле a5 · черна пешка на черно поле c5 · черна пешка на черно поле b4 · черна пешка на бяло поле e4 · бяла пешка на черно поле f4 · бяла дама на бяло поле b3 · бяла пешка на черно поле e3 · бяла пешка на черно поле g3 · бял офицер на бяло поле h3 · бяла пешка на бяло поле a2 · бяла пешка на черно поле b2 · бял цар на бяло поле b1 · бял топ на черно поле c1 | черен топ на бяло поле a8 · черна дама на бяло поле c8 · черен топ на бяло поле e8 · черен цар на бяло поле g8 · черен офицер на бяло поле b7 · черен офицер на черно поле g7 · черна пешка на бяло поле h7 · бял кон на бяло поле e6 · черна пешка на бяло поле g6 · черен кон на черно поле h6 · черна пешка на черно поле a5 · черна пешка на черно поле c5 · черна пешка на черно поле b4 · черна пешка на бяло поле e4 · бяла пешка на черно поле f4 · бяла дама на бяло поле b3 · бяла пешка на черно поле e3 · бяла пешка на черно поле g3 · бял офицер на бяло поле h3 · бяла пешка на бяло поле a2 · бяла пешка на черно поле b2 · бял цар на бяло поле b1 · бял топ на черно поле c1 | черен топ на бяло поле a8 · черна дама на бяло поле c8 · черен топ на бяло поле e8 · черен цар на бяло поле g8 · черен офицер на бяло поле b7 · черен офицер на черно поле g7 · черна пешка на бяло поле h7 · бял кон на бяло поле e6 · черна пешка на бяло поле g6 · черен кон на черно поле h6 · черна пешка на черно поле a5 · черна пешка на черно поле c5 · черна пешка на черно поле b4 · черна пешка на бяло поле e4 · бяла пешка на черно поле f4 · бяла дама на бяло поле b3 · бяла пешка на черно поле e3 · бяла пешка на черно поле g3 · бял офицер на бяло поле h3 · бяла пешка на бяло поле a2 · бяла пешка на черно поле b2 · бял цар на бяло поле b1 · бял топ на черно поле c1 | черен топ на бяло поле a8 · черна дама на бяло поле c8 · черен топ на бяло поле e8 · черен цар на бяло поле g8 · черен офицер на бяло поле b7 · черен офицер на черно поле g7 · черна пешка на бяло поле h7 · бял кон на бяло поле e6 · черна пешка на бяло поле g6 · черен кон на черно поле h6 · черна пешка на черно поле a5 · черна пешка на черно поле c5 · черна пешка на черно поле b4 · черна пешка на бяло поле e4 · бяла пешка на черно поле f4 · бяла дама на бяло поле b3 · бяла пешка на черно поле e3 · бяла пешка на черно поле g3 · бял офицер на бяло поле h3 · бяла пешка на бяло поле a2 · бяла пешка на черно поле b2 · бял цар на бяло поле b1 · бял топ на черно поле c1 | черен топ на бяло поле a8 · черна дама на бяло поле c8 · черен топ на бяло поле e8 · черен цар на бяло поле g8 · черен офицер на бяло поле b7 · черен офицер на черно поле g7 · черна пешка на бяло поле h7 · бял кон на бяло поле e6 · черна пешка на бяло поле g6 · черен кон на черно поле h6 · черна пешка на черно поле a5 · черна пешка на черно поле c5 · черна пешка на черно поле b4 · черна пешка на бяло поле e4 · бяла пешка на черно поле f4 · бяла дама на бяло поле b3 · бяла пешка на черно поле e3 · бяла пешка на черно поле g3 · бял офицер на бяло поле h3 · бяла пешка на бяло поле a2 · бяла пешка на черно поле b2 · бял цар на бяло поле b1 · бял топ на черно поле c1 | 6 |
| 5 | черен топ на бяло поле a8 · черна дама на бяло поле c8 · черен топ на бяло поле e8 · черен цар на бяло поле g8 · черен офицер на бяло поле b7 · черен офицер на черно поле g7 · черна пешка на бяло поле h7 · бял кон на бяло поле e6 · черна пешка на бяло поле g6 · черен кон на черно поле h6 · черна пешка на черно поле a5 · черна пешка на черно поле c5 · черна пешка на черно поле b4 · черна пешка на бяло поле e4 · бяла пешка на черно поле f4 · бяла дама на бяло поле b3 · бяла пешка на черно поле e3 · бяла пешка на черно поле g3 · бял офицер на бяло поле h3 · бяла пешка на бяло поле a2 · бяла пешка на черно поле b2 · бял цар на бяло поле b1 · бял топ на черно поле c1 | черен топ на бяло поле a8 · черна дама на бяло поле c8 · черен топ на бяло поле e8 · черен цар на бяло поле g8 · черен офицер на бяло поле b7 · черен офицер на черно поле g7 · черна пешка на бяло поле h7 · бял кон на бяло поле e6 · черна пешка на бяло поле g6 · черен кон на черно поле h6 · черна пешка на черно поле a5 · черна пешка на черно поле c5 · черна пешка на черно поле b4 · черна пешка на бяло поле e4 · бяла пешка на черно поле f4 · бяла дама на бяло поле b3 · бяла пешка на черно поле e3 · бяла пешка на черно поле g3 · бял офицер на бяло поле h3 · бяла пешка на бяло поле a2 · бяла пешка на черно поле b2 · бял цар на бяло поле b1 · бял топ на черно поле c1 | черен топ на бяло поле a8 · черна дама на бяло поле c8 · черен топ на бяло поле e8 · черен цар на бяло поле g8 · черен офицер на бяло поле b7 · черен офицер на черно поле g7 · черна пешка на бяло поле h7 · бял кон на бяло поле e6 · черна пешка на бяло поле g6 · черен кон на черно поле h6 · черна пешка на черно поле a5 · черна пешка на черно поле c5 · черна пешка на черно поле b4 · черна пешка на бяло поле e4 · бяла пешка на черно поле f4 · бяла дама на бяло поле b3 · бяла пешка на черно поле e3 · бяла пешка на черно поле g3 · бял офицер на бяло поле h3 · бяла пешка на бяло поле a2 · бяла пешка на черно поле b2 · бял цар на бяло поле b1 · бял топ на черно поле c1 | черен топ на бяло поле a8 · черна дама на бяло поле c8 · черен топ на бяло поле e8 · черен цар на бяло поле g8 · черен офицер на бяло поле b7 · черен офицер на черно поле g7 · черна пешка на бяло поле h7 · бял кон на бяло поле e6 · черна пешка на бяло поле g6 · черен кон на черно поле h6 · черна пешка на черно поле a5 · черна пешка на черно поле c5 · черна пешка на черно поле b4 · черна пешка на бяло поле e4 · бяла пешка на черно поле f4 · бяла дама на бяло поле b3 · бяла пешка на черно поле e3 · бяла пешка на черно поле g3 · бял офицер на бяло поле h3 · бяла пешка на бяло поле a2 · бяла пешка на черно поле b2 · бял цар на бяло поле b1 · бял топ на черно поле c1 | черен топ на бяло поле a8 · черна дама на бяло поле c8 · черен топ на бяло поле e8 · черен цар на бяло поле g8 · черен офицер на бяло поле b7 · черен офицер на черно поле g7 · черна пешка на бяло поле h7 · бял кон на бяло поле e6 · черна пешка на бяло поле g6 · черен кон на черно поле h6 · черна пешка на черно поле a5 · черна пешка на черно поле c5 · черна пешка на черно поле b4 · черна пешка на бяло поле e4 · бяла пешка на черно поле f4 · бяла дама на бяло поле b3 · бяла пешка на черно поле e3 · бяла пешка на черно поле g3 · бял офицер на бяло поле h3 · бяла пешка на бяло поле a2 · бяла пешка на черно поле b2 · бял цар на бяло поле b1 · бял топ на черно поле c1 | черен топ на бяло поле a8 · черна дама на бяло поле c8 · черен топ на бяло поле e8 · черен цар на бяло поле g8 · черен офицер на бяло поле b7 · черен офицер на черно поле g7 · черна пешка на бяло поле h7 · бял кон на бяло поле e6 · черна пешка на бяло поле g6 · черен кон на черно поле h6 · черна пешка на черно поле a5 · черна пешка на черно поле c5 · черна пешка на черно поле b4 · черна пешка на бяло поле e4 · бяла пешка на черно поле f4 · бяла дама на бяло поле b3 · бяла пешка на черно поле e3 · бяла пешка на черно поле g3 · бял офицер на бяло поле h3 · бяла пешка на бяло поле a2 · бяла пешка на черно поле b2 · бял цар на бяло поле b1 · бял топ на черно поле c1 | черен топ на бяло поле a8 · черна дама на бяло поле c8 · черен топ на бяло поле e8 · черен цар на бяло поле g8 · черен офицер на бяло поле b7 · черен офицер на черно поле g7 · черна пешка на бяло поле h7 · бял кон на бяло поле e6 · черна пешка на бяло поле g6 · черен кон на черно поле h6 · черна пешка на черно поле a5 · черна пешка на черно поле c5 · черна пешка на черно поле b4 · черна пешка на бяло поле e4 · бяла пешка на черно поле f4 · бяла дама на бяло поле b3 · бяла пешка на черно поле e3 · бяла пешка на черно поле g3 · бял офицер на бяло поле h3 · бяла пешка на бяло поле a2 · бяла пешка на черно поле b2 · бял цар на бяло поле b1 · бял топ на черно поле c1 | черен топ на бяло поле a8 · черна дама на бяло поле c8 · черен топ на бяло поле e8 · черен цар на бяло поле g8 · черен офицер на бяло поле b7 · черен офицер на черно поле g7 · черна пешка на бяло поле h7 · бял кон на бяло поле e6 · черна пешка на бяло поле g6 · черен кон на черно поле h6 · черна пешка на черно поле a5 · черна пешка на черно поле c5 · черна пешка на черно поле b4 · черна пешка на бяло поле e4 · бяла пешка на черно поле f4 · бяла дама на бяло поле b3 · бяла пешка на черно поле e3 · бяла пешка на черно поле g3 · бял офицер на бяло поле h3 · бяла пешка на бяло поле a2 · бяла пешка на черно поле b2 · бял цар на бяло поле b1 · бял топ на черно поле c1 | 5 |
| 4 | черен топ на бяло поле a8 · черна дама на бяло поле c8 · черен топ на бяло поле e8 · черен цар на бяло поле g8 · черен офицер на бяло поле b7 · черен офицер на черно поле g7 · черна пешка на бяло поле h7 · бял кон на бяло поле e6 · черна пешка на бяло поле g6 · черен кон на черно поле h6 · черна пешка на черно поле a5 · черна пешка на черно поле c5 · черна пешка на черно поле b4 · черна пешка на бяло поле e4 · бяла пешка на черно поле f4 · бяла дама на бяло поле b3 · бяла пешка на черно поле e3 · бяла пешка на черно поле g3 · бял офицер на бяло поле h3 · бяла пешка на бяло поле a2 · бяла пешка на черно поле b2 · бял цар на бяло поле b1 · бял топ на черно поле c1 | черен топ на бяло поле a8 · черна дама на бяло поле c8 · черен топ на бяло поле e8 · черен цар на бяло поле g8 · черен офицер на бяло поле b7 · черен офицер на черно поле g7 · черна пешка на бяло поле h7 · бял кон на бяло поле e6 · черна пешка на бяло поле g6 · черен кон на черно поле h6 · черна пешка на черно поле a5 · черна пешка на черно поле c5 · черна пешка на черно поле b4 · черна пешка на бяло поле e4 · бяла пешка на черно поле f4 · бяла дама на бяло поле b3 · бяла пешка на черно поле e3 · бяла пешка на черно поле g3 · бял офицер на бяло поле h3 · бяла пешка на бяло поле a2 · бяла пешка на черно поле b2 · бял цар на бяло поле b1 · бял топ на черно поле c1 | черен топ на бяло поле a8 · черна дама на бяло поле c8 · черен топ на бяло поле e8 · черен цар на бяло поле g8 · черен офицер на бяло поле b7 · черен офицер на черно поле g7 · черна пешка на бяло поле h7 · бял кон на бяло поле e6 · черна пешка на бяло поле g6 · черен кон на черно поле h6 · черна пешка на черно поле a5 · черна пешка на черно поле c5 · черна пешка на черно поле b4 · черна пешка на бяло поле e4 · бяла пешка на черно поле f4 · бяла дама на бяло поле b3 · бяла пешка на черно поле e3 · бяла пешка на черно поле g3 · бял офицер на бяло поле h3 · бяла пешка на бяло поле a2 · бяла пешка на черно поле b2 · бял цар на бяло поле b1 · бял топ на черно поле c1 | черен топ на бяло поле a8 · черна дама на бяло поле c8 · черен топ на бяло поле e8 · черен цар на бяло поле g8 · черен офицер на бяло поле b7 · черен офицер на черно поле g7 · черна пешка на бяло поле h7 · бял кон на бяло поле e6 · черна пешка на бяло поле g6 · черен кон на черно поле h6 · черна пешка на черно поле a5 · черна пешка на черно поле c5 · черна пешка на черно поле b4 · черна пешка на бяло поле e4 · бяла пешка на черно поле f4 · бяла дама на бяло поле b3 · бяла пешка на черно поле e3 · бяла пешка на черно поле g3 · бял офицер на бяло поле h3 · бяла пешка на бяло поле a2 · бяла пешка на черно поле b2 · бял цар на бяло поле b1 · бял топ на черно поле c1 | черен топ на бяло поле a8 · черна дама на бяло поле c8 · черен топ на бяло поле e8 · черен цар на бяло поле g8 · черен офицер на бяло поле b7 · черен офицер на черно поле g7 · черна пешка на бяло поле h7 · бял кон на бяло поле e6 · черна пешка на бяло поле g6 · черен кон на черно поле h6 · черна пешка на черно поле a5 · черна пешка на черно поле c5 · черна пешка на черно поле b4 · черна пешка на бяло поле e4 · бяла пешка на черно поле f4 · бяла дама на бяло поле b3 · бяла пешка на черно поле e3 · бяла пешка на черно поле g3 · бял офицер на бяло поле h3 · бяла пешка на бяло поле a2 · бяла пешка на черно поле b2 · бял цар на бяло поле b1 · бял топ на черно поле c1 | черен топ на бяло поле a8 · черна дама на бяло поле c8 · черен топ на бяло поле e8 · черен цар на бяло поле g8 · черен офицер на бяло поле b7 · черен офицер на черно поле g7 · черна пешка на бяло поле h7 · бял кон на бяло поле e6 · черна пешка на бяло поле g6 · черен кон на черно поле h6 · черна пешка на черно поле a5 · черна пешка на черно поле c5 · черна пешка на черно поле b4 · черна пешка на бяло поле e4 · бяла пешка на черно поле f4 · бяла дама на бяло поле b3 · бяла пешка на черно поле e3 · бяла пешка на черно поле g3 · бял офицер на бяло поле h3 · бяла пешка на бяло поле a2 · бяла пешка на черно поле b2 · бял цар на бяло поле b1 · бял топ на черно поле c1 | черен топ на бяло поле a8 · черна дама на бяло поле c8 · черен топ на бяло поле e8 · черен цар на бяло поле g8 · черен офицер на бяло поле b7 · черен офицер на черно поле g7 · черна пешка на бяло поле h7 · бял кон на бяло поле e6 · черна пешка на бяло поле g6 · черен кон на черно поле h6 · черна пешка на черно поле a5 · черна пешка на черно поле c5 · черна пешка на черно поле b4 · черна пешка на бяло поле e4 · бяла пешка на черно поле f4 · бяла дама на бяло поле b3 · бяла пешка на черно поле e3 · бяла пешка на черно поле g3 · бял офицер на бяло поле h3 · бяла пешка на бяло поле a2 · бяла пешка на черно поле b2 · бял цар на бяло поле b1 · бял топ на черно поле c1 | черен топ на бяло поле a8 · черна дама на бяло поле c8 · черен топ на бяло поле e8 · черен цар на бяло поле g8 · черен офицер на бяло поле b7 · черен офицер на черно поле g7 · черна пешка на бяло поле h7 · бял кон на бяло поле e6 · черна пешка на бяло поле g6 · черен кон на черно поле h6 · черна пешка на черно поле a5 · черна пешка на черно поле c5 · черна пешка на черно поле b4 · черна пешка на бяло поле e4 · бяла пешка на черно поле f4 · бяла дама на бяло поле b3 · бяла пешка на черно поле e3 · бяла пешка на черно поле g3 · бял офицер на бяло поле h3 · бяла пешка на бяло поле a2 · бяла пешка на черно поле b2 · бял цар на бяло поле b1 · бял топ на черно поле c1 | 4 |
| 3 | черен топ на бяло поле a8 · черна дама на бяло поле c8 · черен топ на бяло поле e8 · черен цар на бяло поле g8 · черен офицер на бяло поле b7 · черен офицер на черно поле g7 · черна пешка на бяло поле h7 · бял кон на бяло поле e6 · черна пешка на бяло поле g6 · черен кон на черно поле h6 · черна пешка на черно поле a5 · черна пешка на черно поле c5 · черна пешка на черно поле b4 · черна пешка на бяло поле e4 · бяла пешка на черно поле f4 · бяла дама на бяло поле b3 · бяла пешка на черно поле e3 · бяла пешка на черно поле g3 · бял офицер на бяло поле h3 · бяла пешка на бяло поле a2 · бяла пешка на черно поле b2 · бял цар на бяло поле b1 · бял топ на черно поле c1 | черен топ на бяло поле a8 · черна дама на бяло поле c8 · черен топ на бяло поле e8 · черен цар на бяло поле g8 · черен офицер на бяло поле b7 · черен офицер на черно поле g7 · черна пешка на бяло поле h7 · бял кон на бяло поле e6 · черна пешка на бяло поле g6 · черен кон на черно поле h6 · черна пешка на черно поле a5 · черна пешка на черно поле c5 · черна пешка на черно поле b4 · черна пешка на бяло поле e4 · бяла пешка на черно поле f4 · бяла дама на бяло поле b3 · бяла пешка на черно поле e3 · бяла пешка на черно поле g3 · бял офицер на бяло поле h3 · бяла пешка на бяло поле a2 · бяла пешка на черно поле b2 · бял цар на бяло поле b1 · бял топ на черно поле c1 | черен топ на бяло поле a8 · черна дама на бяло поле c8 · черен топ на бяло поле e8 · черен цар на бяло поле g8 · черен офицер на бяло поле b7 · черен офицер на черно поле g7 · черна пешка на бяло поле h7 · бял кон на бяло поле e6 · черна пешка на бяло поле g6 · черен кон на черно поле h6 · черна пешка на черно поле a5 · черна пешка на черно поле c5 · черна пешка на черно поле b4 · черна пешка на бяло поле e4 · бяла пешка на черно поле f4 · бяла дама на бяло поле b3 · бяла пешка на черно поле e3 · бяла пешка на черно поле g3 · бял офицер на бяло поле h3 · бяла пешка на бяло поле a2 · бяла пешка на черно поле b2 · бял цар на бяло поле b1 · бял топ на черно поле c1 | черен топ на бяло поле a8 · черна дама на бяло поле c8 · черен топ на бяло поле e8 · черен цар на бяло поле g8 · черен офицер на бяло поле b7 · черен офицер на черно поле g7 · черна пешка на бяло поле h7 · бял кон на бяло поле e6 · черна пешка на бяло поле g6 · черен кон на черно поле h6 · черна пешка на черно поле a5 · черна пешка на черно поле c5 · черна пешка на черно поле b4 · черна пешка на бяло поле e4 · бяла пешка на черно поле f4 · бяла дама на бяло поле b3 · бяла пешка на черно поле e3 · бяла пешка на черно поле g3 · бял офицер на бяло поле h3 · бяла пешка на бяло поле a2 · бяла пешка на черно поле b2 · бял цар на бяло поле b1 · бял топ на черно поле c1 | черен топ на бяло поле a8 · черна дама на бяло поле c8 · черен топ на бяло поле e8 · черен цар на бяло поле g8 · черен офицер на бяло поле b7 · черен офицер на черно поле g7 · черна пешка на бяло поле h7 · бял кон на бяло поле e6 · черна пешка на бяло поле g6 · черен кон на черно поле h6 · черна пешка на черно поле a5 · черна пешка на черно поле c5 · черна пешка на черно поле b4 · черна пешка на бяло поле e4 · бяла пешка на черно поле f4 · бяла дама на бяло поле b3 · бяла пешка на черно поле e3 · бяла пешка на черно поле g3 · бял офицер на бяло поле h3 · бяла пешка на бяло поле a2 · бяла пешка на черно поле b2 · бял цар на бяло поле b1 · бял топ на черно поле c1 | черен топ на бяло поле a8 · черна дама на бяло поле c8 · черен топ на бяло поле e8 · черен цар на бяло поле g8 · черен офицер на бяло поле b7 · черен офицер на черно поле g7 · черна пешка на бяло поле h7 · бял кон на бяло поле e6 · черна пешка на бяло поле g6 · черен кон на черно поле h6 · черна пешка на черно поле a5 · черна пешка на черно поле c5 · черна пешка на черно поле b4 · черна пешка на бяло поле e4 · бяла пешка на черно поле f4 · бяла дама на бяло поле b3 · бяла пешка на черно поле e3 · бяла пешка на черно поле g3 · бял офицер на бяло поле h3 · бяла пешка на бяло поле a2 · бяла пешка на черно поле b2 · бял цар на бяло поле b1 · бял топ на черно поле c1 | черен топ на бяло поле a8 · черна дама на бяло поле c8 · черен топ на бяло поле e8 · черен цар на бяло поле g8 · черен офицер на бяло поле b7 · черен офицер на черно поле g7 · черна пешка на бяло поле h7 · бял кон на бяло поле e6 · черна пешка на бяло поле g6 · черен кон на черно поле h6 · черна пешка на черно поле a5 · черна пешка на черно поле c5 · черна пешка на черно поле b4 · черна пешка на бяло поле e4 · бяла пешка на черно поле f4 · бяла дама на бяло поле b3 · бяла пешка на черно поле e3 · бяла пешка на черно поле g3 · бял офицер на бяло поле h3 · бяла пешка на бяло поле a2 · бяла пешка на черно поле b2 · бял цар на бяло поле b1 · бял топ на черно поле c1 | черен топ на бяло поле a8 · черна дама на бяло поле c8 · черен топ на бяло поле e8 · черен цар на бяло поле g8 · черен офицер на бяло поле b7 · черен офицер на черно поле g7 · черна пешка на бяло поле h7 · бял кон на бяло поле e6 · черна пешка на бяло поле g6 · черен кон на черно поле h6 · черна пешка на черно поле a5 · черна пешка на черно поле c5 · черна пешка на черно поле b4 · черна пешка на бяло поле e4 · бяла пешка на черно поле f4 · бяла дама на бяло поле b3 · бяла пешка на черно поле e3 · бяла пешка на черно поле g3 · бял офицер на бяло поле h3 · бяла пешка на бяло поле a2 · бяла пешка на черно поле b2 · бял цар на бяло поле b1 · бял топ на черно поле c1 | 3 |
| 2 | черен топ на бяло поле a8 · черна дама на бяло поле c8 · черен топ на бяло поле e8 · черен цар на бяло поле g8 · черен офицер на бяло поле b7 · черен офицер на черно поле g7 · черна пешка на бяло поле h7 · бял кон на бяло поле e6 · черна пешка на бяло поле g6 · черен кон на черно поле h6 · черна пешка на черно поле a5 · черна пешка на черно поле c5 · черна пешка на черно поле b4 · черна пешка на бяло поле e4 · бяла пешка на черно поле f4 · бяла дама на бяло поле b3 · бяла пешка на черно поле e3 · бяла пешка на черно поле g3 · бял офицер на бяло поле h3 · бяла пешка на бяло поле a2 · бяла пешка на черно поле b2 · бял цар на бяло поле b1 · бял топ на черно поле c1 | черен топ на бяло поле a8 · черна дама на бяло поле c8 · черен топ на бяло поле e8 · черен цар на бяло поле g8 · черен офицер на бяло поле b7 · черен офицер на черно поле g7 · черна пешка на бяло поле h7 · бял кон на бяло поле e6 · черна пешка на бяло поле g6 · черен кон на черно поле h6 · черна пешка на черно поле a5 · черна пешка на черно поле c5 · черна пешка на черно поле b4 · черна пешка на бяло поле e4 · бяла пешка на черно поле f4 · бяла дама на бяло поле b3 · бяла пешка на черно поле e3 · бяла пешка на черно поле g3 · бял офицер на бяло поле h3 · бяла пешка на бяло поле a2 · бяла пешка на черно поле b2 · бял цар на бяло поле b1 · бял топ на черно поле c1 | черен топ на бяло поле a8 · черна дама на бяло поле c8 · черен топ на бяло поле e8 · черен цар на бяло поле g8 · черен офицер на бяло поле b7 · черен офицер на черно поле g7 · черна пешка на бяло поле h7 · бял кон на бяло поле e6 · черна пешка на бяло поле g6 · черен кон на черно поле h6 · черна пешка на черно поле a5 · черна пешка на черно поле c5 · черна пешка на черно поле b4 · черна пешка на бяло поле e4 · бяла пешка на черно поле f4 · бяла дама на бяло поле b3 · бяла пешка на черно поле e3 · бяла пешка на черно поле g3 · бял офицер на бяло поле h3 · бяла пешка на бяло поле a2 · бяла пешка на черно поле b2 · бял цар на бяло поле b1 · бял топ на черно поле c1 | черен топ на бяло поле a8 · черна дама на бяло поле c8 · черен топ на бяло поле e8 · черен цар на бяло поле g8 · черен офицер на бяло поле b7 · черен офицер на черно поле g7 · черна пешка на бяло поле h7 · бял кон на бяло поле e6 · черна пешка на бяло поле g6 · черен кон на черно поле h6 · черна пешка на черно поле a5 · черна пешка на черно поле c5 · черна пешка на черно поле b4 · черна пешка на бяло поле e4 · бяла пешка на черно поле f4 · бяла дама на бяло поле b3 · бяла пешка на черно поле e3 · бяла пешка на черно поле g3 · бял офицер на бяло поле h3 · бяла пешка на бяло поле a2 · бяла пешка на черно поле b2 · бял цар на бяло поле b1 · бял топ на черно поле c1 | черен топ на бяло поле a8 · черна дама на бяло поле c8 · черен топ на бяло поле e8 · черен цар на бяло поле g8 · черен офицер на бяло поле b7 · черен офицер на черно поле g7 · черна пешка на бяло поле h7 · бял кон на бяло поле e6 · черна пешка на бяло поле g6 · черен кон на черно поле h6 · черна пешка на черно поле a5 · черна пешка на черно поле c5 · черна пешка на черно поле b4 · черна пешка на бяло поле e4 · бяла пешка на черно поле f4 · бяла дама на бяло поле b3 · бяла пешка на черно поле e3 · бяла пешка на черно поле g3 · бял офицер на бяло поле h3 · бяла пешка на бяло поле a2 · бяла пешка на черно поле b2 · бял цар на бяло поле b1 · бял топ на черно поле c1 | черен топ на бяло поле a8 · черна дама на бяло поле c8 · черен топ на бяло поле e8 · черен цар на бяло поле g8 · черен офицер на бяло поле b7 · черен офицер на черно поле g7 · черна пешка на бяло поле h7 · бял кон на бяло поле e6 · черна пешка на бяло поле g6 · черен кон на черно поле h6 · черна пешка на черно поле a5 · черна пешка на черно поле c5 · черна пешка на черно поле b4 · черна пешка на бяло поле e4 · бяла пешка на черно поле f4 · бяла дама на бяло поле b3 · бяла пешка на черно поле e3 · бяла пешка на черно поле g3 · бял офицер на бяло поле h3 · бяла пешка на бяло поле a2 · бяла пешка на черно поле b2 · бял цар на бяло поле b1 · бял топ на черно поле c1 | черен топ на бяло поле a8 · черна дама на бяло поле c8 · черен топ на бяло поле e8 · черен цар на бяло поле g8 · черен офицер на бяло поле b7 · черен офицер на черно поле g7 · черна пешка на бяло поле h7 · бял кон на бяло поле e6 · черна пешка на бяло поле g6 · черен кон на черно поле h6 · черна пешка на черно поле a5 · черна пешка на черно поле c5 · черна пешка на черно поле b4 · черна пешка на бяло поле e4 · бяла пешка на черно поле f4 · бяла дама на бяло поле b3 · бяла пешка на черно поле e3 · бяла пешка на черно поле g3 · бял офицер на бяло поле h3 · бяла пешка на бяло поле a2 · бяла пешка на черно поле b2 · бял цар на бяло поле b1 · бял топ на черно поле c1 | черен топ на бяло поле a8 · черна дама на бяло поле c8 · черен топ на бяло поле e8 · черен цар на бяло поле g8 · черен офицер на бяло поле b7 · черен офицер на черно поле g7 · черна пешка на бяло поле h7 · бял кон на бяло поле e6 · черна пешка на бяло поле g6 · черен кон на черно поле h6 · черна пешка на черно поле a5 · черна пешка на черно поле c5 · черна пешка на черно поле b4 · черна пешка на бяло поле e4 · бяла пешка на черно поле f4 · бяла дама на бяло поле b3 · бяла пешка на черно поле e3 · бяла пешка на черно поле g3 · бял офицер на бяло поле h3 · бяла пешка на бяло поле a2 · бяла пешка на черно поле b2 · бял цар на бяло поле b1 · бял топ на черно поле c1 | 2 |
| 1 | черен топ на бяло поле a8 · черна дама на бяло поле c8 · черен топ на бяло поле e8 · черен цар на бяло поле g8 · черен офицер на бяло поле b7 · черен офицер на черно поле g7 · черна пешка на бяло поле h7 · бял кон на бяло поле e6 · черна пешка на бяло поле g6 · черен кон на черно поле h6 · черна пешка на черно поле a5 · черна пешка на черно поле c5 · черна пешка на черно поле b4 · черна пешка на бяло поле e4 · бяла пешка на черно поле f4 · бяла дама на бяло поле b3 · бяла пешка на черно поле e3 · бяла пешка на черно поле g3 · бял офицер на бяло поле h3 · бяла пешка на бяло поле a2 · бяла пешка на черно поле b2 · бял цар на бяло поле b1 · бял топ на черно поле c1 | черен топ на бяло поле a8 · черна дама на бяло поле c8 · черен топ на бяло поле e8 · черен цар на бяло поле g8 · черен офицер на бяло поле b7 · черен офицер на черно поле g7 · черна пешка на бяло поле h7 · бял кон на бяло поле e6 · черна пешка на бяло поле g6 · черен кон на черно поле h6 · черна пешка на черно поле a5 · черна пешка на черно поле c5 · черна пешка на черно поле b4 · черна пешка на бяло поле e4 · бяла пешка на черно поле f4 · бяла дама на бяло поле b3 · бяла пешка на черно поле e3 · бяла пешка на черно поле g3 · бял офицер на бяло поле h3 · бяла пешка на бяло поле a2 · бяла пешка на черно поле b2 · бял цар на бяло поле b1 · бял топ на черно поле c1 | черен топ на бяло поле a8 · черна дама на бяло поле c8 · черен топ на бяло поле e8 · черен цар на бяло поле g8 · черен офицер на бяло поле b7 · черен офицер на черно поле g7 · черна пешка на бяло поле h7 · бял кон на бяло поле e6 · черна пешка на бяло поле g6 · черен кон на черно поле h6 · черна пешка на черно поле a5 · черна пешка на черно поле c5 · черна пешка на черно поле b4 · черна пешка на бяло поле e4 · бяла пешка на черно поле f4 · бяла дама на бяло поле b3 · бяла пешка на черно поле e3 · бяла пешка на черно поле g3 · бял офицер на бяло поле h3 · бяла пешка на бяло поле a2 · бяла пешка на черно поле b2 · бял цар на бяло поле b1 · бял топ на черно поле c1 | черен топ на бяло поле a8 · черна дама на бяло поле c8 · черен топ на бяло поле e8 · черен цар на бяло поле g8 · черен офицер на бяло поле b7 · черен офицер на черно поле g7 · черна пешка на бяло поле h7 · бял кон на бяло поле e6 · черна пешка на бяло поле g6 · черен кон на черно поле h6 · черна пешка на черно поле a5 · черна пешка на черно поле c5 · черна пешка на черно поле b4 · черна пешка на бяло поле e4 · бяла пешка на черно поле f4 · бяла дама на бяло поле b3 · бяла пешка на черно поле e3 · бяла пешка на черно поле g3 · бял офицер на бяло поле h3 · бяла пешка на бяло поле a2 · бяла пешка на черно поле b2 · бял цар на бяло поле b1 · бял топ на черно поле c1 | черен топ на бяло поле a8 · черна дама на бяло поле c8 · черен топ на бяло поле e8 · черен цар на бяло поле g8 · черен офицер на бяло поле b7 · черен офицер на черно поле g7 · черна пешка на бяло поле h7 · бял кон на бяло поле e6 · черна пешка на бяло поле g6 · черен кон на черно поле h6 · черна пешка на черно поле a5 · черна пешка на черно поле c5 · черна пешка на черно поле b4 · черна пешка на бяло поле e4 · бяла пешка на черно поле f4 · бяла дама на бяло поле b3 · бяла пешка на черно поле e3 · бяла пешка на черно поле g3 · бял офицер на бяло поле h3 · бяла пешка на бяло поле a2 · бяла пешка на черно поле b2 · бял цар на бяло поле b1 · бял топ на черно поле c1 | черен топ на бяло поле a8 · черна дама на бяло поле c8 · черен топ на бяло поле e8 · черен цар на бяло поле g8 · черен офицер на бяло поле b7 · черен офицер на черно поле g7 · черна пешка на бяло поле h7 · бял кон на бяло поле e6 · черна пешка на бяло поле g6 · черен кон на черно поле h6 · черна пешка на черно поле a5 · черна пешка на черно поле c5 · черна пешка на черно поле b4 · черна пешка на бяло поле e4 · бяла пешка на черно поле f4 · бяла дама на бяло поле b3 · бяла пешка на черно поле e3 · бяла пешка на черно поле g3 · бял офицер на бяло поле h3 · бяла пешка на бяло поле a2 · бяла пешка на черно поле b2 · бял цар на бяло поле b1 · бял топ на черно поле c1 | черен топ на бяло поле a8 · черна дама на бяло поле c8 · черен топ на бяло поле e8 · черен цар на бяло поле g8 · черен офицер на бяло поле b7 · черен офицер на черно поле g7 · черна пешка на бяло поле h7 · бял кон на бяло поле e6 · черна пешка на бяло поле g6 · черен кон на черно поле h6 · черна пешка на черно поле a5 · черна пешка на черно поле c5 · черна пешка на черно поле b4 · черна пешка на бяло поле e4 · бяла пешка на черно поле f4 · бяла дама на бяло поле b3 · бяла пешка на черно поле e3 · бяла пешка на черно поле g3 · бял офицер на бяло поле h3 · бяла пешка на бяло поле a2 · бяла пешка на черно поле b2 · бял цар на бяло поле b1 · бял топ на черно поле c1 | черен топ на бяло поле a8 · черна дама на бяло поле c8 · черен топ на бяло поле e8 · черен цар на бяло поле g8 · черен офицер на бяло поле b7 · черен офицер на черно поле g7 · черна пешка на бяло поле h7 · бял кон на бяло поле e6 · черна пешка на бяло поле g6 · черен кон на черно поле h6 · черна пешка на черно поле a5 · черна пешка на черно поле c5 · черна пешка на черно поле b4 · черна пешка на бяло поле e4 · бяла пешка на черно поле f4 · бяла дама на бяло поле b3 · бяла пешка на черно поле e3 · бяла пешка на черно поле g3 · бял офицер на бяло поле h3 · бяла пешка на бяло поле a2 · бяла пешка на черно поле b2 · бял цар на бяло поле b1 · бял топ на черно поле c1 | 1 |
|   | a | b | c | d | e | f | g | h |   |

|   | a | b | c | d | e | f | g | h |   |
| 8 | черен цар на черно поле h6 · черна пешка на черно поле g5 · бяла пешка на бяло поле h5 · бял офицер на черно поле f4 · бял топ на черно поле h4 · бял цар на бяло поле h1 | черен цар на черно поле h6 · черна пешка на черно поле g5 · бяла пешка на бяло поле h5 · бял офицер на черно поле f4 · бял топ на черно поле h4 · бял цар на бяло поле h1 | черен цар на черно поле h6 · черна пешка на черно поле g5 · бяла пешка на бяло поле h5 · бял офицер на черно поле f4 · бял топ на черно поле h4 · бял цар на бяло поле h1 | черен цар на черно поле h6 · черна пешка на черно поле g5 · бяла пешка на бяло поле h5 · бял офицер на черно поле f4 · бял топ на черно поле h4 · бял цар на бяло поле h1 | черен цар на черно поле h6 · черна пешка на черно поле g5 · бяла пешка на бяло поле h5 · бял офицер на черно поле f4 · бял топ на черно поле h4 · бял цар на бяло поле h1 | черен цар на черно поле h6 · черна пешка на черно поле g5 · бяла пешка на бяло поле h5 · бял офицер на черно поле f4 · бял топ на черно поле h4 · бял цар на бяло поле h1 | черен цар на черно поле h6 · черна пешка на черно поле g5 · бяла пешка на бяло поле h5 · бял офицер на черно поле f4 · бял топ на черно поле h4 · бял цар на бяло поле h1 | черен цар на черно поле h6 · черна пешка на черно поле g5 · бяла пешка на бяло поле h5 · бял офицер на черно поле f4 · бял топ на черно поле h4 · бял цар на бяло поле h1 | 8 |
| 7 | черен цар на черно поле h6 · черна пешка на черно поле g5 · бяла пешка на бяло поле h5 · бял офицер на черно поле f4 · бял топ на черно поле h4 · бял цар на бяло поле h1 | черен цар на черно поле h6 · черна пешка на черно поле g5 · бяла пешка на бяло поле h5 · бял офицер на черно поле f4 · бял топ на черно поле h4 · бял цар на бяло поле h1 | черен цар на черно поле h6 · черна пешка на черно поле g5 · бяла пешка на бяло поле h5 · бял офицер на черно поле f4 · бял топ на черно поле h4 · бял цар на бяло поле h1 | черен цар на черно поле h6 · черна пешка на черно поле g5 · бяла пешка на бяло поле h5 · бял офицер на черно поле f4 · бял топ на черно поле h4 · бял цар на бяло поле h1 | черен цар на черно поле h6 · черна пешка на черно поле g5 · бяла пешка на бяло поле h5 · бял офицер на черно поле f4 · бял топ на черно поле h4 · бял цар на бяло поле h1 | черен цар на черно поле h6 · черна пешка на черно поле g5 · бяла пешка на бяло поле h5 · бял офицер на черно поле f4 · бял топ на черно поле h4 · бял цар на бяло поле h1 | черен цар на черно поле h6 · черна пешка на черно поле g5 · бяла пешка на бяло поле h5 · бял офицер на черно поле f4 · бял топ на черно поле h4 · бял цар на бяло поле h1 | черен цар на черно поле h6 · черна пешка на черно поле g5 · бяла пешка на бяло поле h5 · бял офицер на черно поле f4 · бял топ на черно поле h4 · бял цар на бяло поле h1 | 7 |
| 6 | черен цар на черно поле h6 · черна пешка на черно поле g5 · бяла пешка на бяло поле h5 · бял офицер на черно поле f4 · бял топ на черно поле h4 · бял цар на бяло поле h1 | черен цар на черно поле h6 · черна пешка на черно поле g5 · бяла пешка на бяло поле h5 · бял офицер на черно поле f4 · бял топ на черно поле h4 · бял цар на бяло поле h1 | черен цар на черно поле h6 · черна пешка на черно поле g5 · бяла пешка на бяло поле h5 · бял офицер на черно поле f4 · бял топ на черно поле h4 · бял цар на бяло поле h1 | черен цар на черно поле h6 · черна пешка на черно поле g5 · бяла пешка на бяло поле h5 · бял офицер на черно поле f4 · бял топ на черно поле h4 · бял цар на бяло поле h1 | черен цар на черно поле h6 · черна пешка на черно поле g5 · бяла пешка на бяло поле h5 · бял офицер на черно поле f4 · бял топ на черно поле h4 · бял цар на бяло поле h1 | черен цар на черно поле h6 · черна пешка на черно поле g5 · бяла пешка на бяло поле h5 · бял офицер на черно поле f4 · бял топ на черно поле h4 · бял цар на бяло поле h1 | черен цар на черно поле h6 · черна пешка на черно поле g5 · бяла пешка на бяло поле h5 · бял офицер на черно поле f4 · бял топ на черно поле h4 · бял цар на бяло поле h1 | черен цар на черно поле h6 · черна пешка на черно поле g5 · бяла пешка на бяло поле h5 · бял офицер на черно поле f4 · бял топ на черно поле h4 · бял цар на бяло поле h1 | 6 |
| 5 | черен цар на черно поле h6 · черна пешка на черно поле g5 · бяла пешка на бяло поле h5 · бял офицер на черно поле f4 · бял топ на черно поле h4 · бял цар на бяло поле h1 | черен цар на черно поле h6 · черна пешка на черно поле g5 · бяла пешка на бяло поле h5 · бял офицер на черно поле f4 · бял топ на черно поле h4 · бял цар на бяло поле h1 | черен цар на черно поле h6 · черна пешка на черно поле g5 · бяла пешка на бяло поле h5 · бял офицер на черно поле f4 · бял топ на черно поле h4 · бял цар на бяло поле h1 | черен цар на черно поле h6 · черна пешка на черно поле g5 · бяла пешка на бяло поле h5 · бял офицер на черно поле f4 · бял топ на черно поле h4 · бял цар на бяло поле h1 | черен цар на черно поле h6 · черна пешка на черно поле g5 · бяла пешка на бяло поле h5 · бял офицер на черно поле f4 · бял топ на черно поле h4 · бял цар на бяло поле h1 | черен цар на черно поле h6 · черна пешка на черно поле g5 · бяла пешка на бяло поле h5 · бял офицер на черно поле f4 · бял топ на черно поле h4 · бял цар на бяло поле h1 | черен цар на черно поле h6 · черна пешка на черно поле g5 · бяла пешка на бяло поле h5 · бял офицер на черно поле f4 · бял топ на черно поле h4 · бял цар на бяло поле h1 | черен цар на черно поле h6 · черна пешка на черно поле g5 · бяла пешка на бяло поле h5 · бял офицер на черно поле f4 · бял топ на черно поле h4 · бял цар на бяло поле h1 | 5 |
| 4 | черен цар на черно поле h6 · черна пешка на черно поле g5 · бяла пешка на бяло поле h5 · бял офицер на черно поле f4 · бял топ на черно поле h4 · бял цар на бяло поле h1 | черен цар на черно поле h6 · черна пешка на черно поле g5 · бяла пешка на бяло поле h5 · бял офицер на черно поле f4 · бял топ на черно поле h4 · бял цар на бяло поле h1 | черен цар на черно поле h6 · черна пешка на черно поле g5 · бяла пешка на бяло поле h5 · бял офицер на черно поле f4 · бял топ на черно поле h4 · бял цар на бяло поле h1 | черен цар на черно поле h6 · черна пешка на черно поле g5 · бяла пешка на бяло поле h5 · бял офицер на черно поле f4 · бял топ на черно поле h4 · бял цар на бяло поле h1 | черен цар на черно поле h6 · черна пешка на черно поле g5 · бяла пешка на бяло поле h5 · бял офицер на черно поле f4 · бял топ на черно поле h4 · бял цар на бяло поле h1 | черен цар на черно поле h6 · черна пешка на черно поле g5 · бяла пешка на бяло поле h5 · бял офицер на черно поле f4 · бял топ на черно поле h4 · бял цар на бяло поле h1 | черен цар на черно поле h6 · черна пешка на черно поле g5 · бяла пешка на бяло поле h5 · бял офицер на черно поле f4 · бял топ на черно поле h4 · бял цар на бяло поле h1 | черен цар на черно поле h6 · черна пешка на черно поле g5 · бяла пешка на бяло поле h5 · бял офицер на черно поле f4 · бял топ на черно поле h4 · бял цар на бяло поле h1 | 4 |
| 3 | черен цар на черно поле h6 · черна пешка на черно поле g5 · бяла пешка на бяло поле h5 · бял офицер на черно поле f4 · бял топ на черно поле h4 · бял цар на бяло поле h1 | черен цар на черно поле h6 · черна пешка на черно поле g5 · бяла пешка на бяло поле h5 · бял офицер на черно поле f4 · бял топ на черно поле h4 · бял цар на бяло поле h1 | черен цар на черно поле h6 · черна пешка на черно поле g5 · бяла пешка на бяло поле h5 · бял офицер на черно поле f4 · бял топ на черно поле h4 · бял цар на бяло поле h1 | черен цар на черно поле h6 · черна пешка на черно поле g5 · бяла пешка на бяло поле h5 · бял офицер на черно поле f4 · бял топ на черно поле h4 · бял цар на бяло поле h1 | черен цар на черно поле h6 · черна пешка на черно поле g5 · бяла пешка на бяло поле h5 · бял офицер на черно поле f4 · бял топ на черно поле h4 · бял цар на бяло поле h1 | черен цар на черно поле h6 · черна пешка на черно поле g5 · бяла пешка на бяло поле h5 · бял офицер на черно поле f4 · бял топ на черно поле h4 · бял цар на бяло поле h1 | черен цар на черно поле h6 · черна пешка на черно поле g5 · бяла пешка на бяло поле h5 · бял офицер на черно поле f4 · бял топ на черно поле h4 · бял цар на бяло поле h1 | черен цар на черно поле h6 · черна пешка на черно поле g5 · бяла пешка на бяло поле h5 · бял офицер на черно поле f4 · бял топ на черно поле h4 · бял цар на бяло поле h1 | 3 |
| 2 | черен цар на черно поле h6 · черна пешка на черно поле g5 · бяла пешка на бяло поле h5 · бял офицер на черно поле f4 · бял топ на черно поле h4 · бял цар на бяло поле h1 | черен цар на черно поле h6 · черна пешка на черно поле g5 · бяла пешка на бяло поле h5 · бял офицер на черно поле f4 · бял топ на черно поле h4 · бял цар на бяло поле h1 | черен цар на черно поле h6 · черна пешка на черно поле g5 · бяла пешка на бяло поле h5 · бял офицер на черно поле f4 · бял топ на черно поле h4 · бял цар на бяло поле h1 | черен цар на черно поле h6 · черна пешка на черно поле g5 · бяла пешка на бяло поле h5 · бял офицер на черно поле f4 · бял топ на черно поле h4 · бял цар на бяло поле h1 | черен цар на черно поле h6 · черна пешка на черно поле g5 · бяла пешка на бяло поле h5 · бял офицер на черно поле f4 · бял топ на черно поле h4 · бял цар на бяло поле h1 | черен цар на черно поле h6 · черна пешка на черно поле g5 · бяла пешка на бяло поле h5 · бял офицер на черно поле f4 · бял топ на черно поле h4 · бял цар на бяло поле h1 | черен цар на черно поле h6 · черна пешка на черно поле g5 · бяла пешка на бяло поле h5 · бял офицер на черно поле f4 · бял топ на черно поле h4 · бял цар на бяло поле h1 | черен цар на черно поле h6 · черна пешка на черно поле g5 · бяла пешка на бяло поле h5 · бял офицер на черно поле f4 · бял топ на черно поле h4 · бял цар на бяло поле h1 | 2 |
| 1 | черен цар на черно поле h6 · черна пешка на черно поле g5 · бяла пешка на бяло поле h5 · бял офицер на черно поле f4 · бял топ на черно поле h4 · бял цар на бяло поле h1 | черен цар на черно поле h6 · черна пешка на черно поле g5 · бяла пешка на бяло поле h5 · бял офицер на черно поле f4 · бял топ на черно поле h4 · бял цар на бяло поле h1 | черен цар на черно поле h6 · черна пешка на черно поле g5 · бяла пешка на бяло поле h5 · бял офицер на черно поле f4 · бял топ на черно поле h4 · бял цар на бяло поле h1 | черен цар на черно поле h6 · черна пешка на черно поле g5 · бяла пешка на бяло поле h5 · бял офицер на черно поле f4 · бял топ на черно поле h4 · бял цар на бяло поле h1 | черен цар на черно поле h6 · черна пешка на черно поле g5 · бяла пешка на бяло поле h5 · бял офицер на черно поле f4 · бял топ на черно поле h4 · бял цар на бяло поле h1 | черен цар на черно поле h6 · черна пешка на черно поле g5 · бяла пешка на бяло поле h5 · бял офицер на черно поле f4 · бял топ на черно поле h4 · бял цар на бяло поле h1 | черен цар на черно поле h6 · черна пешка на черно поле g5 · бяла пешка на бяло поле h5 · бял офицер на черно поле f4 · бял топ на черно поле h4 · бял цар на бяло поле h1 | черен цар на черно поле h6 · черна пешка на черно поле g5 · бяла пешка на бяло поле h5 · бял офицер на черно поле f4 · бял топ на черно поле h4 · бял цар на бяло поле h1 | 1 |
|   | a | b | c | d | e | f | g | h |   |

А при изключителни обстоятелства дори е възможно да бъдат разкрити два шаха едновременно. Единственият начин това да се случи в игра на шах е чрез вземане на преминаване (ан пасан). В позицията, показана на дясната диаграма последните ходове са 1.Оf3–g4+ g7–g5. Белите отговарят 2.h:g6++. Резултатът е двоен шах: един шах се дава от топа, открит от хода на захващащата пешка; другият от офицера, създаден от отстраняването на взетата пешка. Такъв шах е изключително рядък в практическата игра, но понякога се среща при шахматни задачи.
Следващата позиция демонстрира възможност за шах-шех независимо кой е на ход.
|   | a | b | c | d | e | f | g | h |   |
| 8 | черен цар на бяло поле g8 · бял топ на бяло поле f7 · черна дама на черно поле a5 · бял офицер на бяло поле c4 · бяла пешка на бяло поле b3 · бяла пешка на бяло поле g2 · бяла пешка на черно поле h2 · бял цар на бяло поле h1 | черен цар на бяло поле g8 · бял топ на бяло поле f7 · черна дама на черно поле a5 · бял офицер на бяло поле c4 · бяла пешка на бяло поле b3 · бяла пешка на бяло поле g2 · бяла пешка на черно поле h2 · бял цар на бяло поле h1 | черен цар на бяло поле g8 · бял топ на бяло поле f7 · черна дама на черно поле a5 · бял офицер на бяло поле c4 · бяла пешка на бяло поле b3 · бяла пешка на бяло поле g2 · бяла пешка на черно поле h2 · бял цар на бяло поле h1 | черен цар на бяло поле g8 · бял топ на бяло поле f7 · черна дама на черно поле a5 · бял офицер на бяло поле c4 · бяла пешка на бяло поле b3 · бяла пешка на бяло поле g2 · бяла пешка на черно поле h2 · бял цар на бяло поле h1 | черен цар на бяло поле g8 · бял топ на бяло поле f7 · черна дама на черно поле a5 · бял офицер на бяло поле c4 · бяла пешка на бяло поле b3 · бяла пешка на бяло поле g2 · бяла пешка на черно поле h2 · бял цар на бяло поле h1 | черен цар на бяло поле g8 · бял топ на бяло поле f7 · черна дама на черно поле a5 · бял офицер на бяло поле c4 · бяла пешка на бяло поле b3 · бяла пешка на бяло поле g2 · бяла пешка на черно поле h2 · бял цар на бяло поле h1 | черен цар на бяло поле g8 · бял топ на бяло поле f7 · черна дама на черно поле a5 · бял офицер на бяло поле c4 · бяла пешка на бяло поле b3 · бяла пешка на бяло поле g2 · бяла пешка на черно поле h2 · бял цар на бяло поле h1 | черен цар на бяло поле g8 · бял топ на бяло поле f7 · черна дама на черно поле a5 · бял офицер на бяло поле c4 · бяла пешка на бяло поле b3 · бяла пешка на бяло поле g2 · бяла пешка на черно поле h2 · бял цар на бяло поле h1 | 8 |
| 7 | черен цар на бяло поле g8 · бял топ на бяло поле f7 · черна дама на черно поле a5 · бял офицер на бяло поле c4 · бяла пешка на бяло поле b3 · бяла пешка на бяло поле g2 · бяла пешка на черно поле h2 · бял цар на бяло поле h1 | черен цар на бяло поле g8 · бял топ на бяло поле f7 · черна дама на черно поле a5 · бял офицер на бяло поле c4 · бяла пешка на бяло поле b3 · бяла пешка на бяло поле g2 · бяла пешка на черно поле h2 · бял цар на бяло поле h1 | черен цар на бяло поле g8 · бял топ на бяло поле f7 · черна дама на черно поле a5 · бял офицер на бяло поле c4 · бяла пешка на бяло поле b3 · бяла пешка на бяло поле g2 · бяла пешка на черно поле h2 · бял цар на бяло поле h1 | черен цар на бяло поле g8 · бял топ на бяло поле f7 · черна дама на черно поле a5 · бял офицер на бяло поле c4 · бяла пешка на бяло поле b3 · бяла пешка на бяло поле g2 · бяла пешка на черно поле h2 · бял цар на бяло поле h1 | черен цар на бяло поле g8 · бял топ на бяло поле f7 · черна дама на черно поле a5 · бял офицер на бяло поле c4 · бяла пешка на бяло поле b3 · бяла пешка на бяло поле g2 · бяла пешка на черно поле h2 · бял цар на бяло поле h1 | черен цар на бяло поле g8 · бял топ на бяло поле f7 · черна дама на черно поле a5 · бял офицер на бяло поле c4 · бяла пешка на бяло поле b3 · бяла пешка на бяло поле g2 · бяла пешка на черно поле h2 · бял цар на бяло поле h1 | черен цар на бяло поле g8 · бял топ на бяло поле f7 · черна дама на черно поле a5 · бял офицер на бяло поле c4 · бяла пешка на бяло поле b3 · бяла пешка на бяло поле g2 · бяла пешка на черно поле h2 · бял цар на бяло поле h1 | черен цар на бяло поле g8 · бял топ на бяло поле f7 · черна дама на черно поле a5 · бял офицер на бяло поле c4 · бяла пешка на бяло поле b3 · бяла пешка на бяло поле g2 · бяла пешка на черно поле h2 · бял цар на бяло поле h1 | 7 |
| 6 | черен цар на бяло поле g8 · бял топ на бяло поле f7 · черна дама на черно поле a5 · бял офицер на бяло поле c4 · бяла пешка на бяло поле b3 · бяла пешка на бяло поле g2 · бяла пешка на черно поле h2 · бял цар на бяло поле h1 | черен цар на бяло поле g8 · бял топ на бяло поле f7 · черна дама на черно поле a5 · бял офицер на бяло поле c4 · бяла пешка на бяло поле b3 · бяла пешка на бяло поле g2 · бяла пешка на черно поле h2 · бял цар на бяло поле h1 | черен цар на бяло поле g8 · бял топ на бяло поле f7 · черна дама на черно поле a5 · бял офицер на бяло поле c4 · бяла пешка на бяло поле b3 · бяла пешка на бяло поле g2 · бяла пешка на черно поле h2 · бял цар на бяло поле h1 | черен цар на бяло поле g8 · бял топ на бяло поле f7 · черна дама на черно поле a5 · бял офицер на бяло поле c4 · бяла пешка на бяло поле b3 · бяла пешка на бяло поле g2 · бяла пешка на черно поле h2 · бял цар на бяло поле h1 | черен цар на бяло поле g8 · бял топ на бяло поле f7 · черна дама на черно поле a5 · бял офицер на бяло поле c4 · бяла пешка на бяло поле b3 · бяла пешка на бяло поле g2 · бяла пешка на черно поле h2 · бял цар на бяло поле h1 | черен цар на бяло поле g8 · бял топ на бяло поле f7 · черна дама на черно поле a5 · бял офицер на бяло поле c4 · бяла пешка на бяло поле b3 · бяла пешка на бяло поле g2 · бяла пешка на черно поле h2 · бял цар на бяло поле h1 | черен цар на бяло поле g8 · бял топ на бяло поле f7 · черна дама на черно поле a5 · бял офицер на бяло поле c4 · бяла пешка на бяло поле b3 · бяла пешка на бяло поле g2 · бяла пешка на черно поле h2 · бял цар на бяло поле h1 | черен цар на бяло поле g8 · бял топ на бяло поле f7 · черна дама на черно поле a5 · бял офицер на бяло поле c4 · бяла пешка на бяло поле b3 · бяла пешка на бяло поле g2 · бяла пешка на черно поле h2 · бял цар на бяло поле h1 | 6 |
| 5 | черен цар на бяло поле g8 · бял топ на бяло поле f7 · черна дама на черно поле a5 · бял офицер на бяло поле c4 · бяла пешка на бяло поле b3 · бяла пешка на бяло поле g2 · бяла пешка на черно поле h2 · бял цар на бяло поле h1 | черен цар на бяло поле g8 · бял топ на бяло поле f7 · черна дама на черно поле a5 · бял офицер на бяло поле c4 · бяла пешка на бяло поле b3 · бяла пешка на бяло поле g2 · бяла пешка на черно поле h2 · бял цар на бяло поле h1 | черен цар на бяло поле g8 · бял топ на бяло поле f7 · черна дама на черно поле a5 · бял офицер на бяло поле c4 · бяла пешка на бяло поле b3 · бяла пешка на бяло поле g2 · бяла пешка на черно поле h2 · бял цар на бяло поле h1 | черен цар на бяло поле g8 · бял топ на бяло поле f7 · черна дама на черно поле a5 · бял офицер на бяло поле c4 · бяла пешка на бяло поле b3 · бяла пешка на бяло поле g2 · бяла пешка на черно поле h2 · бял цар на бяло поле h1 | черен цар на бяло поле g8 · бял топ на бяло поле f7 · черна дама на черно поле a5 · бял офицер на бяло поле c4 · бяла пешка на бяло поле b3 · бяла пешка на бяло поле g2 · бяла пешка на черно поле h2 · бял цар на бяло поле h1 | черен цар на бяло поле g8 · бял топ на бяло поле f7 · черна дама на черно поле a5 · бял офицер на бяло поле c4 · бяла пешка на бяло поле b3 · бяла пешка на бяло поле g2 · бяла пешка на черно поле h2 · бял цар на бяло поле h1 | черен цар на бяло поле g8 · бял топ на бяло поле f7 · черна дама на черно поле a5 · бял офицер на бяло поле c4 · бяла пешка на бяло поле b3 · бяла пешка на бяло поле g2 · бяла пешка на черно поле h2 · бял цар на бяло поле h1 | черен цар на бяло поле g8 · бял топ на бяло поле f7 · черна дама на черно поле a5 · бял офицер на бяло поле c4 · бяла пешка на бяло поле b3 · бяла пешка на бяло поле g2 · бяла пешка на черно поле h2 · бял цар на бяло поле h1 | 5 |
| 4 | черен цар на бяло поле g8 · бял топ на бяло поле f7 · черна дама на черно поле a5 · бял офицер на бяло поле c4 · бяла пешка на бяло поле b3 · бяла пешка на бяло поле g2 · бяла пешка на черно поле h2 · бял цар на бяло поле h1 | черен цар на бяло поле g8 · бял топ на бяло поле f7 · черна дама на черно поле a5 · бял офицер на бяло поле c4 · бяла пешка на бяло поле b3 · бяла пешка на бяло поле g2 · бяла пешка на черно поле h2 · бял цар на бяло поле h1 | черен цар на бяло поле g8 · бял топ на бяло поле f7 · черна дама на черно поле a5 · бял офицер на бяло поле c4 · бяла пешка на бяло поле b3 · бяла пешка на бяло поле g2 · бяла пешка на черно поле h2 · бял цар на бяло поле h1 | черен цар на бяло поле g8 · бял топ на бяло поле f7 · черна дама на черно поле a5 · бял офицер на бяло поле c4 · бяла пешка на бяло поле b3 · бяла пешка на бяло поле g2 · бяла пешка на черно поле h2 · бял цар на бяло поле h1 | черен цар на бяло поле g8 · бял топ на бяло поле f7 · черна дама на черно поле a5 · бял офицер на бяло поле c4 · бяла пешка на бяло поле b3 · бяла пешка на бяло поле g2 · бяла пешка на черно поле h2 · бял цар на бяло поле h1 | черен цар на бяло поле g8 · бял топ на бяло поле f7 · черна дама на черно поле a5 · бял офицер на бяло поле c4 · бяла пешка на бяло поле b3 · бяла пешка на бяло поле g2 · бяла пешка на черно поле h2 · бял цар на бяло поле h1 | черен цар на бяло поле g8 · бял топ на бяло поле f7 · черна дама на черно поле a5 · бял офицер на бяло поле c4 · бяла пешка на бяло поле b3 · бяла пешка на бяло поле g2 · бяла пешка на черно поле h2 · бял цар на бяло поле h1 | черен цар на бяло поле g8 · бял топ на бяло поле f7 · черна дама на черно поле a5 · бял офицер на бяло поле c4 · бяла пешка на бяло поле b3 · бяла пешка на бяло поле g2 · бяла пешка на черно поле h2 · бял цар на бяло поле h1 | 4 |
| 3 | черен цар на бяло поле g8 · бял топ на бяло поле f7 · черна дама на черно поле a5 · бял офицер на бяло поле c4 · бяла пешка на бяло поле b3 · бяла пешка на бяло поле g2 · бяла пешка на черно поле h2 · бял цар на бяло поле h1 | черен цар на бяло поле g8 · бял топ на бяло поле f7 · черна дама на черно поле a5 · бял офицер на бяло поле c4 · бяла пешка на бяло поле b3 · бяла пешка на бяло поле g2 · бяла пешка на черно поле h2 · бял цар на бяло поле h1 | черен цар на бяло поле g8 · бял топ на бяло поле f7 · черна дама на черно поле a5 · бял офицер на бяло поле c4 · бяла пешка на бяло поле b3 · бяла пешка на бяло поле g2 · бяла пешка на черно поле h2 · бял цар на бяло поле h1 | черен цар на бяло поле g8 · бял топ на бяло поле f7 · черна дама на черно поле a5 · бял офицер на бяло поле c4 · бяла пешка на бяло поле b3 · бяла пешка на бяло поле g2 · бяла пешка на черно поле h2 · бял цар на бяло поле h1 | черен цар на бяло поле g8 · бял топ на бяло поле f7 · черна дама на черно поле a5 · бял офицер на бяло поле c4 · бяла пешка на бяло поле b3 · бяла пешка на бяло поле g2 · бяла пешка на черно поле h2 · бял цар на бяло поле h1 | черен цар на бяло поле g8 · бял топ на бяло поле f7 · черна дама на черно поле a5 · бял офицер на бяло поле c4 · бяла пешка на бяло поле b3 · бяла пешка на бяло поле g2 · бяла пешка на черно поле h2 · бял цар на бяло поле h1 | черен цар на бяло поле g8 · бял топ на бяло поле f7 · черна дама на черно поле a5 · бял офицер на бяло поле c4 · бяла пешка на бяло поле b3 · бяла пешка на бяло поле g2 · бяла пешка на черно поле h2 · бял цар на бяло поле h1 | черен цар на бяло поле g8 · бял топ на бяло поле f7 · черна дама на черно поле a5 · бял офицер на бяло поле c4 · бяла пешка на бяло поле b3 · бяла пешка на бяло поле g2 · бяла пешка на черно поле h2 · бял цар на бяло поле h1 | 3 |
| 2 | черен цар на бяло поле g8 · бял топ на бяло поле f7 · черна дама на черно поле a5 · бял офицер на бяло поле c4 · бяла пешка на бяло поле b3 · бяла пешка на бяло поле g2 · бяла пешка на черно поле h2 · бял цар на бяло поле h1 | черен цар на бяло поле g8 · бял топ на бяло поле f7 · черна дама на черно поле a5 · бял офицер на бяло поле c4 · бяла пешка на бяло поле b3 · бяла пешка на бяло поле g2 · бяла пешка на черно поле h2 · бял цар на бяло поле h1 | черен цар на бяло поле g8 · бял топ на бяло поле f7 · черна дама на черно поле a5 · бял офицер на бяло поле c4 · бяла пешка на бяло поле b3 · бяла пешка на бяло поле g2 · бяла пешка на черно поле h2 · бял цар на бяло поле h1 | черен цар на бяло поле g8 · бял топ на бяло поле f7 · черна дама на черно поле a5 · бял офицер на бяло поле c4 · бяла пешка на бяло поле b3 · бяла пешка на бяло поле g2 · бяла пешка на черно поле h2 · бял цар на бяло поле h1 | черен цар на бяло поле g8 · бял топ на бяло поле f7 · черна дама на черно поле a5 · бял офицер на бяло поле c4 · бяла пешка на бяло поле b3 · бяла пешка на бяло поле g2 · бяла пешка на черно поле h2 · бял цар на бяло поле h1 | черен цар на бяло поле g8 · бял топ на бяло поле f7 · черна дама на черно поле a5 · бял офицер на бяло поле c4 · бяла пешка на бяло поле b3 · бяла пешка на бяло поле g2 · бяла пешка на черно поле h2 · бял цар на бяло поле h1 | черен цар на бяло поле g8 · бял топ на бяло поле f7 · черна дама на черно поле a5 · бял офицер на бяло поле c4 · бяла пешка на бяло поле b3 · бяла пешка на бяло поле g2 · бяла пешка на черно поле h2 · бял цар на бяло поле h1 | черен цар на бяло поле g8 · бял топ на бяло поле f7 · черна дама на черно поле a5 · бял офицер на бяло поле c4 · бяла пешка на бяло поле b3 · бяла пешка на бяло поле g2 · бяла пешка на черно поле h2 · бял цар на бяло поле h1 | 2 |
| 1 | черен цар на бяло поле g8 · бял топ на бяло поле f7 · черна дама на черно поле a5 · бял офицер на бяло поле c4 · бяла пешка на бяло поле b3 · бяла пешка на бяло поле g2 · бяла пешка на черно поле h2 · бял цар на бяло поле h1 | черен цар на бяло поле g8 · бял топ на бяло поле f7 · черна дама на черно поле a5 · бял офицер на бяло поле c4 · бяла пешка на бяло поле b3 · бяла пешка на бяло поле g2 · бяла пешка на черно поле h2 · бял цар на бяло поле h1 | черен цар на бяло поле g8 · бял топ на бяло поле f7 · черна дама на черно поле a5 · бял офицер на бяло поле c4 · бяла пешка на бяло поле b3 · бяла пешка на бяло поле g2 · бяла пешка на черно поле h2 · бял цар на бяло поле h1 | черен цар на бяло поле g8 · бял топ на бяло поле f7 · черна дама на черно поле a5 · бял офицер на бяло поле c4 · бяла пешка на бяло поле b3 · бяла пешка на бяло поле g2 · бяла пешка на черно поле h2 · бял цар на бяло поле h1 | черен цар на бяло поле g8 · бял топ на бяло поле f7 · черна дама на черно поле a5 · бял офицер на бяло поле c4 · бяла пешка на бяло поле b3 · бяла пешка на бяло поле g2 · бяла пешка на черно поле h2 · бял цар на бяло поле h1 | черен цар на бяло поле g8 · бял топ на бяло поле f7 · черна дама на черно поле a5 · бял офицер на бяло поле c4 · бяла пешка на бяло поле b3 · бяла пешка на бяло поле g2 · бяла пешка на черно поле h2 · бял цар на бяло поле h1 | черен цар на бяло поле g8 · бял топ на бяло поле f7 · черна дама на черно поле a5 · бял офицер на бяло поле c4 · бяла пешка на бяло поле b3 · бяла пешка на бяло поле g2 · бяла пешка на черно поле h2 · бял цар на бяло поле h1 | черен цар на бяло поле g8 · бял топ на бяло поле f7 · черна дама на черно поле a5 · бял офицер на бяло поле c4 · бяла пешка на бяло поле b3 · бяла пешка на бяло поле g2 · бяла пешка на черно поле h2 · бял цар на бяло поле h1 | 1 |
|   | a | b | c | d | e | f | g | h |   |

Ход на белите: Ако топът се движи, офицерът дава шах на черния цар. Следователно топът може да се придвижи до полетата a7 или f5, контролирани от дамата, без наказание и на свой ред да атакува черната дама. След ход на царя, топът улавя дамата на a5. Черните също могат да преместят Дd5, но тогава офицерът просто ще да улови дамата.
Ход на черните: Предстоящата загуба на дама може да бъде предотвратена само чрез избягване на царя от открит шах с хода Цh8. Дори нападение с шах от дамата на първия ред Дh1+ или Де1+ е решително парирана с открит шах Тf1+. Без бялата пешка на b3 щеше да има още три спасявания за дамата, която да заплаши, като атакува офицера с Дa4, Дb4 или Дc3. Атака срещу офицера с Дc5, от друга страна, също би довела до загуба на дамата поради отговора Тc7+.

## Дебютни капани
Някои дебюти включват капани с открити нападения. Пример е вариантът на Руска защита:
|   | a | b | c | d | e | f | g | h |   |
| 8 | черен топ на бяло поле a8 · черен кон на черно поле b8 · черен офицер на бяло поле c8 · черна дама на черно поле d8 · черен цар на бяло поле e8 · черен офицер на черно поле f8 · черен топ на черно поле h8 · черна пешка на черно поле a7 · черна пешка на бяло поле b7 · черна пешка на черно поле c7 · черна пешка на бяло поле d7 · черна пешка на бяло поле f7 · черна пешка на черно поле g7 · черна пешка на бяло поле h7 · бял кон на бяло поле c6 · черен кон на черно поле f6 · бяла пешка на бяло поле a2 · бяла пешка на черно поле b2 · бяла пешка на бяло поле c2 · бяла пешка на черно поле d2 · бяла дама на бяло поле e2 · бяла пешка на черно поле f2 · бяла пешка на бяло поле g2 · бяла пешка на черно поле h2 · бял топ на черно поле a1 · бял кон на бяло поле b1 · бял офицер на черно поле c1 · бял цар на черно поле e1 · бял офицер на бяло поле f1 · бял топ на бяло поле h1 | черен топ на бяло поле a8 · черен кон на черно поле b8 · черен офицер на бяло поле c8 · черна дама на черно поле d8 · черен цар на бяло поле e8 · черен офицер на черно поле f8 · черен топ на черно поле h8 · черна пешка на черно поле a7 · черна пешка на бяло поле b7 · черна пешка на черно поле c7 · черна пешка на бяло поле d7 · черна пешка на бяло поле f7 · черна пешка на черно поле g7 · черна пешка на бяло поле h7 · бял кон на бяло поле c6 · черен кон на черно поле f6 · бяла пешка на бяло поле a2 · бяла пешка на черно поле b2 · бяла пешка на бяло поле c2 · бяла пешка на черно поле d2 · бяла дама на бяло поле e2 · бяла пешка на черно поле f2 · бяла пешка на бяло поле g2 · бяла пешка на черно поле h2 · бял топ на черно поле a1 · бял кон на бяло поле b1 · бял офицер на черно поле c1 · бял цар на черно поле e1 · бял офицер на бяло поле f1 · бял топ на бяло поле h1 | черен топ на бяло поле a8 · черен кон на черно поле b8 · черен офицер на бяло поле c8 · черна дама на черно поле d8 · черен цар на бяло поле e8 · черен офицер на черно поле f8 · черен топ на черно поле h8 · черна пешка на черно поле a7 · черна пешка на бяло поле b7 · черна пешка на черно поле c7 · черна пешка на бяло поле d7 · черна пешка на бяло поле f7 · черна пешка на черно поле g7 · черна пешка на бяло поле h7 · бял кон на бяло поле c6 · черен кон на черно поле f6 · бяла пешка на бяло поле a2 · бяла пешка на черно поле b2 · бяла пешка на бяло поле c2 · бяла пешка на черно поле d2 · бяла дама на бяло поле e2 · бяла пешка на черно поле f2 · бяла пешка на бяло поле g2 · бяла пешка на черно поле h2 · бял топ на черно поле a1 · бял кон на бяло поле b1 · бял офицер на черно поле c1 · бял цар на черно поле e1 · бял офицер на бяло поле f1 · бял топ на бяло поле h1 | черен топ на бяло поле a8 · черен кон на черно поле b8 · черен офицер на бяло поле c8 · черна дама на черно поле d8 · черен цар на бяло поле e8 · черен офицер на черно поле f8 · черен топ на черно поле h8 · черна пешка на черно поле a7 · черна пешка на бяло поле b7 · черна пешка на черно поле c7 · черна пешка на бяло поле d7 · черна пешка на бяло поле f7 · черна пешка на черно поле g7 · черна пешка на бяло поле h7 · бял кон на бяло поле c6 · черен кон на черно поле f6 · бяла пешка на бяло поле a2 · бяла пешка на черно поле b2 · бяла пешка на бяло поле c2 · бяла пешка на черно поле d2 · бяла дама на бяло поле e2 · бяла пешка на черно поле f2 · бяла пешка на бяло поле g2 · бяла пешка на черно поле h2 · бял топ на черно поле a1 · бял кон на бяло поле b1 · бял офицер на черно поле c1 · бял цар на черно поле e1 · бял офицер на бяло поле f1 · бял топ на бяло поле h1 | черен топ на бяло поле a8 · черен кон на черно поле b8 · черен офицер на бяло поле c8 · черна дама на черно поле d8 · черен цар на бяло поле e8 · черен офицер на черно поле f8 · черен топ на черно поле h8 · черна пешка на черно поле a7 · черна пешка на бяло поле b7 · черна пешка на черно поле c7 · черна пешка на бяло поле d7 · черна пешка на бяло поле f7 · черна пешка на черно поле g7 · черна пешка на бяло поле h7 · бял кон на бяло поле c6 · черен кон на черно поле f6 · бяла пешка на бяло поле a2 · бяла пешка на черно поле b2 · бяла пешка на бяло поле c2 · бяла пешка на черно поле d2 · бяла дама на бяло поле e2 · бяла пешка на черно поле f2 · бяла пешка на бяло поле g2 · бяла пешка на черно поле h2 · бял топ на черно поле a1 · бял кон на бяло поле b1 · бял офицер на черно поле c1 · бял цар на черно поле e1 · бял офицер на бяло поле f1 · бял топ на бяло поле h1 | черен топ на бяло поле a8 · черен кон на черно поле b8 · черен офицер на бяло поле c8 · черна дама на черно поле d8 · черен цар на бяло поле e8 · черен офицер на черно поле f8 · черен топ на черно поле h8 · черна пешка на черно поле a7 · черна пешка на бяло поле b7 · черна пешка на черно поле c7 · черна пешка на бяло поле d7 · черна пешка на бяло поле f7 · черна пешка на черно поле g7 · черна пешка на бяло поле h7 · бял кон на бяло поле c6 · черен кон на черно поле f6 · бяла пешка на бяло поле a2 · бяла пешка на черно поле b2 · бяла пешка на бяло поле c2 · бяла пешка на черно поле d2 · бяла дама на бяло поле e2 · бяла пешка на черно поле f2 · бяла пешка на бяло поле g2 · бяла пешка на черно поле h2 · бял топ на черно поле a1 · бял кон на бяло поле b1 · бял офицер на черно поле c1 · бял цар на черно поле e1 · бял офицер на бяло поле f1 · бял топ на бяло поле h1 | черен топ на бяло поле a8 · черен кон на черно поле b8 · черен офицер на бяло поле c8 · черна дама на черно поле d8 · черен цар на бяло поле e8 · черен офицер на черно поле f8 · черен топ на черно поле h8 · черна пешка на черно поле a7 · черна пешка на бяло поле b7 · черна пешка на черно поле c7 · черна пешка на бяло поле d7 · черна пешка на бяло поле f7 · черна пешка на черно поле g7 · черна пешка на бяло поле h7 · бял кон на бяло поле c6 · черен кон на черно поле f6 · бяла пешка на бяло поле a2 · бяла пешка на черно поле b2 · бяла пешка на бяло поле c2 · бяла пешка на черно поле d2 · бяла дама на бяло поле e2 · бяла пешка на черно поле f2 · бяла пешка на бяло поле g2 · бяла пешка на черно поле h2 · бял топ на черно поле a1 · бял кон на бяло поле b1 · бял офицер на черно поле c1 · бял цар на черно поле e1 · бял офицер на бяло поле f1 · бял топ на бяло поле h1 | черен топ на бяло поле a8 · черен кон на черно поле b8 · черен офицер на бяло поле c8 · черна дама на черно поле d8 · черен цар на бяло поле e8 · черен офицер на черно поле f8 · черен топ на черно поле h8 · черна пешка на черно поле a7 · черна пешка на бяло поле b7 · черна пешка на черно поле c7 · черна пешка на бяло поле d7 · черна пешка на бяло поле f7 · черна пешка на черно поле g7 · черна пешка на бяло поле h7 · бял кон на бяло поле c6 · черен кон на черно поле f6 · бяла пешка на бяло поле a2 · бяла пешка на черно поле b2 · бяла пешка на бяло поле c2 · бяла пешка на черно поле d2 · бяла дама на бяло поле e2 · бяла пешка на черно поле f2 · бяла пешка на бяло поле g2 · бяла пешка на черно поле h2 · бял топ на черно поле a1 · бял кон на бяло поле b1 · бял офицер на черно поле c1 · бял цар на черно поле e1 · бял офицер на бяло поле f1 · бял топ на бяло поле h1 | 8 |
| 7 | черен топ на бяло поле a8 · черен кон на черно поле b8 · черен офицер на бяло поле c8 · черна дама на черно поле d8 · черен цар на бяло поле e8 · черен офицер на черно поле f8 · черен топ на черно поле h8 · черна пешка на черно поле a7 · черна пешка на бяло поле b7 · черна пешка на черно поле c7 · черна пешка на бяло поле d7 · черна пешка на бяло поле f7 · черна пешка на черно поле g7 · черна пешка на бяло поле h7 · бял кон на бяло поле c6 · черен кон на черно поле f6 · бяла пешка на бяло поле a2 · бяла пешка на черно поле b2 · бяла пешка на бяло поле c2 · бяла пешка на черно поле d2 · бяла дама на бяло поле e2 · бяла пешка на черно поле f2 · бяла пешка на бяло поле g2 · бяла пешка на черно поле h2 · бял топ на черно поле a1 · бял кон на бяло поле b1 · бял офицер на черно поле c1 · бял цар на черно поле e1 · бял офицер на бяло поле f1 · бял топ на бяло поле h1 | черен топ на бяло поле a8 · черен кон на черно поле b8 · черен офицер на бяло поле c8 · черна дама на черно поле d8 · черен цар на бяло поле e8 · черен офицер на черно поле f8 · черен топ на черно поле h8 · черна пешка на черно поле a7 · черна пешка на бяло поле b7 · черна пешка на черно поле c7 · черна пешка на бяло поле d7 · черна пешка на бяло поле f7 · черна пешка на черно поле g7 · черна пешка на бяло поле h7 · бял кон на бяло поле c6 · черен кон на черно поле f6 · бяла пешка на бяло поле a2 · бяла пешка на черно поле b2 · бяла пешка на бяло поле c2 · бяла пешка на черно поле d2 · бяла дама на бяло поле e2 · бяла пешка на черно поле f2 · бяла пешка на бяло поле g2 · бяла пешка на черно поле h2 · бял топ на черно поле a1 · бял кон на бяло поле b1 · бял офицер на черно поле c1 · бял цар на черно поле e1 · бял офицер на бяло поле f1 · бял топ на бяло поле h1 | черен топ на бяло поле a8 · черен кон на черно поле b8 · черен офицер на бяло поле c8 · черна дама на черно поле d8 · черен цар на бяло поле e8 · черен офицер на черно поле f8 · черен топ на черно поле h8 · черна пешка на черно поле a7 · черна пешка на бяло поле b7 · черна пешка на черно поле c7 · черна пешка на бяло поле d7 · черна пешка на бяло поле f7 · черна пешка на черно поле g7 · черна пешка на бяло поле h7 · бял кон на бяло поле c6 · черен кон на черно поле f6 · бяла пешка на бяло поле a2 · бяла пешка на черно поле b2 · бяла пешка на бяло поле c2 · бяла пешка на черно поле d2 · бяла дама на бяло поле e2 · бяла пешка на черно поле f2 · бяла пешка на бяло поле g2 · бяла пешка на черно поле h2 · бял топ на черно поле a1 · бял кон на бяло поле b1 · бял офицер на черно поле c1 · бял цар на черно поле e1 · бял офицер на бяло поле f1 · бял топ на бяло поле h1 | черен топ на бяло поле a8 · черен кон на черно поле b8 · черен офицер на бяло поле c8 · черна дама на черно поле d8 · черен цар на бяло поле e8 · черен офицер на черно поле f8 · черен топ на черно поле h8 · черна пешка на черно поле a7 · черна пешка на бяло поле b7 · черна пешка на черно поле c7 · черна пешка на бяло поле d7 · черна пешка на бяло поле f7 · черна пешка на черно поле g7 · черна пешка на бяло поле h7 · бял кон на бяло поле c6 · черен кон на черно поле f6 · бяла пешка на бяло поле a2 · бяла пешка на черно поле b2 · бяла пешка на бяло поле c2 · бяла пешка на черно поле d2 · бяла дама на бяло поле e2 · бяла пешка на черно поле f2 · бяла пешка на бяло поле g2 · бяла пешка на черно поле h2 · бял топ на черно поле a1 · бял кон на бяло поле b1 · бял офицер на черно поле c1 · бял цар на черно поле e1 · бял офицер на бяло поле f1 · бял топ на бяло поле h1 | черен топ на бяло поле a8 · черен кон на черно поле b8 · черен офицер на бяло поле c8 · черна дама на черно поле d8 · черен цар на бяло поле e8 · черен офицер на черно поле f8 · черен топ на черно поле h8 · черна пешка на черно поле a7 · черна пешка на бяло поле b7 · черна пешка на черно поле c7 · черна пешка на бяло поле d7 · черна пешка на бяло поле f7 · черна пешка на черно поле g7 · черна пешка на бяло поле h7 · бял кон на бяло поле c6 · черен кон на черно поле f6 · бяла пешка на бяло поле a2 · бяла пешка на черно поле b2 · бяла пешка на бяло поле c2 · бяла пешка на черно поле d2 · бяла дама на бяло поле e2 · бяла пешка на черно поле f2 · бяла пешка на бяло поле g2 · бяла пешка на черно поле h2 · бял топ на черно поле a1 · бял кон на бяло поле b1 · бял офицер на черно поле c1 · бял цар на черно поле e1 · бял офицер на бяло поле f1 · бял топ на бяло поле h1 | черен топ на бяло поле a8 · черен кон на черно поле b8 · черен офицер на бяло поле c8 · черна дама на черно поле d8 · черен цар на бяло поле e8 · черен офицер на черно поле f8 · черен топ на черно поле h8 · черна пешка на черно поле a7 · черна пешка на бяло поле b7 · черна пешка на черно поле c7 · черна пешка на бяло поле d7 · черна пешка на бяло поле f7 · черна пешка на черно поле g7 · черна пешка на бяло поле h7 · бял кон на бяло поле c6 · черен кон на черно поле f6 · бяла пешка на бяло поле a2 · бяла пешка на черно поле b2 · бяла пешка на бяло поле c2 · бяла пешка на черно поле d2 · бяла дама на бяло поле e2 · бяла пешка на черно поле f2 · бяла пешка на бяло поле g2 · бяла пешка на черно поле h2 · бял топ на черно поле a1 · бял кон на бяло поле b1 · бял офицер на черно поле c1 · бял цар на черно поле e1 · бял офицер на бяло поле f1 · бял топ на бяло поле h1 | черен топ на бяло поле a8 · черен кон на черно поле b8 · черен офицер на бяло поле c8 · черна дама на черно поле d8 · черен цар на бяло поле e8 · черен офицер на черно поле f8 · черен топ на черно поле h8 · черна пешка на черно поле a7 · черна пешка на бяло поле b7 · черна пешка на черно поле c7 · черна пешка на бяло поле d7 · черна пешка на бяло поле f7 · черна пешка на черно поле g7 · черна пешка на бяло поле h7 · бял кон на бяло поле c6 · черен кон на черно поле f6 · бяла пешка на бяло поле a2 · бяла пешка на черно поле b2 · бяла пешка на бяло поле c2 · бяла пешка на черно поле d2 · бяла дама на бяло поле e2 · бяла пешка на черно поле f2 · бяла пешка на бяло поле g2 · бяла пешка на черно поле h2 · бял топ на черно поле a1 · бял кон на бяло поле b1 · бял офицер на черно поле c1 · бял цар на черно поле e1 · бял офицер на бяло поле f1 · бял топ на бяло поле h1 | черен топ на бяло поле a8 · черен кон на черно поле b8 · черен офицер на бяло поле c8 · черна дама на черно поле d8 · черен цар на бяло поле e8 · черен офицер на черно поле f8 · черен топ на черно поле h8 · черна пешка на черно поле a7 · черна пешка на бяло поле b7 · черна пешка на черно поле c7 · черна пешка на бяло поле d7 · черна пешка на бяло поле f7 · черна пешка на черно поле g7 · черна пешка на бяло поле h7 · бял кон на бяло поле c6 · черен кон на черно поле f6 · бяла пешка на бяло поле a2 · бяла пешка на черно поле b2 · бяла пешка на бяло поле c2 · бяла пешка на черно поле d2 · бяла дама на бяло поле e2 · бяла пешка на черно поле f2 · бяла пешка на бяло поле g2 · бяла пешка на черно поле h2 · бял топ на черно поле a1 · бял кон на бяло поле b1 · бял офицер на черно поле c1 · бял цар на черно поле e1 · бял офицер на бяло поле f1 · бял топ на бяло поле h1 | 7 |
| 6 | черен топ на бяло поле a8 · черен кон на черно поле b8 · черен офицер на бяло поле c8 · черна дама на черно поле d8 · черен цар на бяло поле e8 · черен офицер на черно поле f8 · черен топ на черно поле h8 · черна пешка на черно поле a7 · черна пешка на бяло поле b7 · черна пешка на черно поле c7 · черна пешка на бяло поле d7 · черна пешка на бяло поле f7 · черна пешка на черно поле g7 · черна пешка на бяло поле h7 · бял кон на бяло поле c6 · черен кон на черно поле f6 · бяла пешка на бяло поле a2 · бяла пешка на черно поле b2 · бяла пешка на бяло поле c2 · бяла пешка на черно поле d2 · бяла дама на бяло поле e2 · бяла пешка на черно поле f2 · бяла пешка на бяло поле g2 · бяла пешка на черно поле h2 · бял топ на черно поле a1 · бял кон на бяло поле b1 · бял офицер на черно поле c1 · бял цар на черно поле e1 · бял офицер на бяло поле f1 · бял топ на бяло поле h1 | черен топ на бяло поле a8 · черен кон на черно поле b8 · черен офицер на бяло поле c8 · черна дама на черно поле d8 · черен цар на бяло поле e8 · черен офицер на черно поле f8 · черен топ на черно поле h8 · черна пешка на черно поле a7 · черна пешка на бяло поле b7 · черна пешка на черно поле c7 · черна пешка на бяло поле d7 · черна пешка на бяло поле f7 · черна пешка на черно поле g7 · черна пешка на бяло поле h7 · бял кон на бяло поле c6 · черен кон на черно поле f6 · бяла пешка на бяло поле a2 · бяла пешка на черно поле b2 · бяла пешка на бяло поле c2 · бяла пешка на черно поле d2 · бяла дама на бяло поле e2 · бяла пешка на черно поле f2 · бяла пешка на бяло поле g2 · бяла пешка на черно поле h2 · бял топ на черно поле a1 · бял кон на бяло поле b1 · бял офицер на черно поле c1 · бял цар на черно поле e1 · бял офицер на бяло поле f1 · бял топ на бяло поле h1 | черен топ на бяло поле a8 · черен кон на черно поле b8 · черен офицер на бяло поле c8 · черна дама на черно поле d8 · черен цар на бяло поле e8 · черен офицер на черно поле f8 · черен топ на черно поле h8 · черна пешка на черно поле a7 · черна пешка на бяло поле b7 · черна пешка на черно поле c7 · черна пешка на бяло поле d7 · черна пешка на бяло поле f7 · черна пешка на черно поле g7 · черна пешка на бяло поле h7 · бял кон на бяло поле c6 · черен кон на черно поле f6 · бяла пешка на бяло поле a2 · бяла пешка на черно поле b2 · бяла пешка на бяло поле c2 · бяла пешка на черно поле d2 · бяла дама на бяло поле e2 · бяла пешка на черно поле f2 · бяла пешка на бяло поле g2 · бяла пешка на черно поле h2 · бял топ на черно поле a1 · бял кон на бяло поле b1 · бял офицер на черно поле c1 · бял цар на черно поле e1 · бял офицер на бяло поле f1 · бял топ на бяло поле h1 | черен топ на бяло поле a8 · черен кон на черно поле b8 · черен офицер на бяло поле c8 · черна дама на черно поле d8 · черен цар на бяло поле e8 · черен офицер на черно поле f8 · черен топ на черно поле h8 · черна пешка на черно поле a7 · черна пешка на бяло поле b7 · черна пешка на черно поле c7 · черна пешка на бяло поле d7 · черна пешка на бяло поле f7 · черна пешка на черно поле g7 · черна пешка на бяло поле h7 · бял кон на бяло поле c6 · черен кон на черно поле f6 · бяла пешка на бяло поле a2 · бяла пешка на черно поле b2 · бяла пешка на бяло поле c2 · бяла пешка на черно поле d2 · бяла дама на бяло поле e2 · бяла пешка на черно поле f2 · бяла пешка на бяло поле g2 · бяла пешка на черно поле h2 · бял топ на черно поле a1 · бял кон на бяло поле b1 · бял офицер на черно поле c1 · бял цар на черно поле e1 · бял офицер на бяло поле f1 · бял топ на бяло поле h1 | черен топ на бяло поле a8 · черен кон на черно поле b8 · черен офицер на бяло поле c8 · черна дама на черно поле d8 · черен цар на бяло поле e8 · черен офицер на черно поле f8 · черен топ на черно поле h8 · черна пешка на черно поле a7 · черна пешка на бяло поле b7 · черна пешка на черно поле c7 · черна пешка на бяло поле d7 · черна пешка на бяло поле f7 · черна пешка на черно поле g7 · черна пешка на бяло поле h7 · бял кон на бяло поле c6 · черен кон на черно поле f6 · бяла пешка на бяло поле a2 · бяла пешка на черно поле b2 · бяла пешка на бяло поле c2 · бяла пешка на черно поле d2 · бяла дама на бяло поле e2 · бяла пешка на черно поле f2 · бяла пешка на бяло поле g2 · бяла пешка на черно поле h2 · бял топ на черно поле a1 · бял кон на бяло поле b1 · бял офицер на черно поле c1 · бял цар на черно поле e1 · бял офицер на бяло поле f1 · бял топ на бяло поле h1 | черен топ на бяло поле a8 · черен кон на черно поле b8 · черен офицер на бяло поле c8 · черна дама на черно поле d8 · черен цар на бяло поле e8 · черен офицер на черно поле f8 · черен топ на черно поле h8 · черна пешка на черно поле a7 · черна пешка на бяло поле b7 · черна пешка на черно поле c7 · черна пешка на бяло поле d7 · черна пешка на бяло поле f7 · черна пешка на черно поле g7 · черна пешка на бяло поле h7 · бял кон на бяло поле c6 · черен кон на черно поле f6 · бяла пешка на бяло поле a2 · бяла пешка на черно поле b2 · бяла пешка на бяло поле c2 · бяла пешка на черно поле d2 · бяла дама на бяло поле e2 · бяла пешка на черно поле f2 · бяла пешка на бяло поле g2 · бяла пешка на черно поле h2 · бял топ на черно поле a1 · бял кон на бяло поле b1 · бял офицер на черно поле c1 · бял цар на черно поле e1 · бял офицер на бяло поле f1 · бял топ на бяло поле h1 | черен топ на бяло поле a8 · черен кон на черно поле b8 · черен офицер на бяло поле c8 · черна дама на черно поле d8 · черен цар на бяло поле e8 · черен офицер на черно поле f8 · черен топ на черно поле h8 · черна пешка на черно поле a7 · черна пешка на бяло поле b7 · черна пешка на черно поле c7 · черна пешка на бяло поле d7 · черна пешка на бяло поле f7 · черна пешка на черно поле g7 · черна пешка на бяло поле h7 · бял кон на бяло поле c6 · черен кон на черно поле f6 · бяла пешка на бяло поле a2 · бяла пешка на черно поле b2 · бяла пешка на бяло поле c2 · бяла пешка на черно поле d2 · бяла дама на бяло поле e2 · бяла пешка на черно поле f2 · бяла пешка на бяло поле g2 · бяла пешка на черно поле h2 · бял топ на черно поле a1 · бял кон на бяло поле b1 · бял офицер на черно поле c1 · бял цар на черно поле e1 · бял офицер на бяло поле f1 · бял топ на бяло поле h1 | черен топ на бяло поле a8 · черен кон на черно поле b8 · черен офицер на бяло поле c8 · черна дама на черно поле d8 · черен цар на бяло поле e8 · черен офицер на черно поле f8 · черен топ на черно поле h8 · черна пешка на черно поле a7 · черна пешка на бяло поле b7 · черна пешка на черно поле c7 · черна пешка на бяло поле d7 · черна пешка на бяло поле f7 · черна пешка на черно поле g7 · черна пешка на бяло поле h7 · бял кон на бяло поле c6 · черен кон на черно поле f6 · бяла пешка на бяло поле a2 · бяла пешка на черно поле b2 · бяла пешка на бяло поле c2 · бяла пешка на черно поле d2 · бяла дама на бяло поле e2 · бяла пешка на черно поле f2 · бяла пешка на бяло поле g2 · бяла пешка на черно поле h2 · бял топ на черно поле a1 · бял кон на бяло поле b1 · бял офицер на черно поле c1 · бял цар на черно поле e1 · бял офицер на бяло поле f1 · бял топ на бяло поле h1 | 6 |
| 5 | черен топ на бяло поле a8 · черен кон на черно поле b8 · черен офицер на бяло поле c8 · черна дама на черно поле d8 · черен цар на бяло поле e8 · черен офицер на черно поле f8 · черен топ на черно поле h8 · черна пешка на черно поле a7 · черна пешка на бяло поле b7 · черна пешка на черно поле c7 · черна пешка на бяло поле d7 · черна пешка на бяло поле f7 · черна пешка на черно поле g7 · черна пешка на бяло поле h7 · бял кон на бяло поле c6 · черен кон на черно поле f6 · бяла пешка на бяло поле a2 · бяла пешка на черно поле b2 · бяла пешка на бяло поле c2 · бяла пешка на черно поле d2 · бяла дама на бяло поле e2 · бяла пешка на черно поле f2 · бяла пешка на бяло поле g2 · бяла пешка на черно поле h2 · бял топ на черно поле a1 · бял кон на бяло поле b1 · бял офицер на черно поле c1 · бял цар на черно поле e1 · бял офицер на бяло поле f1 · бял топ на бяло поле h1 | черен топ на бяло поле a8 · черен кон на черно поле b8 · черен офицер на бяло поле c8 · черна дама на черно поле d8 · черен цар на бяло поле e8 · черен офицер на черно поле f8 · черен топ на черно поле h8 · черна пешка на черно поле a7 · черна пешка на бяло поле b7 · черна пешка на черно поле c7 · черна пешка на бяло поле d7 · черна пешка на бяло поле f7 · черна пешка на черно поле g7 · черна пешка на бяло поле h7 · бял кон на бяло поле c6 · черен кон на черно поле f6 · бяла пешка на бяло поле a2 · бяла пешка на черно поле b2 · бяла пешка на бяло поле c2 · бяла пешка на черно поле d2 · бяла дама на бяло поле e2 · бяла пешка на черно поле f2 · бяла пешка на бяло поле g2 · бяла пешка на черно поле h2 · бял топ на черно поле a1 · бял кон на бяло поле b1 · бял офицер на черно поле c1 · бял цар на черно поле e1 · бял офицер на бяло поле f1 · бял топ на бяло поле h1 | черен топ на бяло поле a8 · черен кон на черно поле b8 · черен офицер на бяло поле c8 · черна дама на черно поле d8 · черен цар на бяло поле e8 · черен офицер на черно поле f8 · черен топ на черно поле h8 · черна пешка на черно поле a7 · черна пешка на бяло поле b7 · черна пешка на черно поле c7 · черна пешка на бяло поле d7 · черна пешка на бяло поле f7 · черна пешка на черно поле g7 · черна пешка на бяло поле h7 · бял кон на бяло поле c6 · черен кон на черно поле f6 · бяла пешка на бяло поле a2 · бяла пешка на черно поле b2 · бяла пешка на бяло поле c2 · бяла пешка на черно поле d2 · бяла дама на бяло поле e2 · бяла пешка на черно поле f2 · бяла пешка на бяло поле g2 · бяла пешка на черно поле h2 · бял топ на черно поле a1 · бял кон на бяло поле b1 · бял офицер на черно поле c1 · бял цар на черно поле e1 · бял офицер на бяло поле f1 · бял топ на бяло поле h1 | черен топ на бяло поле a8 · черен кон на черно поле b8 · черен офицер на бяло поле c8 · черна дама на черно поле d8 · черен цар на бяло поле e8 · черен офицер на черно поле f8 · черен топ на черно поле h8 · черна пешка на черно поле a7 · черна пешка на бяло поле b7 · черна пешка на черно поле c7 · черна пешка на бяло поле d7 · черна пешка на бяло поле f7 · черна пешка на черно поле g7 · черна пешка на бяло поле h7 · бял кон на бяло поле c6 · черен кон на черно поле f6 · бяла пешка на бяло поле a2 · бяла пешка на черно поле b2 · бяла пешка на бяло поле c2 · бяла пешка на черно поле d2 · бяла дама на бяло поле e2 · бяла пешка на черно поле f2 · бяла пешка на бяло поле g2 · бяла пешка на черно поле h2 · бял топ на черно поле a1 · бял кон на бяло поле b1 · бял офицер на черно поле c1 · бял цар на черно поле e1 · бял офицер на бяло поле f1 · бял топ на бяло поле h1 | черен топ на бяло поле a8 · черен кон на черно поле b8 · черен офицер на бяло поле c8 · черна дама на черно поле d8 · черен цар на бяло поле e8 · черен офицер на черно поле f8 · черен топ на черно поле h8 · черна пешка на черно поле a7 · черна пешка на бяло поле b7 · черна пешка на черно поле c7 · черна пешка на бяло поле d7 · черна пешка на бяло поле f7 · черна пешка на черно поле g7 · черна пешка на бяло поле h7 · бял кон на бяло поле c6 · черен кон на черно поле f6 · бяла пешка на бяло поле a2 · бяла пешка на черно поле b2 · бяла пешка на бяло поле c2 · бяла пешка на черно поле d2 · бяла дама на бяло поле e2 · бяла пешка на черно поле f2 · бяла пешка на бяло поле g2 · бяла пешка на черно поле h2 · бял топ на черно поле a1 · бял кон на бяло поле b1 · бял офицер на черно поле c1 · бял цар на черно поле e1 · бял офицер на бяло поле f1 · бял топ на бяло поле h1 | черен топ на бяло поле a8 · черен кон на черно поле b8 · черен офицер на бяло поле c8 · черна дама на черно поле d8 · черен цар на бяло поле e8 · черен офицер на черно поле f8 · черен топ на черно поле h8 · черна пешка на черно поле a7 · черна пешка на бяло поле b7 · черна пешка на черно поле c7 · черна пешка на бяло поле d7 · черна пешка на бяло поле f7 · черна пешка на черно поле g7 · черна пешка на бяло поле h7 · бял кон на бяло поле c6 · черен кон на черно поле f6 · бяла пешка на бяло поле a2 · бяла пешка на черно поле b2 · бяла пешка на бяло поле c2 · бяла пешка на черно поле d2 · бяла дама на бяло поле e2 · бяла пешка на черно поле f2 · бяла пешка на бяло поле g2 · бяла пешка на черно поле h2 · бял топ на черно поле a1 · бял кон на бяло поле b1 · бял офицер на черно поле c1 · бял цар на черно поле e1 · бял офицер на бяло поле f1 · бял топ на бяло поле h1 | черен топ на бяло поле a8 · черен кон на черно поле b8 · черен офицер на бяло поле c8 · черна дама на черно поле d8 · черен цар на бяло поле e8 · черен офицер на черно поле f8 · черен топ на черно поле h8 · черна пешка на черно поле a7 · черна пешка на бяло поле b7 · черна пешка на черно поле c7 · черна пешка на бяло поле d7 · черна пешка на бяло поле f7 · черна пешка на черно поле g7 · черна пешка на бяло поле h7 · бял кон на бяло поле c6 · черен кон на черно поле f6 · бяла пешка на бяло поле a2 · бяла пешка на черно поле b2 · бяла пешка на бяло поле c2 · бяла пешка на черно поле d2 · бяла дама на бяло поле e2 · бяла пешка на черно поле f2 · бяла пешка на бяло поле g2 · бяла пешка на черно поле h2 · бял топ на черно поле a1 · бял кон на бяло поле b1 · бял офицер на черно поле c1 · бял цар на черно поле e1 · бял офицер на бяло поле f1 · бял топ на бяло поле h1 | черен топ на бяло поле a8 · черен кон на черно поле b8 · черен офицер на бяло поле c8 · черна дама на черно поле d8 · черен цар на бяло поле e8 · черен офицер на черно поле f8 · черен топ на черно поле h8 · черна пешка на черно поле a7 · черна пешка на бяло поле b7 · черна пешка на черно поле c7 · черна пешка на бяло поле d7 · черна пешка на бяло поле f7 · черна пешка на черно поле g7 · черна пешка на бяло поле h7 · бял кон на бяло поле c6 · черен кон на черно поле f6 · бяла пешка на бяло поле a2 · бяла пешка на черно поле b2 · бяла пешка на бяло поле c2 · бяла пешка на черно поле d2 · бяла дама на бяло поле e2 · бяла пешка на черно поле f2 · бяла пешка на бяло поле g2 · бяла пешка на черно поле h2 · бял топ на черно поле a1 · бял кон на бяло поле b1 · бял офицер на черно поле c1 · бял цар на черно поле e1 · бял офицер на бяло поле f1 · бял топ на бяло поле h1 | 5 |
| 4 | черен топ на бяло поле a8 · черен кон на черно поле b8 · черен офицер на бяло поле c8 · черна дама на черно поле d8 · черен цар на бяло поле e8 · черен офицер на черно поле f8 · черен топ на черно поле h8 · черна пешка на черно поле a7 · черна пешка на бяло поле b7 · черна пешка на черно поле c7 · черна пешка на бяло поле d7 · черна пешка на бяло поле f7 · черна пешка на черно поле g7 · черна пешка на бяло поле h7 · бял кон на бяло поле c6 · черен кон на черно поле f6 · бяла пешка на бяло поле a2 · бяла пешка на черно поле b2 · бяла пешка на бяло поле c2 · бяла пешка на черно поле d2 · бяла дама на бяло поле e2 · бяла пешка на черно поле f2 · бяла пешка на бяло поле g2 · бяла пешка на черно поле h2 · бял топ на черно поле a1 · бял кон на бяло поле b1 · бял офицер на черно поле c1 · бял цар на черно поле e1 · бял офицер на бяло поле f1 · бял топ на бяло поле h1 | черен топ на бяло поле a8 · черен кон на черно поле b8 · черен офицер на бяло поле c8 · черна дама на черно поле d8 · черен цар на бяло поле e8 · черен офицер на черно поле f8 · черен топ на черно поле h8 · черна пешка на черно поле a7 · черна пешка на бяло поле b7 · черна пешка на черно поле c7 · черна пешка на бяло поле d7 · черна пешка на бяло поле f7 · черна пешка на черно поле g7 · черна пешка на бяло поле h7 · бял кон на бяло поле c6 · черен кон на черно поле f6 · бяла пешка на бяло поле a2 · бяла пешка на черно поле b2 · бяла пешка на бяло поле c2 · бяла пешка на черно поле d2 · бяла дама на бяло поле e2 · бяла пешка на черно поле f2 · бяла пешка на бяло поле g2 · бяла пешка на черно поле h2 · бял топ на черно поле a1 · бял кон на бяло поле b1 · бял офицер на черно поле c1 · бял цар на черно поле e1 · бял офицер на бяло поле f1 · бял топ на бяло поле h1 | черен топ на бяло поле a8 · черен кон на черно поле b8 · черен офицер на бяло поле c8 · черна дама на черно поле d8 · черен цар на бяло поле e8 · черен офицер на черно поле f8 · черен топ на черно поле h8 · черна пешка на черно поле a7 · черна пешка на бяло поле b7 · черна пешка на черно поле c7 · черна пешка на бяло поле d7 · черна пешка на бяло поле f7 · черна пешка на черно поле g7 · черна пешка на бяло поле h7 · бял кон на бяло поле c6 · черен кон на черно поле f6 · бяла пешка на бяло поле a2 · бяла пешка на черно поле b2 · бяла пешка на бяло поле c2 · бяла пешка на черно поле d2 · бяла дама на бяло поле e2 · бяла пешка на черно поле f2 · бяла пешка на бяло поле g2 · бяла пешка на черно поле h2 · бял топ на черно поле a1 · бял кон на бяло поле b1 · бял офицер на черно поле c1 · бял цар на черно поле e1 · бял офицер на бяло поле f1 · бял топ на бяло поле h1 | черен топ на бяло поле a8 · черен кон на черно поле b8 · черен офицер на бяло поле c8 · черна дама на черно поле d8 · черен цар на бяло поле e8 · черен офицер на черно поле f8 · черен топ на черно поле h8 · черна пешка на черно поле a7 · черна пешка на бяло поле b7 · черна пешка на черно поле c7 · черна пешка на бяло поле d7 · черна пешка на бяло поле f7 · черна пешка на черно поле g7 · черна пешка на бяло поле h7 · бял кон на бяло поле c6 · черен кон на черно поле f6 · бяла пешка на бяло поле a2 · бяла пешка на черно поле b2 · бяла пешка на бяло поле c2 · бяла пешка на черно поле d2 · бяла дама на бяло поле e2 · бяла пешка на черно поле f2 · бяла пешка на бяло поле g2 · бяла пешка на черно поле h2 · бял топ на черно поле a1 · бял кон на бяло поле b1 · бял офицер на черно поле c1 · бял цар на черно поле e1 · бял офицер на бяло поле f1 · бял топ на бяло поле h1 | черен топ на бяло поле a8 · черен кон на черно поле b8 · черен офицер на бяло поле c8 · черна дама на черно поле d8 · черен цар на бяло поле e8 · черен офицер на черно поле f8 · черен топ на черно поле h8 · черна пешка на черно поле a7 · черна пешка на бяло поле b7 · черна пешка на черно поле c7 · черна пешка на бяло поле d7 · черна пешка на бяло поле f7 · черна пешка на черно поле g7 · черна пешка на бяло поле h7 · бял кон на бяло поле c6 · черен кон на черно поле f6 · бяла пешка на бяло поле a2 · бяла пешка на черно поле b2 · бяла пешка на бяло поле c2 · бяла пешка на черно поле d2 · бяла дама на бяло поле e2 · бяла пешка на черно поле f2 · бяла пешка на бяло поле g2 · бяла пешка на черно поле h2 · бял топ на черно поле a1 · бял кон на бяло поле b1 · бял офицер на черно поле c1 · бял цар на черно поле e1 · бял офицер на бяло поле f1 · бял топ на бяло поле h1 | черен топ на бяло поле a8 · черен кон на черно поле b8 · черен офицер на бяло поле c8 · черна дама на черно поле d8 · черен цар на бяло поле e8 · черен офицер на черно поле f8 · черен топ на черно поле h8 · черна пешка на черно поле a7 · черна пешка на бяло поле b7 · черна пешка на черно поле c7 · черна пешка на бяло поле d7 · черна пешка на бяло поле f7 · черна пешка на черно поле g7 · черна пешка на бяло поле h7 · бял кон на бяло поле c6 · черен кон на черно поле f6 · бяла пешка на бяло поле a2 · бяла пешка на черно поле b2 · бяла пешка на бяло поле c2 · бяла пешка на черно поле d2 · бяла дама на бяло поле e2 · бяла пешка на черно поле f2 · бяла пешка на бяло поле g2 · бяла пешка на черно поле h2 · бял топ на черно поле a1 · бял кон на бяло поле b1 · бял офицер на черно поле c1 · бял цар на черно поле e1 · бял офицер на бяло поле f1 · бял топ на бяло поле h1 | черен топ на бяло поле a8 · черен кон на черно поле b8 · черен офицер на бяло поле c8 · черна дама на черно поле d8 · черен цар на бяло поле e8 · черен офицер на черно поле f8 · черен топ на черно поле h8 · черна пешка на черно поле a7 · черна пешка на бяло поле b7 · черна пешка на черно поле c7 · черна пешка на бяло поле d7 · черна пешка на бяло поле f7 · черна пешка на черно поле g7 · черна пешка на бяло поле h7 · бял кон на бяло поле c6 · черен кон на черно поле f6 · бяла пешка на бяло поле a2 · бяла пешка на черно поле b2 · бяла пешка на бяло поле c2 · бяла пешка на черно поле d2 · бяла дама на бяло поле e2 · бяла пешка на черно поле f2 · бяла пешка на бяло поле g2 · бяла пешка на черно поле h2 · бял топ на черно поле a1 · бял кон на бяло поле b1 · бял офицер на черно поле c1 · бял цар на черно поле e1 · бял офицер на бяло поле f1 · бял топ на бяло поле h1 | черен топ на бяло поле a8 · черен кон на черно поле b8 · черен офицер на бяло поле c8 · черна дама на черно поле d8 · черен цар на бяло поле e8 · черен офицер на черно поле f8 · черен топ на черно поле h8 · черна пешка на черно поле a7 · черна пешка на бяло поле b7 · черна пешка на черно поле c7 · черна пешка на бяло поле d7 · черна пешка на бяло поле f7 · черна пешка на черно поле g7 · черна пешка на бяло поле h7 · бял кон на бяло поле c6 · черен кон на черно поле f6 · бяла пешка на бяло поле a2 · бяла пешка на черно поле b2 · бяла пешка на бяло поле c2 · бяла пешка на черно поле d2 · бяла дама на бяло поле e2 · бяла пешка на черно поле f2 · бяла пешка на бяло поле g2 · бяла пешка на черно поле h2 · бял топ на черно поле a1 · бял кон на бяло поле b1 · бял офицер на черно поле c1 · бял цар на черно поле e1 · бял офицер на бяло поле f1 · бял топ на бяло поле h1 | 4 |
| 3 | черен топ на бяло поле a8 · черен кон на черно поле b8 · черен офицер на бяло поле c8 · черна дама на черно поле d8 · черен цар на бяло поле e8 · черен офицер на черно поле f8 · черен топ на черно поле h8 · черна пешка на черно поле a7 · черна пешка на бяло поле b7 · черна пешка на черно поле c7 · черна пешка на бяло поле d7 · черна пешка на бяло поле f7 · черна пешка на черно поле g7 · черна пешка на бяло поле h7 · бял кон на бяло поле c6 · черен кон на черно поле f6 · бяла пешка на бяло поле a2 · бяла пешка на черно поле b2 · бяла пешка на бяло поле c2 · бяла пешка на черно поле d2 · бяла дама на бяло поле e2 · бяла пешка на черно поле f2 · бяла пешка на бяло поле g2 · бяла пешка на черно поле h2 · бял топ на черно поле a1 · бял кон на бяло поле b1 · бял офицер на черно поле c1 · бял цар на черно поле e1 · бял офицер на бяло поле f1 · бял топ на бяло поле h1 | черен топ на бяло поле a8 · черен кон на черно поле b8 · черен офицер на бяло поле c8 · черна дама на черно поле d8 · черен цар на бяло поле e8 · черен офицер на черно поле f8 · черен топ на черно поле h8 · черна пешка на черно поле a7 · черна пешка на бяло поле b7 · черна пешка на черно поле c7 · черна пешка на бяло поле d7 · черна пешка на бяло поле f7 · черна пешка на черно поле g7 · черна пешка на бяло поле h7 · бял кон на бяло поле c6 · черен кон на черно поле f6 · бяла пешка на бяло поле a2 · бяла пешка на черно поле b2 · бяла пешка на бяло поле c2 · бяла пешка на черно поле d2 · бяла дама на бяло поле e2 · бяла пешка на черно поле f2 · бяла пешка на бяло поле g2 · бяла пешка на черно поле h2 · бял топ на черно поле a1 · бял кон на бяло поле b1 · бял офицер на черно поле c1 · бял цар на черно поле e1 · бял офицер на бяло поле f1 · бял топ на бяло поле h1 | черен топ на бяло поле a8 · черен кон на черно поле b8 · черен офицер на бяло поле c8 · черна дама на черно поле d8 · черен цар на бяло поле e8 · черен офицер на черно поле f8 · черен топ на черно поле h8 · черна пешка на черно поле a7 · черна пешка на бяло поле b7 · черна пешка на черно поле c7 · черна пешка на бяло поле d7 · черна пешка на бяло поле f7 · черна пешка на черно поле g7 · черна пешка на бяло поле h7 · бял кон на бяло поле c6 · черен кон на черно поле f6 · бяла пешка на бяло поле a2 · бяла пешка на черно поле b2 · бяла пешка на бяло поле c2 · бяла пешка на черно поле d2 · бяла дама на бяло поле e2 · бяла пешка на черно поле f2 · бяла пешка на бяло поле g2 · бяла пешка на черно поле h2 · бял топ на черно поле a1 · бял кон на бяло поле b1 · бял офицер на черно поле c1 · бял цар на черно поле e1 · бял офицер на бяло поле f1 · бял топ на бяло поле h1 | черен топ на бяло поле a8 · черен кон на черно поле b8 · черен офицер на бяло поле c8 · черна дама на черно поле d8 · черен цар на бяло поле e8 · черен офицер на черно поле f8 · черен топ на черно поле h8 · черна пешка на черно поле a7 · черна пешка на бяло поле b7 · черна пешка на черно поле c7 · черна пешка на бяло поле d7 · черна пешка на бяло поле f7 · черна пешка на черно поле g7 · черна пешка на бяло поле h7 · бял кон на бяло поле c6 · черен кон на черно поле f6 · бяла пешка на бяло поле a2 · бяла пешка на черно поле b2 · бяла пешка на бяло поле c2 · бяла пешка на черно поле d2 · бяла дама на бяло поле e2 · бяла пешка на черно поле f2 · бяла пешка на бяло поле g2 · бяла пешка на черно поле h2 · бял топ на черно поле a1 · бял кон на бяло поле b1 · бял офицер на черно поле c1 · бял цар на черно поле e1 · бял офицер на бяло поле f1 · бял топ на бяло поле h1 | черен топ на бяло поле a8 · черен кон на черно поле b8 · черен офицер на бяло поле c8 · черна дама на черно поле d8 · черен цар на бяло поле e8 · черен офицер на черно поле f8 · черен топ на черно поле h8 · черна пешка на черно поле a7 · черна пешка на бяло поле b7 · черна пешка на черно поле c7 · черна пешка на бяло поле d7 · черна пешка на бяло поле f7 · черна пешка на черно поле g7 · черна пешка на бяло поле h7 · бял кон на бяло поле c6 · черен кон на черно поле f6 · бяла пешка на бяло поле a2 · бяла пешка на черно поле b2 · бяла пешка на бяло поле c2 · бяла пешка на черно поле d2 · бяла дама на бяло поле e2 · бяла пешка на черно поле f2 · бяла пешка на бяло поле g2 · бяла пешка на черно поле h2 · бял топ на черно поле a1 · бял кон на бяло поле b1 · бял офицер на черно поле c1 · бял цар на черно поле e1 · бял офицер на бяло поле f1 · бял топ на бяло поле h1 | черен топ на бяло поле a8 · черен кон на черно поле b8 · черен офицер на бяло поле c8 · черна дама на черно поле d8 · черен цар на бяло поле e8 · черен офицер на черно поле f8 · черен топ на черно поле h8 · черна пешка на черно поле a7 · черна пешка на бяло поле b7 · черна пешка на черно поле c7 · черна пешка на бяло поле d7 · черна пешка на бяло поле f7 · черна пешка на черно поле g7 · черна пешка на бяло поле h7 · бял кон на бяло поле c6 · черен кон на черно поле f6 · бяла пешка на бяло поле a2 · бяла пешка на черно поле b2 · бяла пешка на бяло поле c2 · бяла пешка на черно поле d2 · бяла дама на бяло поле e2 · бяла пешка на черно поле f2 · бяла пешка на бяло поле g2 · бяла пешка на черно поле h2 · бял топ на черно поле a1 · бял кон на бяло поле b1 · бял офицер на черно поле c1 · бял цар на черно поле e1 · бял офицер на бяло поле f1 · бял топ на бяло поле h1 | черен топ на бяло поле a8 · черен кон на черно поле b8 · черен офицер на бяло поле c8 · черна дама на черно поле d8 · черен цар на бяло поле e8 · черен офицер на черно поле f8 · черен топ на черно поле h8 · черна пешка на черно поле a7 · черна пешка на бяло поле b7 · черна пешка на черно поле c7 · черна пешка на бяло поле d7 · черна пешка на бяло поле f7 · черна пешка на черно поле g7 · черна пешка на бяло поле h7 · бял кон на бяло поле c6 · черен кон на черно поле f6 · бяла пешка на бяло поле a2 · бяла пешка на черно поле b2 · бяла пешка на бяло поле c2 · бяла пешка на черно поле d2 · бяла дама на бяло поле e2 · бяла пешка на черно поле f2 · бяла пешка на бяло поле g2 · бяла пешка на черно поле h2 · бял топ на черно поле a1 · бял кон на бяло поле b1 · бял офицер на черно поле c1 · бял цар на черно поле e1 · бял офицер на бяло поле f1 · бял топ на бяло поле h1 | черен топ на бяло поле a8 · черен кон на черно поле b8 · черен офицер на бяло поле c8 · черна дама на черно поле d8 · черен цар на бяло поле e8 · черен офицер на черно поле f8 · черен топ на черно поле h8 · черна пешка на черно поле a7 · черна пешка на бяло поле b7 · черна пешка на черно поле c7 · черна пешка на бяло поле d7 · черна пешка на бяло поле f7 · черна пешка на черно поле g7 · черна пешка на бяло поле h7 · бял кон на бяло поле c6 · черен кон на черно поле f6 · бяла пешка на бяло поле a2 · бяла пешка на черно поле b2 · бяла пешка на бяло поле c2 · бяла пешка на черно поле d2 · бяла дама на бяло поле e2 · бяла пешка на черно поле f2 · бяла пешка на бяло поле g2 · бяла пешка на черно поле h2 · бял топ на черно поле a1 · бял кон на бяло поле b1 · бял офицер на черно поле c1 · бял цар на черно поле e1 · бял офицер на бяло поле f1 · бял топ на бяло поле h1 | 3 |
| 2 | черен топ на бяло поле a8 · черен кон на черно поле b8 · черен офицер на бяло поле c8 · черна дама на черно поле d8 · черен цар на бяло поле e8 · черен офицер на черно поле f8 · черен топ на черно поле h8 · черна пешка на черно поле a7 · черна пешка на бяло поле b7 · черна пешка на черно поле c7 · черна пешка на бяло поле d7 · черна пешка на бяло поле f7 · черна пешка на черно поле g7 · черна пешка на бяло поле h7 · бял кон на бяло поле c6 · черен кон на черно поле f6 · бяла пешка на бяло поле a2 · бяла пешка на черно поле b2 · бяла пешка на бяло поле c2 · бяла пешка на черно поле d2 · бяла дама на бяло поле e2 · бяла пешка на черно поле f2 · бяла пешка на бяло поле g2 · бяла пешка на черно поле h2 · бял топ на черно поле a1 · бял кон на бяло поле b1 · бял офицер на черно поле c1 · бял цар на черно поле e1 · бял офицер на бяло поле f1 · бял топ на бяло поле h1 | черен топ на бяло поле a8 · черен кон на черно поле b8 · черен офицер на бяло поле c8 · черна дама на черно поле d8 · черен цар на бяло поле e8 · черен офицер на черно поле f8 · черен топ на черно поле h8 · черна пешка на черно поле a7 · черна пешка на бяло поле b7 · черна пешка на черно поле c7 · черна пешка на бяло поле d7 · черна пешка на бяло поле f7 · черна пешка на черно поле g7 · черна пешка на бяло поле h7 · бял кон на бяло поле c6 · черен кон на черно поле f6 · бяла пешка на бяло поле a2 · бяла пешка на черно поле b2 · бяла пешка на бяло поле c2 · бяла пешка на черно поле d2 · бяла дама на бяло поле e2 · бяла пешка на черно поле f2 · бяла пешка на бяло поле g2 · бяла пешка на черно поле h2 · бял топ на черно поле a1 · бял кон на бяло поле b1 · бял офицер на черно поле c1 · бял цар на черно поле e1 · бял офицер на бяло поле f1 · бял топ на бяло поле h1 | черен топ на бяло поле a8 · черен кон на черно поле b8 · черен офицер на бяло поле c8 · черна дама на черно поле d8 · черен цар на бяло поле e8 · черен офицер на черно поле f8 · черен топ на черно поле h8 · черна пешка на черно поле a7 · черна пешка на бяло поле b7 · черна пешка на черно поле c7 · черна пешка на бяло поле d7 · черна пешка на бяло поле f7 · черна пешка на черно поле g7 · черна пешка на бяло поле h7 · бял кон на бяло поле c6 · черен кон на черно поле f6 · бяла пешка на бяло поле a2 · бяла пешка на черно поле b2 · бяла пешка на бяло поле c2 · бяла пешка на черно поле d2 · бяла дама на бяло поле e2 · бяла пешка на черно поле f2 · бяла пешка на бяло поле g2 · бяла пешка на черно поле h2 · бял топ на черно поле a1 · бял кон на бяло поле b1 · бял офицер на черно поле c1 · бял цар на черно поле e1 · бял офицер на бяло поле f1 · бял топ на бяло поле h1 | черен топ на бяло поле a8 · черен кон на черно поле b8 · черен офицер на бяло поле c8 · черна дама на черно поле d8 · черен цар на бяло поле e8 · черен офицер на черно поле f8 · черен топ на черно поле h8 · черна пешка на черно поле a7 · черна пешка на бяло поле b7 · черна пешка на черно поле c7 · черна пешка на бяло поле d7 · черна пешка на бяло поле f7 · черна пешка на черно поле g7 · черна пешка на бяло поле h7 · бял кон на бяло поле c6 · черен кон на черно поле f6 · бяла пешка на бяло поле a2 · бяла пешка на черно поле b2 · бяла пешка на бяло поле c2 · бяла пешка на черно поле d2 · бяла дама на бяло поле e2 · бяла пешка на черно поле f2 · бяла пешка на бяло поле g2 · бяла пешка на черно поле h2 · бял топ на черно поле a1 · бял кон на бяло поле b1 · бял офицер на черно поле c1 · бял цар на черно поле e1 · бял офицер на бяло поле f1 · бял топ на бяло поле h1 | черен топ на бяло поле a8 · черен кон на черно поле b8 · черен офицер на бяло поле c8 · черна дама на черно поле d8 · черен цар на бяло поле e8 · черен офицер на черно поле f8 · черен топ на черно поле h8 · черна пешка на черно поле a7 · черна пешка на бяло поле b7 · черна пешка на черно поле c7 · черна пешка на бяло поле d7 · черна пешка на бяло поле f7 · черна пешка на черно поле g7 · черна пешка на бяло поле h7 · бял кон на бяло поле c6 · черен кон на черно поле f6 · бяла пешка на бяло поле a2 · бяла пешка на черно поле b2 · бяла пешка на бяло поле c2 · бяла пешка на черно поле d2 · бяла дама на бяло поле e2 · бяла пешка на черно поле f2 · бяла пешка на бяло поле g2 · бяла пешка на черно поле h2 · бял топ на черно поле a1 · бял кон на бяло поле b1 · бял офицер на черно поле c1 · бял цар на черно поле e1 · бял офицер на бяло поле f1 · бял топ на бяло поле h1 | черен топ на бяло поле a8 · черен кон на черно поле b8 · черен офицер на бяло поле c8 · черна дама на черно поле d8 · черен цар на бяло поле e8 · черен офицер на черно поле f8 · черен топ на черно поле h8 · черна пешка на черно поле a7 · черна пешка на бяло поле b7 · черна пешка на черно поле c7 · черна пешка на бяло поле d7 · черна пешка на бяло поле f7 · черна пешка на черно поле g7 · черна пешка на бяло поле h7 · бял кон на бяло поле c6 · черен кон на черно поле f6 · бяла пешка на бяло поле a2 · бяла пешка на черно поле b2 · бяла пешка на бяло поле c2 · бяла пешка на черно поле d2 · бяла дама на бяло поле e2 · бяла пешка на черно поле f2 · бяла пешка на бяло поле g2 · бяла пешка на черно поле h2 · бял топ на черно поле a1 · бял кон на бяло поле b1 · бял офицер на черно поле c1 · бял цар на черно поле e1 · бял офицер на бяло поле f1 · бял топ на бяло поле h1 | черен топ на бяло поле a8 · черен кон на черно поле b8 · черен офицер на бяло поле c8 · черна дама на черно поле d8 · черен цар на бяло поле e8 · черен офицер на черно поле f8 · черен топ на черно поле h8 · черна пешка на черно поле a7 · черна пешка на бяло поле b7 · черна пешка на черно поле c7 · черна пешка на бяло поле d7 · черна пешка на бяло поле f7 · черна пешка на черно поле g7 · черна пешка на бяло поле h7 · бял кон на бяло поле c6 · черен кон на черно поле f6 · бяла пешка на бяло поле a2 · бяла пешка на черно поле b2 · бяла пешка на бяло поле c2 · бяла пешка на черно поле d2 · бяла дама на бяло поле e2 · бяла пешка на черно поле f2 · бяла пешка на бяло поле g2 · бяла пешка на черно поле h2 · бял топ на черно поле a1 · бял кон на бяло поле b1 · бял офицер на черно поле c1 · бял цар на черно поле e1 · бял офицер на бяло поле f1 · бял топ на бяло поле h1 | черен топ на бяло поле a8 · черен кон на черно поле b8 · черен офицер на бяло поле c8 · черна дама на черно поле d8 · черен цар на бяло поле e8 · черен офицер на черно поле f8 · черен топ на черно поле h8 · черна пешка на черно поле a7 · черна пешка на бяло поле b7 · черна пешка на черно поле c7 · черна пешка на бяло поле d7 · черна пешка на бяло поле f7 · черна пешка на черно поле g7 · черна пешка на бяло поле h7 · бял кон на бяло поле c6 · черен кон на черно поле f6 · бяла пешка на бяло поле a2 · бяла пешка на черно поле b2 · бяла пешка на бяло поле c2 · бяла пешка на черно поле d2 · бяла дама на бяло поле e2 · бяла пешка на черно поле f2 · бяла пешка на бяло поле g2 · бяла пешка на черно поле h2 · бял топ на черно поле a1 · бял кон на бяло поле b1 · бял офицер на черно поле c1 · бял цар на черно поле e1 · бял офицер на бяло поле f1 · бял топ на бяло поле h1 | 2 |
| 1 | черен топ на бяло поле a8 · черен кон на черно поле b8 · черен офицер на бяло поле c8 · черна дама на черно поле d8 · черен цар на бяло поле e8 · черен офицер на черно поле f8 · черен топ на черно поле h8 · черна пешка на черно поле a7 · черна пешка на бяло поле b7 · черна пешка на черно поле c7 · черна пешка на бяло поле d7 · черна пешка на бяло поле f7 · черна пешка на черно поле g7 · черна пешка на бяло поле h7 · бял кон на бяло поле c6 · черен кон на черно поле f6 · бяла пешка на бяло поле a2 · бяла пешка на черно поле b2 · бяла пешка на бяло поле c2 · бяла пешка на черно поле d2 · бяла дама на бяло поле e2 · бяла пешка на черно поле f2 · бяла пешка на бяло поле g2 · бяла пешка на черно поле h2 · бял топ на черно поле a1 · бял кон на бяло поле b1 · бял офицер на черно поле c1 · бял цар на черно поле e1 · бял офицер на бяло поле f1 · бял топ на бяло поле h1 | черен топ на бяло поле a8 · черен кон на черно поле b8 · черен офицер на бяло поле c8 · черна дама на черно поле d8 · черен цар на бяло поле e8 · черен офицер на черно поле f8 · черен топ на черно поле h8 · черна пешка на черно поле a7 · черна пешка на бяло поле b7 · черна пешка на черно поле c7 · черна пешка на бяло поле d7 · черна пешка на бяло поле f7 · черна пешка на черно поле g7 · черна пешка на бяло поле h7 · бял кон на бяло поле c6 · черен кон на черно поле f6 · бяла пешка на бяло поле a2 · бяла пешка на черно поле b2 · бяла пешка на бяло поле c2 · бяла пешка на черно поле d2 · бяла дама на бяло поле e2 · бяла пешка на черно поле f2 · бяла пешка на бяло поле g2 · бяла пешка на черно поле h2 · бял топ на черно поле a1 · бял кон на бяло поле b1 · бял офицер на черно поле c1 · бял цар на черно поле e1 · бял офицер на бяло поле f1 · бял топ на бяло поле h1 | черен топ на бяло поле a8 · черен кон на черно поле b8 · черен офицер на бяло поле c8 · черна дама на черно поле d8 · черен цар на бяло поле e8 · черен офицер на черно поле f8 · черен топ на черно поле h8 · черна пешка на черно поле a7 · черна пешка на бяло поле b7 · черна пешка на черно поле c7 · черна пешка на бяло поле d7 · черна пешка на бяло поле f7 · черна пешка на черно поле g7 · черна пешка на бяло поле h7 · бял кон на бяло поле c6 · черен кон на черно поле f6 · бяла пешка на бяло поле a2 · бяла пешка на черно поле b2 · бяла пешка на бяло поле c2 · бяла пешка на черно поле d2 · бяла дама на бяло поле e2 · бяла пешка на черно поле f2 · бяла пешка на бяло поле g2 · бяла пешка на черно поле h2 · бял топ на черно поле a1 · бял кон на бяло поле b1 · бял офицер на черно поле c1 · бял цар на черно поле e1 · бял офицер на бяло поле f1 · бял топ на бяло поле h1 | черен топ на бяло поле a8 · черен кон на черно поле b8 · черен офицер на бяло поле c8 · черна дама на черно поле d8 · черен цар на бяло поле e8 · черен офицер на черно поле f8 · черен топ на черно поле h8 · черна пешка на черно поле a7 · черна пешка на бяло поле b7 · черна пешка на черно поле c7 · черна пешка на бяло поле d7 · черна пешка на бяло поле f7 · черна пешка на черно поле g7 · черна пешка на бяло поле h7 · бял кон на бяло поле c6 · черен кон на черно поле f6 · бяла пешка на бяло поле a2 · бяла пешка на черно поле b2 · бяла пешка на бяло поле c2 · бяла пешка на черно поле d2 · бяла дама на бяло поле e2 · бяла пешка на черно поле f2 · бяла пешка на бяло поле g2 · бяла пешка на черно поле h2 · бял топ на черно поле a1 · бял кон на бяло поле b1 · бял офицер на черно поле c1 · бял цар на черно поле e1 · бял офицер на бяло поле f1 · бял топ на бяло поле h1 | черен топ на бяло поле a8 · черен кон на черно поле b8 · черен офицер на бяло поле c8 · черна дама на черно поле d8 · черен цар на бяло поле e8 · черен офицер на черно поле f8 · черен топ на черно поле h8 · черна пешка на черно поле a7 · черна пешка на бяло поле b7 · черна пешка на черно поле c7 · черна пешка на бяло поле d7 · черна пешка на бяло поле f7 · черна пешка на черно поле g7 · черна пешка на бяло поле h7 · бял кон на бяло поле c6 · черен кон на черно поле f6 · бяла пешка на бяло поле a2 · бяла пешка на черно поле b2 · бяла пешка на бяло поле c2 · бяла пешка на черно поле d2 · бяла дама на бяло поле e2 · бяла пешка на черно поле f2 · бяла пешка на бяло поле g2 · бяла пешка на черно поле h2 · бял топ на черно поле a1 · бял кон на бяло поле b1 · бял офицер на черно поле c1 · бял цар на черно поле e1 · бял офицер на бяло поле f1 · бял топ на бяло поле h1 | черен топ на бяло поле a8 · черен кон на черно поле b8 · черен офицер на бяло поле c8 · черна дама на черно поле d8 · черен цар на бяло поле e8 · черен офицер на черно поле f8 · черен топ на черно поле h8 · черна пешка на черно поле a7 · черна пешка на бяло поле b7 · черна пешка на черно поле c7 · черна пешка на бяло поле d7 · черна пешка на бяло поле f7 · черна пешка на черно поле g7 · черна пешка на бяло поле h7 · бял кон на бяло поле c6 · черен кон на черно поле f6 · бяла пешка на бяло поле a2 · бяла пешка на черно поле b2 · бяла пешка на бяло поле c2 · бяла пешка на черно поле d2 · бяла дама на бяло поле e2 · бяла пешка на черно поле f2 · бяла пешка на бяло поле g2 · бяла пешка на черно поле h2 · бял топ на черно поле a1 · бял кон на бяло поле b1 · бял офицер на черно поле c1 · бял цар на черно поле e1 · бял офицер на бяло поле f1 · бял топ на бяло поле h1 | черен топ на бяло поле a8 · черен кон на черно поле b8 · черен офицер на бяло поле c8 · черна дама на черно поле d8 · черен цар на бяло поле e8 · черен офицер на черно поле f8 · черен топ на черно поле h8 · черна пешка на черно поле a7 · черна пешка на бяло поле b7 · черна пешка на черно поле c7 · черна пешка на бяло поле d7 · черна пешка на бяло поле f7 · черна пешка на черно поле g7 · черна пешка на бяло поле h7 · бял кон на бяло поле c6 · черен кон на черно поле f6 · бяла пешка на бяло поле a2 · бяла пешка на черно поле b2 · бяла пешка на бяло поле c2 · бяла пешка на черно поле d2 · бяла дама на бяло поле e2 · бяла пешка на черно поле f2 · бяла пешка на бяло поле g2 · бяла пешка на черно поле h2 · бял топ на черно поле a1 · бял кон на бяло поле b1 · бял офицер на черно поле c1 · бял цар на черно поле e1 · бял офицер на бяло поле f1 · бял топ на бяло поле h1 | черен топ на бяло поле a8 · черен кон на черно поле b8 · черен офицер на бяло поле c8 · черна дама на черно поле d8 · черен цар на бяло поле e8 · черен офицер на черно поле f8 · черен топ на черно поле h8 · черна пешка на черно поле a7 · черна пешка на бяло поле b7 · черна пешка на черно поле c7 · черна пешка на бяло поле d7 · черна пешка на бяло поле f7 · черна пешка на черно поле g7 · черна пешка на бяло поле h7 · бял кон на бяло поле c6 · черен кон на черно поле f6 · бяла пешка на бяло поле a2 · бяла пешка на черно поле b2 · бяла пешка на бяло поле c2 · бяла пешка на черно поле d2 · бяла дама на бяло поле e2 · бяла пешка на черно поле f2 · бяла пешка на бяло поле g2 · бяла пешка на черно поле h2 · бял топ на черно поле a1 · бял кон на бяло поле b1 · бял офицер на черно поле c1 · бял цар на черно поле e1 · бял офицер на бяло поле f1 · бял топ на бяло поле h1 | 1 |
|   | a | b | c | d | e | f | g | h |   |

След ходовете

1. e2–e4 e7–e5

2. Кg1–f3 Кg8–f6

3. Кf3:e5 Кf6:e4? (по-добре d7–d6)

4. Дd1–e2 Кe4–f6?? (по-добре Дd8–e7)

5. Кe5–c6+
 (диаграма 3)
белите дават открит шах-шех с дамата и коня и взимат черната дама за коня след 5. ...Od7 6. K:d8 Ц:d8.
|   | a | b | c | d | e | f | g | h |   |
| 8 | черен топ на бяло поле a8 · черен офицер на бяло поле c8 · черен цар на бяло поле e8 · черен офицер на черно поле f8 · черен кон на бяло поле g8 · черен топ на черно поле h8 · черна пешка на черно поле a7 · черна пешка на бяло поле b7 · черна пешка на бяло поле f7 · черна пешка на черно поле g7 · черна пешка на бяло поле h7 · черна пешка на бяло поле e6 · черен кръст на бяло поле b5 · черна пешка на бяло поле d5 · бяла пешка на черно поле e5 · черна дама на черно поле d4 · бял офицер на бяло поле d3 · бяла пешка на бяло поле a2 · бяла пешка на черно поле b2 · бяла пешка на черно поле f2 · бяла пешка на бяло поле g2 · бяла пешка на черно поле h2 · бял топ на черно поле a1 · бял кон на бяло поле b1 · бял офицер на черно поле c1 · бяла дама на бяло поле d1 · бял цар на черно поле e1 · бял топ на бяло поле h1 | черен топ на бяло поле a8 · черен офицер на бяло поле c8 · черен цар на бяло поле e8 · черен офицер на черно поле f8 · черен кон на бяло поле g8 · черен топ на черно поле h8 · черна пешка на черно поле a7 · черна пешка на бяло поле b7 · черна пешка на бяло поле f7 · черна пешка на черно поле g7 · черна пешка на бяло поле h7 · черна пешка на бяло поле e6 · черен кръст на бяло поле b5 · черна пешка на бяло поле d5 · бяла пешка на черно поле e5 · черна дама на черно поле d4 · бял офицер на бяло поле d3 · бяла пешка на бяло поле a2 · бяла пешка на черно поле b2 · бяла пешка на черно поле f2 · бяла пешка на бяло поле g2 · бяла пешка на черно поле h2 · бял топ на черно поле a1 · бял кон на бяло поле b1 · бял офицер на черно поле c1 · бяла дама на бяло поле d1 · бял цар на черно поле e1 · бял топ на бяло поле h1 | черен топ на бяло поле a8 · черен офицер на бяло поле c8 · черен цар на бяло поле e8 · черен офицер на черно поле f8 · черен кон на бяло поле g8 · черен топ на черно поле h8 · черна пешка на черно поле a7 · черна пешка на бяло поле b7 · черна пешка на бяло поле f7 · черна пешка на черно поле g7 · черна пешка на бяло поле h7 · черна пешка на бяло поле e6 · черен кръст на бяло поле b5 · черна пешка на бяло поле d5 · бяла пешка на черно поле e5 · черна дама на черно поле d4 · бял офицер на бяло поле d3 · бяла пешка на бяло поле a2 · бяла пешка на черно поле b2 · бяла пешка на черно поле f2 · бяла пешка на бяло поле g2 · бяла пешка на черно поле h2 · бял топ на черно поле a1 · бял кон на бяло поле b1 · бял офицер на черно поле c1 · бяла дама на бяло поле d1 · бял цар на черно поле e1 · бял топ на бяло поле h1 | черен топ на бяло поле a8 · черен офицер на бяло поле c8 · черен цар на бяло поле e8 · черен офицер на черно поле f8 · черен кон на бяло поле g8 · черен топ на черно поле h8 · черна пешка на черно поле a7 · черна пешка на бяло поле b7 · черна пешка на бяло поле f7 · черна пешка на черно поле g7 · черна пешка на бяло поле h7 · черна пешка на бяло поле e6 · черен кръст на бяло поле b5 · черна пешка на бяло поле d5 · бяла пешка на черно поле e5 · черна дама на черно поле d4 · бял офицер на бяло поле d3 · бяла пешка на бяло поле a2 · бяла пешка на черно поле b2 · бяла пешка на черно поле f2 · бяла пешка на бяло поле g2 · бяла пешка на черно поле h2 · бял топ на черно поле a1 · бял кон на бяло поле b1 · бял офицер на черно поле c1 · бяла дама на бяло поле d1 · бял цар на черно поле e1 · бял топ на бяло поле h1 | черен топ на бяло поле a8 · черен офицер на бяло поле c8 · черен цар на бяло поле e8 · черен офицер на черно поле f8 · черен кон на бяло поле g8 · черен топ на черно поле h8 · черна пешка на черно поле a7 · черна пешка на бяло поле b7 · черна пешка на бяло поле f7 · черна пешка на черно поле g7 · черна пешка на бяло поле h7 · черна пешка на бяло поле e6 · черен кръст на бяло поле b5 · черна пешка на бяло поле d5 · бяла пешка на черно поле e5 · черна дама на черно поле d4 · бял офицер на бяло поле d3 · бяла пешка на бяло поле a2 · бяла пешка на черно поле b2 · бяла пешка на черно поле f2 · бяла пешка на бяло поле g2 · бяла пешка на черно поле h2 · бял топ на черно поле a1 · бял кон на бяло поле b1 · бял офицер на черно поле c1 · бяла дама на бяло поле d1 · бял цар на черно поле e1 · бял топ на бяло поле h1 | черен топ на бяло поле a8 · черен офицер на бяло поле c8 · черен цар на бяло поле e8 · черен офицер на черно поле f8 · черен кон на бяло поле g8 · черен топ на черно поле h8 · черна пешка на черно поле a7 · черна пешка на бяло поле b7 · черна пешка на бяло поле f7 · черна пешка на черно поле g7 · черна пешка на бяло поле h7 · черна пешка на бяло поле e6 · черен кръст на бяло поле b5 · черна пешка на бяло поле d5 · бяла пешка на черно поле e5 · черна дама на черно поле d4 · бял офицер на бяло поле d3 · бяла пешка на бяло поле a2 · бяла пешка на черно поле b2 · бяла пешка на черно поле f2 · бяла пешка на бяло поле g2 · бяла пешка на черно поле h2 · бял топ на черно поле a1 · бял кон на бяло поле b1 · бял офицер на черно поле c1 · бяла дама на бяло поле d1 · бял цар на черно поле e1 · бял топ на бяло поле h1 | черен топ на бяло поле a8 · черен офицер на бяло поле c8 · черен цар на бяло поле e8 · черен офицер на черно поле f8 · черен кон на бяло поле g8 · черен топ на черно поле h8 · черна пешка на черно поле a7 · черна пешка на бяло поле b7 · черна пешка на бяло поле f7 · черна пешка на черно поле g7 · черна пешка на бяло поле h7 · черна пешка на бяло поле e6 · черен кръст на бяло поле b5 · черна пешка на бяло поле d5 · бяла пешка на черно поле e5 · черна дама на черно поле d4 · бял офицер на бяло поле d3 · бяла пешка на бяло поле a2 · бяла пешка на черно поле b2 · бяла пешка на черно поле f2 · бяла пешка на бяло поле g2 · бяла пешка на черно поле h2 · бял топ на черно поле a1 · бял кон на бяло поле b1 · бял офицер на черно поле c1 · бяла дама на бяло поле d1 · бял цар на черно поле e1 · бял топ на бяло поле h1 | черен топ на бяло поле a8 · черен офицер на бяло поле c8 · черен цар на бяло поле e8 · черен офицер на черно поле f8 · черен кон на бяло поле g8 · черен топ на черно поле h8 · черна пешка на черно поле a7 · черна пешка на бяло поле b7 · черна пешка на бяло поле f7 · черна пешка на черно поле g7 · черна пешка на бяло поле h7 · черна пешка на бяло поле e6 · черен кръст на бяло поле b5 · черна пешка на бяло поле d5 · бяла пешка на черно поле e5 · черна дама на черно поле d4 · бял офицер на бяло поле d3 · бяла пешка на бяло поле a2 · бяла пешка на черно поле b2 · бяла пешка на черно поле f2 · бяла пешка на бяло поле g2 · бяла пешка на черно поле h2 · бял топ на черно поле a1 · бял кон на бяло поле b1 · бял офицер на черно поле c1 · бяла дама на бяло поле d1 · бял цар на черно поле e1 · бял топ на бяло поле h1 | 8 |
| 7 | черен топ на бяло поле a8 · черен офицер на бяло поле c8 · черен цар на бяло поле e8 · черен офицер на черно поле f8 · черен кон на бяло поле g8 · черен топ на черно поле h8 · черна пешка на черно поле a7 · черна пешка на бяло поле b7 · черна пешка на бяло поле f7 · черна пешка на черно поле g7 · черна пешка на бяло поле h7 · черна пешка на бяло поле e6 · черен кръст на бяло поле b5 · черна пешка на бяло поле d5 · бяла пешка на черно поле e5 · черна дама на черно поле d4 · бял офицер на бяло поле d3 · бяла пешка на бяло поле a2 · бяла пешка на черно поле b2 · бяла пешка на черно поле f2 · бяла пешка на бяло поле g2 · бяла пешка на черно поле h2 · бял топ на черно поле a1 · бял кон на бяло поле b1 · бял офицер на черно поле c1 · бяла дама на бяло поле d1 · бял цар на черно поле e1 · бял топ на бяло поле h1 | черен топ на бяло поле a8 · черен офицер на бяло поле c8 · черен цар на бяло поле e8 · черен офицер на черно поле f8 · черен кон на бяло поле g8 · черен топ на черно поле h8 · черна пешка на черно поле a7 · черна пешка на бяло поле b7 · черна пешка на бяло поле f7 · черна пешка на черно поле g7 · черна пешка на бяло поле h7 · черна пешка на бяло поле e6 · черен кръст на бяло поле b5 · черна пешка на бяло поле d5 · бяла пешка на черно поле e5 · черна дама на черно поле d4 · бял офицер на бяло поле d3 · бяла пешка на бяло поле a2 · бяла пешка на черно поле b2 · бяла пешка на черно поле f2 · бяла пешка на бяло поле g2 · бяла пешка на черно поле h2 · бял топ на черно поле a1 · бял кон на бяло поле b1 · бял офицер на черно поле c1 · бяла дама на бяло поле d1 · бял цар на черно поле e1 · бял топ на бяло поле h1 | черен топ на бяло поле a8 · черен офицер на бяло поле c8 · черен цар на бяло поле e8 · черен офицер на черно поле f8 · черен кон на бяло поле g8 · черен топ на черно поле h8 · черна пешка на черно поле a7 · черна пешка на бяло поле b7 · черна пешка на бяло поле f7 · черна пешка на черно поле g7 · черна пешка на бяло поле h7 · черна пешка на бяло поле e6 · черен кръст на бяло поле b5 · черна пешка на бяло поле d5 · бяла пешка на черно поле e5 · черна дама на черно поле d4 · бял офицер на бяло поле d3 · бяла пешка на бяло поле a2 · бяла пешка на черно поле b2 · бяла пешка на черно поле f2 · бяла пешка на бяло поле g2 · бяла пешка на черно поле h2 · бял топ на черно поле a1 · бял кон на бяло поле b1 · бял офицер на черно поле c1 · бяла дама на бяло поле d1 · бял цар на черно поле e1 · бял топ на бяло поле h1 | черен топ на бяло поле a8 · черен офицер на бяло поле c8 · черен цар на бяло поле e8 · черен офицер на черно поле f8 · черен кон на бяло поле g8 · черен топ на черно поле h8 · черна пешка на черно поле a7 · черна пешка на бяло поле b7 · черна пешка на бяло поле f7 · черна пешка на черно поле g7 · черна пешка на бяло поле h7 · черна пешка на бяло поле e6 · черен кръст на бяло поле b5 · черна пешка на бяло поле d5 · бяла пешка на черно поле e5 · черна дама на черно поле d4 · бял офицер на бяло поле d3 · бяла пешка на бяло поле a2 · бяла пешка на черно поле b2 · бяла пешка на черно поле f2 · бяла пешка на бяло поле g2 · бяла пешка на черно поле h2 · бял топ на черно поле a1 · бял кон на бяло поле b1 · бял офицер на черно поле c1 · бяла дама на бяло поле d1 · бял цар на черно поле e1 · бял топ на бяло поле h1 | черен топ на бяло поле a8 · черен офицер на бяло поле c8 · черен цар на бяло поле e8 · черен офицер на черно поле f8 · черен кон на бяло поле g8 · черен топ на черно поле h8 · черна пешка на черно поле a7 · черна пешка на бяло поле b7 · черна пешка на бяло поле f7 · черна пешка на черно поле g7 · черна пешка на бяло поле h7 · черна пешка на бяло поле e6 · черен кръст на бяло поле b5 · черна пешка на бяло поле d5 · бяла пешка на черно поле e5 · черна дама на черно поле d4 · бял офицер на бяло поле d3 · бяла пешка на бяло поле a2 · бяла пешка на черно поле b2 · бяла пешка на черно поле f2 · бяла пешка на бяло поле g2 · бяла пешка на черно поле h2 · бял топ на черно поле a1 · бял кон на бяло поле b1 · бял офицер на черно поле c1 · бяла дама на бяло поле d1 · бял цар на черно поле e1 · бял топ на бяло поле h1 | черен топ на бяло поле a8 · черен офицер на бяло поле c8 · черен цар на бяло поле e8 · черен офицер на черно поле f8 · черен кон на бяло поле g8 · черен топ на черно поле h8 · черна пешка на черно поле a7 · черна пешка на бяло поле b7 · черна пешка на бяло поле f7 · черна пешка на черно поле g7 · черна пешка на бяло поле h7 · черна пешка на бяло поле e6 · черен кръст на бяло поле b5 · черна пешка на бяло поле d5 · бяла пешка на черно поле e5 · черна дама на черно поле d4 · бял офицер на бяло поле d3 · бяла пешка на бяло поле a2 · бяла пешка на черно поле b2 · бяла пешка на черно поле f2 · бяла пешка на бяло поле g2 · бяла пешка на черно поле h2 · бял топ на черно поле a1 · бял кон на бяло поле b1 · бял офицер на черно поле c1 · бяла дама на бяло поле d1 · бял цар на черно поле e1 · бял топ на бяло поле h1 | черен топ на бяло поле a8 · черен офицер на бяло поле c8 · черен цар на бяло поле e8 · черен офицер на черно поле f8 · черен кон на бяло поле g8 · черен топ на черно поле h8 · черна пешка на черно поле a7 · черна пешка на бяло поле b7 · черна пешка на бяло поле f7 · черна пешка на черно поле g7 · черна пешка на бяло поле h7 · черна пешка на бяло поле e6 · черен кръст на бяло поле b5 · черна пешка на бяло поле d5 · бяла пешка на черно поле e5 · черна дама на черно поле d4 · бял офицер на бяло поле d3 · бяла пешка на бяло поле a2 · бяла пешка на черно поле b2 · бяла пешка на черно поле f2 · бяла пешка на бяло поле g2 · бяла пешка на черно поле h2 · бял топ на черно поле a1 · бял кон на бяло поле b1 · бял офицер на черно поле c1 · бяла дама на бяло поле d1 · бял цар на черно поле e1 · бял топ на бяло поле h1 | черен топ на бяло поле a8 · черен офицер на бяло поле c8 · черен цар на бяло поле e8 · черен офицер на черно поле f8 · черен кон на бяло поле g8 · черен топ на черно поле h8 · черна пешка на черно поле a7 · черна пешка на бяло поле b7 · черна пешка на бяло поле f7 · черна пешка на черно поле g7 · черна пешка на бяло поле h7 · черна пешка на бяло поле e6 · черен кръст на бяло поле b5 · черна пешка на бяло поле d5 · бяла пешка на черно поле e5 · черна дама на черно поле d4 · бял офицер на бяло поле d3 · бяла пешка на бяло поле a2 · бяла пешка на черно поле b2 · бяла пешка на черно поле f2 · бяла пешка на бяло поле g2 · бяла пешка на черно поле h2 · бял топ на черно поле a1 · бял кон на бяло поле b1 · бял офицер на черно поле c1 · бяла дама на бяло поле d1 · бял цар на черно поле e1 · бял топ на бяло поле h1 | 7 |
| 6 | черен топ на бяло поле a8 · черен офицер на бяло поле c8 · черен цар на бяло поле e8 · черен офицер на черно поле f8 · черен кон на бяло поле g8 · черен топ на черно поле h8 · черна пешка на черно поле a7 · черна пешка на бяло поле b7 · черна пешка на бяло поле f7 · черна пешка на черно поле g7 · черна пешка на бяло поле h7 · черна пешка на бяло поле e6 · черен кръст на бяло поле b5 · черна пешка на бяло поле d5 · бяла пешка на черно поле e5 · черна дама на черно поле d4 · бял офицер на бяло поле d3 · бяла пешка на бяло поле a2 · бяла пешка на черно поле b2 · бяла пешка на черно поле f2 · бяла пешка на бяло поле g2 · бяла пешка на черно поле h2 · бял топ на черно поле a1 · бял кон на бяло поле b1 · бял офицер на черно поле c1 · бяла дама на бяло поле d1 · бял цар на черно поле e1 · бял топ на бяло поле h1 | черен топ на бяло поле a8 · черен офицер на бяло поле c8 · черен цар на бяло поле e8 · черен офицер на черно поле f8 · черен кон на бяло поле g8 · черен топ на черно поле h8 · черна пешка на черно поле a7 · черна пешка на бяло поле b7 · черна пешка на бяло поле f7 · черна пешка на черно поле g7 · черна пешка на бяло поле h7 · черна пешка на бяло поле e6 · черен кръст на бяло поле b5 · черна пешка на бяло поле d5 · бяла пешка на черно поле e5 · черна дама на черно поле d4 · бял офицер на бяло поле d3 · бяла пешка на бяло поле a2 · бяла пешка на черно поле b2 · бяла пешка на черно поле f2 · бяла пешка на бяло поле g2 · бяла пешка на черно поле h2 · бял топ на черно поле a1 · бял кон на бяло поле b1 · бял офицер на черно поле c1 · бяла дама на бяло поле d1 · бял цар на черно поле e1 · бял топ на бяло поле h1 | черен топ на бяло поле a8 · черен офицер на бяло поле c8 · черен цар на бяло поле e8 · черен офицер на черно поле f8 · черен кон на бяло поле g8 · черен топ на черно поле h8 · черна пешка на черно поле a7 · черна пешка на бяло поле b7 · черна пешка на бяло поле f7 · черна пешка на черно поле g7 · черна пешка на бяло поле h7 · черна пешка на бяло поле e6 · черен кръст на бяло поле b5 · черна пешка на бяло поле d5 · бяла пешка на черно поле e5 · черна дама на черно поле d4 · бял офицер на бяло поле d3 · бяла пешка на бяло поле a2 · бяла пешка на черно поле b2 · бяла пешка на черно поле f2 · бяла пешка на бяло поле g2 · бяла пешка на черно поле h2 · бял топ на черно поле a1 · бял кон на бяло поле b1 · бял офицер на черно поле c1 · бяла дама на бяло поле d1 · бял цар на черно поле e1 · бял топ на бяло поле h1 | черен топ на бяло поле a8 · черен офицер на бяло поле c8 · черен цар на бяло поле e8 · черен офицер на черно поле f8 · черен кон на бяло поле g8 · черен топ на черно поле h8 · черна пешка на черно поле a7 · черна пешка на бяло поле b7 · черна пешка на бяло поле f7 · черна пешка на черно поле g7 · черна пешка на бяло поле h7 · черна пешка на бяло поле e6 · черен кръст на бяло поле b5 · черна пешка на бяло поле d5 · бяла пешка на черно поле e5 · черна дама на черно поле d4 · бял офицер на бяло поле d3 · бяла пешка на бяло поле a2 · бяла пешка на черно поле b2 · бяла пешка на черно поле f2 · бяла пешка на бяло поле g2 · бяла пешка на черно поле h2 · бял топ на черно поле a1 · бял кон на бяло поле b1 · бял офицер на черно поле c1 · бяла дама на бяло поле d1 · бял цар на черно поле e1 · бял топ на бяло поле h1 | черен топ на бяло поле a8 · черен офицер на бяло поле c8 · черен цар на бяло поле e8 · черен офицер на черно поле f8 · черен кон на бяло поле g8 · черен топ на черно поле h8 · черна пешка на черно поле a7 · черна пешка на бяло поле b7 · черна пешка на бяло поле f7 · черна пешка на черно поле g7 · черна пешка на бяло поле h7 · черна пешка на бяло поле e6 · черен кръст на бяло поле b5 · черна пешка на бяло поле d5 · бяла пешка на черно поле e5 · черна дама на черно поле d4 · бял офицер на бяло поле d3 · бяла пешка на бяло поле a2 · бяла пешка на черно поле b2 · бяла пешка на черно поле f2 · бяла пешка на бяло поле g2 · бяла пешка на черно поле h2 · бял топ на черно поле a1 · бял кон на бяло поле b1 · бял офицер на черно поле c1 · бяла дама на бяло поле d1 · бял цар на черно поле e1 · бял топ на бяло поле h1 | черен топ на бяло поле a8 · черен офицер на бяло поле c8 · черен цар на бяло поле e8 · черен офицер на черно поле f8 · черен кон на бяло поле g8 · черен топ на черно поле h8 · черна пешка на черно поле a7 · черна пешка на бяло поле b7 · черна пешка на бяло поле f7 · черна пешка на черно поле g7 · черна пешка на бяло поле h7 · черна пешка на бяло поле e6 · черен кръст на бяло поле b5 · черна пешка на бяло поле d5 · бяла пешка на черно поле e5 · черна дама на черно поле d4 · бял офицер на бяло поле d3 · бяла пешка на бяло поле a2 · бяла пешка на черно поле b2 · бяла пешка на черно поле f2 · бяла пешка на бяло поле g2 · бяла пешка на черно поле h2 · бял топ на черно поле a1 · бял кон на бяло поле b1 · бял офицер на черно поле c1 · бяла дама на бяло поле d1 · бял цар на черно поле e1 · бял топ на бяло поле h1 | черен топ на бяло поле a8 · черен офицер на бяло поле c8 · черен цар на бяло поле e8 · черен офицер на черно поле f8 · черен кон на бяло поле g8 · черен топ на черно поле h8 · черна пешка на черно поле a7 · черна пешка на бяло поле b7 · черна пешка на бяло поле f7 · черна пешка на черно поле g7 · черна пешка на бяло поле h7 · черна пешка на бяло поле e6 · черен кръст на бяло поле b5 · черна пешка на бяло поле d5 · бяла пешка на черно поле e5 · черна дама на черно поле d4 · бял офицер на бяло поле d3 · бяла пешка на бяло поле a2 · бяла пешка на черно поле b2 · бяла пешка на черно поле f2 · бяла пешка на бяло поле g2 · бяла пешка на черно поле h2 · бял топ на черно поле a1 · бял кон на бяло поле b1 · бял офицер на черно поле c1 · бяла дама на бяло поле d1 · бял цар на черно поле e1 · бял топ на бяло поле h1 | черен топ на бяло поле a8 · черен офицер на бяло поле c8 · черен цар на бяло поле e8 · черен офицер на черно поле f8 · черен кон на бяло поле g8 · черен топ на черно поле h8 · черна пешка на черно поле a7 · черна пешка на бяло поле b7 · черна пешка на бяло поле f7 · черна пешка на черно поле g7 · черна пешка на бяло поле h7 · черна пешка на бяло поле e6 · черен кръст на бяло поле b5 · черна пешка на бяло поле d5 · бяла пешка на черно поле e5 · черна дама на черно поле d4 · бял офицер на бяло поле d3 · бяла пешка на бяло поле a2 · бяла пешка на черно поле b2 · бяла пешка на черно поле f2 · бяла пешка на бяло поле g2 · бяла пешка на черно поле h2 · бял топ на черно поле a1 · бял кон на бяло поле b1 · бял офицер на черно поле c1 · бяла дама на бяло поле d1 · бял цар на черно поле e1 · бял топ на бяло поле h1 | 6 |
| 5 | черен топ на бяло поле a8 · черен офицер на бяло поле c8 · черен цар на бяло поле e8 · черен офицер на черно поле f8 · черен кон на бяло поле g8 · черен топ на черно поле h8 · черна пешка на черно поле a7 · черна пешка на бяло поле b7 · черна пешка на бяло поле f7 · черна пешка на черно поле g7 · черна пешка на бяло поле h7 · черна пешка на бяло поле e6 · черен кръст на бяло поле b5 · черна пешка на бяло поле d5 · бяла пешка на черно поле e5 · черна дама на черно поле d4 · бял офицер на бяло поле d3 · бяла пешка на бяло поле a2 · бяла пешка на черно поле b2 · бяла пешка на черно поле f2 · бяла пешка на бяло поле g2 · бяла пешка на черно поле h2 · бял топ на черно поле a1 · бял кон на бяло поле b1 · бял офицер на черно поле c1 · бяла дама на бяло поле d1 · бял цар на черно поле e1 · бял топ на бяло поле h1 | черен топ на бяло поле a8 · черен офицер на бяло поле c8 · черен цар на бяло поле e8 · черен офицер на черно поле f8 · черен кон на бяло поле g8 · черен топ на черно поле h8 · черна пешка на черно поле a7 · черна пешка на бяло поле b7 · черна пешка на бяло поле f7 · черна пешка на черно поле g7 · черна пешка на бяло поле h7 · черна пешка на бяло поле e6 · черен кръст на бяло поле b5 · черна пешка на бяло поле d5 · бяла пешка на черно поле e5 · черна дама на черно поле d4 · бял офицер на бяло поле d3 · бяла пешка на бяло поле a2 · бяла пешка на черно поле b2 · бяла пешка на черно поле f2 · бяла пешка на бяло поле g2 · бяла пешка на черно поле h2 · бял топ на черно поле a1 · бял кон на бяло поле b1 · бял офицер на черно поле c1 · бяла дама на бяло поле d1 · бял цар на черно поле e1 · бял топ на бяло поле h1 | черен топ на бяло поле a8 · черен офицер на бяло поле c8 · черен цар на бяло поле e8 · черен офицер на черно поле f8 · черен кон на бяло поле g8 · черен топ на черно поле h8 · черна пешка на черно поле a7 · черна пешка на бяло поле b7 · черна пешка на бяло поле f7 · черна пешка на черно поле g7 · черна пешка на бяло поле h7 · черна пешка на бяло поле e6 · черен кръст на бяло поле b5 · черна пешка на бяло поле d5 · бяла пешка на черно поле e5 · черна дама на черно поле d4 · бял офицер на бяло поле d3 · бяла пешка на бяло поле a2 · бяла пешка на черно поле b2 · бяла пешка на черно поле f2 · бяла пешка на бяло поле g2 · бяла пешка на черно поле h2 · бял топ на черно поле a1 · бял кон на бяло поле b1 · бял офицер на черно поле c1 · бяла дама на бяло поле d1 · бял цар на черно поле e1 · бял топ на бяло поле h1 | черен топ на бяло поле a8 · черен офицер на бяло поле c8 · черен цар на бяло поле e8 · черен офицер на черно поле f8 · черен кон на бяло поле g8 · черен топ на черно поле h8 · черна пешка на черно поле a7 · черна пешка на бяло поле b7 · черна пешка на бяло поле f7 · черна пешка на черно поле g7 · черна пешка на бяло поле h7 · черна пешка на бяло поле e6 · черен кръст на бяло поле b5 · черна пешка на бяло поле d5 · бяла пешка на черно поле e5 · черна дама на черно поле d4 · бял офицер на бяло поле d3 · бяла пешка на бяло поле a2 · бяла пешка на черно поле b2 · бяла пешка на черно поле f2 · бяла пешка на бяло поле g2 · бяла пешка на черно поле h2 · бял топ на черно поле a1 · бял кон на бяло поле b1 · бял офицер на черно поле c1 · бяла дама на бяло поле d1 · бял цар на черно поле e1 · бял топ на бяло поле h1 | черен топ на бяло поле a8 · черен офицер на бяло поле c8 · черен цар на бяло поле e8 · черен офицер на черно поле f8 · черен кон на бяло поле g8 · черен топ на черно поле h8 · черна пешка на черно поле a7 · черна пешка на бяло поле b7 · черна пешка на бяло поле f7 · черна пешка на черно поле g7 · черна пешка на бяло поле h7 · черна пешка на бяло поле e6 · черен кръст на бяло поле b5 · черна пешка на бяло поле d5 · бяла пешка на черно поле e5 · черна дама на черно поле d4 · бял офицер на бяло поле d3 · бяла пешка на бяло поле a2 · бяла пешка на черно поле b2 · бяла пешка на черно поле f2 · бяла пешка на бяло поле g2 · бяла пешка на черно поле h2 · бял топ на черно поле a1 · бял кон на бяло поле b1 · бял офицер на черно поле c1 · бяла дама на бяло поле d1 · бял цар на черно поле e1 · бял топ на бяло поле h1 | черен топ на бяло поле a8 · черен офицер на бяло поле c8 · черен цар на бяло поле e8 · черен офицер на черно поле f8 · черен кон на бяло поле g8 · черен топ на черно поле h8 · черна пешка на черно поле a7 · черна пешка на бяло поле b7 · черна пешка на бяло поле f7 · черна пешка на черно поле g7 · черна пешка на бяло поле h7 · черна пешка на бяло поле e6 · черен кръст на бяло поле b5 · черна пешка на бяло поле d5 · бяла пешка на черно поле e5 · черна дама на черно поле d4 · бял офицер на бяло поле d3 · бяла пешка на бяло поле a2 · бяла пешка на черно поле b2 · бяла пешка на черно поле f2 · бяла пешка на бяло поле g2 · бяла пешка на черно поле h2 · бял топ на черно поле a1 · бял кон на бяло поле b1 · бял офицер на черно поле c1 · бяла дама на бяло поле d1 · бял цар на черно поле e1 · бял топ на бяло поле h1 | черен топ на бяло поле a8 · черен офицер на бяло поле c8 · черен цар на бяло поле e8 · черен офицер на черно поле f8 · черен кон на бяло поле g8 · черен топ на черно поле h8 · черна пешка на черно поле a7 · черна пешка на бяло поле b7 · черна пешка на бяло поле f7 · черна пешка на черно поле g7 · черна пешка на бяло поле h7 · черна пешка на бяло поле e6 · черен кръст на бяло поле b5 · черна пешка на бяло поле d5 · бяла пешка на черно поле e5 · черна дама на черно поле d4 · бял офицер на бяло поле d3 · бяла пешка на бяло поле a2 · бяла пешка на черно поле b2 · бяла пешка на черно поле f2 · бяла пешка на бяло поле g2 · бяла пешка на черно поле h2 · бял топ на черно поле a1 · бял кон на бяло поле b1 · бял офицер на черно поле c1 · бяла дама на бяло поле d1 · бял цар на черно поле e1 · бял топ на бяло поле h1 | черен топ на бяло поле a8 · черен офицер на бяло поле c8 · черен цар на бяло поле e8 · черен офицер на черно поле f8 · черен кон на бяло поле g8 · черен топ на черно поле h8 · черна пешка на черно поле a7 · черна пешка на бяло поле b7 · черна пешка на бяло поле f7 · черна пешка на черно поле g7 · черна пешка на бяло поле h7 · черна пешка на бяло поле e6 · черен кръст на бяло поле b5 · черна пешка на бяло поле d5 · бяла пешка на черно поле e5 · черна дама на черно поле d4 · бял офицер на бяло поле d3 · бяла пешка на бяло поле a2 · бяла пешка на черно поле b2 · бяла пешка на черно поле f2 · бяла пешка на бяло поле g2 · бяла пешка на черно поле h2 · бял топ на черно поле a1 · бял кон на бяло поле b1 · бял офицер на черно поле c1 · бяла дама на бяло поле d1 · бял цар на черно поле e1 · бял топ на бяло поле h1 | 5 |
| 4 | черен топ на бяло поле a8 · черен офицер на бяло поле c8 · черен цар на бяло поле e8 · черен офицер на черно поле f8 · черен кон на бяло поле g8 · черен топ на черно поле h8 · черна пешка на черно поле a7 · черна пешка на бяло поле b7 · черна пешка на бяло поле f7 · черна пешка на черно поле g7 · черна пешка на бяло поле h7 · черна пешка на бяло поле e6 · черен кръст на бяло поле b5 · черна пешка на бяло поле d5 · бяла пешка на черно поле e5 · черна дама на черно поле d4 · бял офицер на бяло поле d3 · бяла пешка на бяло поле a2 · бяла пешка на черно поле b2 · бяла пешка на черно поле f2 · бяла пешка на бяло поле g2 · бяла пешка на черно поле h2 · бял топ на черно поле a1 · бял кон на бяло поле b1 · бял офицер на черно поле c1 · бяла дама на бяло поле d1 · бял цар на черно поле e1 · бял топ на бяло поле h1 | черен топ на бяло поле a8 · черен офицер на бяло поле c8 · черен цар на бяло поле e8 · черен офицер на черно поле f8 · черен кон на бяло поле g8 · черен топ на черно поле h8 · черна пешка на черно поле a7 · черна пешка на бяло поле b7 · черна пешка на бяло поле f7 · черна пешка на черно поле g7 · черна пешка на бяло поле h7 · черна пешка на бяло поле e6 · черен кръст на бяло поле b5 · черна пешка на бяло поле d5 · бяла пешка на черно поле e5 · черна дама на черно поле d4 · бял офицер на бяло поле d3 · бяла пешка на бяло поле a2 · бяла пешка на черно поле b2 · бяла пешка на черно поле f2 · бяла пешка на бяло поле g2 · бяла пешка на черно поле h2 · бял топ на черно поле a1 · бял кон на бяло поле b1 · бял офицер на черно поле c1 · бяла дама на бяло поле d1 · бял цар на черно поле e1 · бял топ на бяло поле h1 | черен топ на бяло поле a8 · черен офицер на бяло поле c8 · черен цар на бяло поле e8 · черен офицер на черно поле f8 · черен кон на бяло поле g8 · черен топ на черно поле h8 · черна пешка на черно поле a7 · черна пешка на бяло поле b7 · черна пешка на бяло поле f7 · черна пешка на черно поле g7 · черна пешка на бяло поле h7 · черна пешка на бяло поле e6 · черен кръст на бяло поле b5 · черна пешка на бяло поле d5 · бяла пешка на черно поле e5 · черна дама на черно поле d4 · бял офицер на бяло поле d3 · бяла пешка на бяло поле a2 · бяла пешка на черно поле b2 · бяла пешка на черно поле f2 · бяла пешка на бяло поле g2 · бяла пешка на черно поле h2 · бял топ на черно поле a1 · бял кон на бяло поле b1 · бял офицер на черно поле c1 · бяла дама на бяло поле d1 · бял цар на черно поле e1 · бял топ на бяло поле h1 | черен топ на бяло поле a8 · черен офицер на бяло поле c8 · черен цар на бяло поле e8 · черен офицер на черно поле f8 · черен кон на бяло поле g8 · черен топ на черно поле h8 · черна пешка на черно поле a7 · черна пешка на бяло поле b7 · черна пешка на бяло поле f7 · черна пешка на черно поле g7 · черна пешка на бяло поле h7 · черна пешка на бяло поле e6 · черен кръст на бяло поле b5 · черна пешка на бяло поле d5 · бяла пешка на черно поле e5 · черна дама на черно поле d4 · бял офицер на бяло поле d3 · бяла пешка на бяло поле a2 · бяла пешка на черно поле b2 · бяла пешка на черно поле f2 · бяла пешка на бяло поле g2 · бяла пешка на черно поле h2 · бял топ на черно поле a1 · бял кон на бяло поле b1 · бял офицер на черно поле c1 · бяла дама на бяло поле d1 · бял цар на черно поле e1 · бял топ на бяло поле h1 | черен топ на бяло поле a8 · черен офицер на бяло поле c8 · черен цар на бяло поле e8 · черен офицер на черно поле f8 · черен кон на бяло поле g8 · черен топ на черно поле h8 · черна пешка на черно поле a7 · черна пешка на бяло поле b7 · черна пешка на бяло поле f7 · черна пешка на черно поле g7 · черна пешка на бяло поле h7 · черна пешка на бяло поле e6 · черен кръст на бяло поле b5 · черна пешка на бяло поле d5 · бяла пешка на черно поле e5 · черна дама на черно поле d4 · бял офицер на бяло поле d3 · бяла пешка на бяло поле a2 · бяла пешка на черно поле b2 · бяла пешка на черно поле f2 · бяла пешка на бяло поле g2 · бяла пешка на черно поле h2 · бял топ на черно поле a1 · бял кон на бяло поле b1 · бял офицер на черно поле c1 · бяла дама на бяло поле d1 · бял цар на черно поле e1 · бял топ на бяло поле h1 | черен топ на бяло поле a8 · черен офицер на бяло поле c8 · черен цар на бяло поле e8 · черен офицер на черно поле f8 · черен кон на бяло поле g8 · черен топ на черно поле h8 · черна пешка на черно поле a7 · черна пешка на бяло поле b7 · черна пешка на бяло поле f7 · черна пешка на черно поле g7 · черна пешка на бяло поле h7 · черна пешка на бяло поле e6 · черен кръст на бяло поле b5 · черна пешка на бяло поле d5 · бяла пешка на черно поле e5 · черна дама на черно поле d4 · бял офицер на бяло поле d3 · бяла пешка на бяло поле a2 · бяла пешка на черно поле b2 · бяла пешка на черно поле f2 · бяла пешка на бяло поле g2 · бяла пешка на черно поле h2 · бял топ на черно поле a1 · бял кон на бяло поле b1 · бял офицер на черно поле c1 · бяла дама на бяло поле d1 · бял цар на черно поле e1 · бял топ на бяло поле h1 | черен топ на бяло поле a8 · черен офицер на бяло поле c8 · черен цар на бяло поле e8 · черен офицер на черно поле f8 · черен кон на бяло поле g8 · черен топ на черно поле h8 · черна пешка на черно поле a7 · черна пешка на бяло поле b7 · черна пешка на бяло поле f7 · черна пешка на черно поле g7 · черна пешка на бяло поле h7 · черна пешка на бяло поле e6 · черен кръст на бяло поле b5 · черна пешка на бяло поле d5 · бяла пешка на черно поле e5 · черна дама на черно поле d4 · бял офицер на бяло поле d3 · бяла пешка на бяло поле a2 · бяла пешка на черно поле b2 · бяла пешка на черно поле f2 · бяла пешка на бяло поле g2 · бяла пешка на черно поле h2 · бял топ на черно поле a1 · бял кон на бяло поле b1 · бял офицер на черно поле c1 · бяла дама на бяло поле d1 · бял цар на черно поле e1 · бял топ на бяло поле h1 | черен топ на бяло поле a8 · черен офицер на бяло поле c8 · черен цар на бяло поле e8 · черен офицер на черно поле f8 · черен кон на бяло поле g8 · черен топ на черно поле h8 · черна пешка на черно поле a7 · черна пешка на бяло поле b7 · черна пешка на бяло поле f7 · черна пешка на черно поле g7 · черна пешка на бяло поле h7 · черна пешка на бяло поле e6 · черен кръст на бяло поле b5 · черна пешка на бяло поле d5 · бяла пешка на черно поле e5 · черна дама на черно поле d4 · бял офицер на бяло поле d3 · бяла пешка на бяло поле a2 · бяла пешка на черно поле b2 · бяла пешка на черно поле f2 · бяла пешка на бяло поле g2 · бяла пешка на черно поле h2 · бял топ на черно поле a1 · бял кон на бяло поле b1 · бял офицер на черно поле c1 · бяла дама на бяло поле d1 · бял цар на черно поле e1 · бял топ на бяло поле h1 | 4 |
| 3 | черен топ на бяло поле a8 · черен офицер на бяло поле c8 · черен цар на бяло поле e8 · черен офицер на черно поле f8 · черен кон на бяло поле g8 · черен топ на черно поле h8 · черна пешка на черно поле a7 · черна пешка на бяло поле b7 · черна пешка на бяло поле f7 · черна пешка на черно поле g7 · черна пешка на бяло поле h7 · черна пешка на бяло поле e6 · черен кръст на бяло поле b5 · черна пешка на бяло поле d5 · бяла пешка на черно поле e5 · черна дама на черно поле d4 · бял офицер на бяло поле d3 · бяла пешка на бяло поле a2 · бяла пешка на черно поле b2 · бяла пешка на черно поле f2 · бяла пешка на бяло поле g2 · бяла пешка на черно поле h2 · бял топ на черно поле a1 · бял кон на бяло поле b1 · бял офицер на черно поле c1 · бяла дама на бяло поле d1 · бял цар на черно поле e1 · бял топ на бяло поле h1 | черен топ на бяло поле a8 · черен офицер на бяло поле c8 · черен цар на бяло поле e8 · черен офицер на черно поле f8 · черен кон на бяло поле g8 · черен топ на черно поле h8 · черна пешка на черно поле a7 · черна пешка на бяло поле b7 · черна пешка на бяло поле f7 · черна пешка на черно поле g7 · черна пешка на бяло поле h7 · черна пешка на бяло поле e6 · черен кръст на бяло поле b5 · черна пешка на бяло поле d5 · бяла пешка на черно поле e5 · черна дама на черно поле d4 · бял офицер на бяло поле d3 · бяла пешка на бяло поле a2 · бяла пешка на черно поле b2 · бяла пешка на черно поле f2 · бяла пешка на бяло поле g2 · бяла пешка на черно поле h2 · бял топ на черно поле a1 · бял кон на бяло поле b1 · бял офицер на черно поле c1 · бяла дама на бяло поле d1 · бял цар на черно поле e1 · бял топ на бяло поле h1 | черен топ на бяло поле a8 · черен офицер на бяло поле c8 · черен цар на бяло поле e8 · черен офицер на черно поле f8 · черен кон на бяло поле g8 · черен топ на черно поле h8 · черна пешка на черно поле a7 · черна пешка на бяло поле b7 · черна пешка на бяло поле f7 · черна пешка на черно поле g7 · черна пешка на бяло поле h7 · черна пешка на бяло поле e6 · черен кръст на бяло поле b5 · черна пешка на бяло поле d5 · бяла пешка на черно поле e5 · черна дама на черно поле d4 · бял офицер на бяло поле d3 · бяла пешка на бяло поле a2 · бяла пешка на черно поле b2 · бяла пешка на черно поле f2 · бяла пешка на бяло поле g2 · бяла пешка на черно поле h2 · бял топ на черно поле a1 · бял кон на бяло поле b1 · бял офицер на черно поле c1 · бяла дама на бяло поле d1 · бял цар на черно поле e1 · бял топ на бяло поле h1 | черен топ на бяло поле a8 · черен офицер на бяло поле c8 · черен цар на бяло поле e8 · черен офицер на черно поле f8 · черен кон на бяло поле g8 · черен топ на черно поле h8 · черна пешка на черно поле a7 · черна пешка на бяло поле b7 · черна пешка на бяло поле f7 · черна пешка на черно поле g7 · черна пешка на бяло поле h7 · черна пешка на бяло поле e6 · черен кръст на бяло поле b5 · черна пешка на бяло поле d5 · бяла пешка на черно поле e5 · черна дама на черно поле d4 · бял офицер на бяло поле d3 · бяла пешка на бяло поле a2 · бяла пешка на черно поле b2 · бяла пешка на черно поле f2 · бяла пешка на бяло поле g2 · бяла пешка на черно поле h2 · бял топ на черно поле a1 · бял кон на бяло поле b1 · бял офицер на черно поле c1 · бяла дама на бяло поле d1 · бял цар на черно поле e1 · бял топ на бяло поле h1 | черен топ на бяло поле a8 · черен офицер на бяло поле c8 · черен цар на бяло поле e8 · черен офицер на черно поле f8 · черен кон на бяло поле g8 · черен топ на черно поле h8 · черна пешка на черно поле a7 · черна пешка на бяло поле b7 · черна пешка на бяло поле f7 · черна пешка на черно поле g7 · черна пешка на бяло поле h7 · черна пешка на бяло поле e6 · черен кръст на бяло поле b5 · черна пешка на бяло поле d5 · бяла пешка на черно поле e5 · черна дама на черно поле d4 · бял офицер на бяло поле d3 · бяла пешка на бяло поле a2 · бяла пешка на черно поле b2 · бяла пешка на черно поле f2 · бяла пешка на бяло поле g2 · бяла пешка на черно поле h2 · бял топ на черно поле a1 · бял кон на бяло поле b1 · бял офицер на черно поле c1 · бяла дама на бяло поле d1 · бял цар на черно поле e1 · бял топ на бяло поле h1 | черен топ на бяло поле a8 · черен офицер на бяло поле c8 · черен цар на бяло поле e8 · черен офицер на черно поле f8 · черен кон на бяло поле g8 · черен топ на черно поле h8 · черна пешка на черно поле a7 · черна пешка на бяло поле b7 · черна пешка на бяло поле f7 · черна пешка на черно поле g7 · черна пешка на бяло поле h7 · черна пешка на бяло поле e6 · черен кръст на бяло поле b5 · черна пешка на бяло поле d5 · бяла пешка на черно поле e5 · черна дама на черно поле d4 · бял офицер на бяло поле d3 · бяла пешка на бяло поле a2 · бяла пешка на черно поле b2 · бяла пешка на черно поле f2 · бяла пешка на бяло поле g2 · бяла пешка на черно поле h2 · бял топ на черно поле a1 · бял кон на бяло поле b1 · бял офицер на черно поле c1 · бяла дама на бяло поле d1 · бял цар на черно поле e1 · бял топ на бяло поле h1 | черен топ на бяло поле a8 · черен офицер на бяло поле c8 · черен цар на бяло поле e8 · черен офицер на черно поле f8 · черен кон на бяло поле g8 · черен топ на черно поле h8 · черна пешка на черно поле a7 · черна пешка на бяло поле b7 · черна пешка на бяло поле f7 · черна пешка на черно поле g7 · черна пешка на бяло поле h7 · черна пешка на бяло поле e6 · черен кръст на бяло поле b5 · черна пешка на бяло поле d5 · бяла пешка на черно поле e5 · черна дама на черно поле d4 · бял офицер на бяло поле d3 · бяла пешка на бяло поле a2 · бяла пешка на черно поле b2 · бяла пешка на черно поле f2 · бяла пешка на бяло поле g2 · бяла пешка на черно поле h2 · бял топ на черно поле a1 · бял кон на бяло поле b1 · бял офицер на черно поле c1 · бяла дама на бяло поле d1 · бял цар на черно поле e1 · бял топ на бяло поле h1 | черен топ на бяло поле a8 · черен офицер на бяло поле c8 · черен цар на бяло поле e8 · черен офицер на черно поле f8 · черен кон на бяло поле g8 · черен топ на черно поле h8 · черна пешка на черно поле a7 · черна пешка на бяло поле b7 · черна пешка на бяло поле f7 · черна пешка на черно поле g7 · черна пешка на бяло поле h7 · черна пешка на бяло поле e6 · черен кръст на бяло поле b5 · черна пешка на бяло поле d5 · бяла пешка на черно поле e5 · черна дама на черно поле d4 · бял офицер на бяло поле d3 · бяла пешка на бяло поле a2 · бяла пешка на черно поле b2 · бяла пешка на черно поле f2 · бяла пешка на бяло поле g2 · бяла пешка на черно поле h2 · бял топ на черно поле a1 · бял кон на бяло поле b1 · бял офицер на черно поле c1 · бяла дама на бяло поле d1 · бял цар на черно поле e1 · бял топ на бяло поле h1 | 3 |
| 2 | черен топ на бяло поле a8 · черен офицер на бяло поле c8 · черен цар на бяло поле e8 · черен офицер на черно поле f8 · черен кон на бяло поле g8 · черен топ на черно поле h8 · черна пешка на черно поле a7 · черна пешка на бяло поле b7 · черна пешка на бяло поле f7 · черна пешка на черно поле g7 · черна пешка на бяло поле h7 · черна пешка на бяло поле e6 · черен кръст на бяло поле b5 · черна пешка на бяло поле d5 · бяла пешка на черно поле e5 · черна дама на черно поле d4 · бял офицер на бяло поле d3 · бяла пешка на бяло поле a2 · бяла пешка на черно поле b2 · бяла пешка на черно поле f2 · бяла пешка на бяло поле g2 · бяла пешка на черно поле h2 · бял топ на черно поле a1 · бял кон на бяло поле b1 · бял офицер на черно поле c1 · бяла дама на бяло поле d1 · бял цар на черно поле e1 · бял топ на бяло поле h1 | черен топ на бяло поле a8 · черен офицер на бяло поле c8 · черен цар на бяло поле e8 · черен офицер на черно поле f8 · черен кон на бяло поле g8 · черен топ на черно поле h8 · черна пешка на черно поле a7 · черна пешка на бяло поле b7 · черна пешка на бяло поле f7 · черна пешка на черно поле g7 · черна пешка на бяло поле h7 · черна пешка на бяло поле e6 · черен кръст на бяло поле b5 · черна пешка на бяло поле d5 · бяла пешка на черно поле e5 · черна дама на черно поле d4 · бял офицер на бяло поле d3 · бяла пешка на бяло поле a2 · бяла пешка на черно поле b2 · бяла пешка на черно поле f2 · бяла пешка на бяло поле g2 · бяла пешка на черно поле h2 · бял топ на черно поле a1 · бял кон на бяло поле b1 · бял офицер на черно поле c1 · бяла дама на бяло поле d1 · бял цар на черно поле e1 · бял топ на бяло поле h1 | черен топ на бяло поле a8 · черен офицер на бяло поле c8 · черен цар на бяло поле e8 · черен офицер на черно поле f8 · черен кон на бяло поле g8 · черен топ на черно поле h8 · черна пешка на черно поле a7 · черна пешка на бяло поле b7 · черна пешка на бяло поле f7 · черна пешка на черно поле g7 · черна пешка на бяло поле h7 · черна пешка на бяло поле e6 · черен кръст на бяло поле b5 · черна пешка на бяло поле d5 · бяла пешка на черно поле e5 · черна дама на черно поле d4 · бял офицер на бяло поле d3 · бяла пешка на бяло поле a2 · бяла пешка на черно поле b2 · бяла пешка на черно поле f2 · бяла пешка на бяло поле g2 · бяла пешка на черно поле h2 · бял топ на черно поле a1 · бял кон на бяло поле b1 · бял офицер на черно поле c1 · бяла дама на бяло поле d1 · бял цар на черно поле e1 · бял топ на бяло поле h1 | черен топ на бяло поле a8 · черен офицер на бяло поле c8 · черен цар на бяло поле e8 · черен офицер на черно поле f8 · черен кон на бяло поле g8 · черен топ на черно поле h8 · черна пешка на черно поле a7 · черна пешка на бяло поле b7 · черна пешка на бяло поле f7 · черна пешка на черно поле g7 · черна пешка на бяло поле h7 · черна пешка на бяло поле e6 · черен кръст на бяло поле b5 · черна пешка на бяло поле d5 · бяла пешка на черно поле e5 · черна дама на черно поле d4 · бял офицер на бяло поле d3 · бяла пешка на бяло поле a2 · бяла пешка на черно поле b2 · бяла пешка на черно поле f2 · бяла пешка на бяло поле g2 · бяла пешка на черно поле h2 · бял топ на черно поле a1 · бял кон на бяло поле b1 · бял офицер на черно поле c1 · бяла дама на бяло поле d1 · бял цар на черно поле e1 · бял топ на бяло поле h1 | черен топ на бяло поле a8 · черен офицер на бяло поле c8 · черен цар на бяло поле e8 · черен офицер на черно поле f8 · черен кон на бяло поле g8 · черен топ на черно поле h8 · черна пешка на черно поле a7 · черна пешка на бяло поле b7 · черна пешка на бяло поле f7 · черна пешка на черно поле g7 · черна пешка на бяло поле h7 · черна пешка на бяло поле e6 · черен кръст на бяло поле b5 · черна пешка на бяло поле d5 · бяла пешка на черно поле e5 · черна дама на черно поле d4 · бял офицер на бяло поле d3 · бяла пешка на бяло поле a2 · бяла пешка на черно поле b2 · бяла пешка на черно поле f2 · бяла пешка на бяло поле g2 · бяла пешка на черно поле h2 · бял топ на черно поле a1 · бял кон на бяло поле b1 · бял офицер на черно поле c1 · бяла дама на бяло поле d1 · бял цар на черно поле e1 · бял топ на бяло поле h1 | черен топ на бяло поле a8 · черен офицер на бяло поле c8 · черен цар на бяло поле e8 · черен офицер на черно поле f8 · черен кон на бяло поле g8 · черен топ на черно поле h8 · черна пешка на черно поле a7 · черна пешка на бяло поле b7 · черна пешка на бяло поле f7 · черна пешка на черно поле g7 · черна пешка на бяло поле h7 · черна пешка на бяло поле e6 · черен кръст на бяло поле b5 · черна пешка на бяло поле d5 · бяла пешка на черно поле e5 · черна дама на черно поле d4 · бял офицер на бяло поле d3 · бяла пешка на бяло поле a2 · бяла пешка на черно поле b2 · бяла пешка на черно поле f2 · бяла пешка на бяло поле g2 · бяла пешка на черно поле h2 · бял топ на черно поле a1 · бял кон на бяло поле b1 · бял офицер на черно поле c1 · бяла дама на бяло поле d1 · бял цар на черно поле e1 · бял топ на бяло поле h1 | черен топ на бяло поле a8 · черен офицер на бяло поле c8 · черен цар на бяло поле e8 · черен офицер на черно поле f8 · черен кон на бяло поле g8 · черен топ на черно поле h8 · черна пешка на черно поле a7 · черна пешка на бяло поле b7 · черна пешка на бяло поле f7 · черна пешка на черно поле g7 · черна пешка на бяло поле h7 · черна пешка на бяло поле e6 · черен кръст на бяло поле b5 · черна пешка на бяло поле d5 · бяла пешка на черно поле e5 · черна дама на черно поле d4 · бял офицер на бяло поле d3 · бяла пешка на бяло поле a2 · бяла пешка на черно поле b2 · бяла пешка на черно поле f2 · бяла пешка на бяло поле g2 · бяла пешка на черно поле h2 · бял топ на черно поле a1 · бял кон на бяло поле b1 · бял офицер на черно поле c1 · бяла дама на бяло поле d1 · бял цар на черно поле e1 · бял топ на бяло поле h1 | черен топ на бяло поле a8 · черен офицер на бяло поле c8 · черен цар на бяло поле e8 · черен офицер на черно поле f8 · черен кон на бяло поле g8 · черен топ на черно поле h8 · черна пешка на черно поле a7 · черна пешка на бяло поле b7 · черна пешка на бяло поле f7 · черна пешка на черно поле g7 · черна пешка на бяло поле h7 · черна пешка на бяло поле e6 · черен кръст на бяло поле b5 · черна пешка на бяло поле d5 · бяла пешка на черно поле e5 · черна дама на черно поле d4 · бял офицер на бяло поле d3 · бяла пешка на бяло поле a2 · бяла пешка на черно поле b2 · бяла пешка на черно поле f2 · бяла пешка на бяло поле g2 · бяла пешка на черно поле h2 · бял топ на черно поле a1 · бял кон на бяло поле b1 · бял офицер на черно поле c1 · бяла дама на бяло поле d1 · бял цар на черно поле e1 · бял топ на бяло поле h1 | 2 |
| 1 | черен топ на бяло поле a8 · черен офицер на бяло поле c8 · черен цар на бяло поле e8 · черен офицер на черно поле f8 · черен кон на бяло поле g8 · черен топ на черно поле h8 · черна пешка на черно поле a7 · черна пешка на бяло поле b7 · черна пешка на бяло поле f7 · черна пешка на черно поле g7 · черна пешка на бяло поле h7 · черна пешка на бяло поле e6 · черен кръст на бяло поле b5 · черна пешка на бяло поле d5 · бяла пешка на черно поле e5 · черна дама на черно поле d4 · бял офицер на бяло поле d3 · бяла пешка на бяло поле a2 · бяла пешка на черно поле b2 · бяла пешка на черно поле f2 · бяла пешка на бяло поле g2 · бяла пешка на черно поле h2 · бял топ на черно поле a1 · бял кон на бяло поле b1 · бял офицер на черно поле c1 · бяла дама на бяло поле d1 · бял цар на черно поле e1 · бял топ на бяло поле h1 | черен топ на бяло поле a8 · черен офицер на бяло поле c8 · черен цар на бяло поле e8 · черен офицер на черно поле f8 · черен кон на бяло поле g8 · черен топ на черно поле h8 · черна пешка на черно поле a7 · черна пешка на бяло поле b7 · черна пешка на бяло поле f7 · черна пешка на черно поле g7 · черна пешка на бяло поле h7 · черна пешка на бяло поле e6 · черен кръст на бяло поле b5 · черна пешка на бяло поле d5 · бяла пешка на черно поле e5 · черна дама на черно поле d4 · бял офицер на бяло поле d3 · бяла пешка на бяло поле a2 · бяла пешка на черно поле b2 · бяла пешка на черно поле f2 · бяла пешка на бяло поле g2 · бяла пешка на черно поле h2 · бял топ на черно поле a1 · бял кон на бяло поле b1 · бял офицер на черно поле c1 · бяла дама на бяло поле d1 · бял цар на черно поле e1 · бял топ на бяло поле h1 | черен топ на бяло поле a8 · черен офицер на бяло поле c8 · черен цар на бяло поле e8 · черен офицер на черно поле f8 · черен кон на бяло поле g8 · черен топ на черно поле h8 · черна пешка на черно поле a7 · черна пешка на бяло поле b7 · черна пешка на бяло поле f7 · черна пешка на черно поле g7 · черна пешка на бяло поле h7 · черна пешка на бяло поле e6 · черен кръст на бяло поле b5 · черна пешка на бяло поле d5 · бяла пешка на черно поле e5 · черна дама на черно поле d4 · бял офицер на бяло поле d3 · бяла пешка на бяло поле a2 · бяла пешка на черно поле b2 · бяла пешка на черно поле f2 · бяла пешка на бяло поле g2 · бяла пешка на черно поле h2 · бял топ на черно поле a1 · бял кон на бяло поле b1 · бял офицер на черно поле c1 · бяла дама на бяло поле d1 · бял цар на черно поле e1 · бял топ на бяло поле h1 | черен топ на бяло поле a8 · черен офицер на бяло поле c8 · черен цар на бяло поле e8 · черен офицер на черно поле f8 · черен кон на бяло поле g8 · черен топ на черно поле h8 · черна пешка на черно поле a7 · черна пешка на бяло поле b7 · черна пешка на бяло поле f7 · черна пешка на черно поле g7 · черна пешка на бяло поле h7 · черна пешка на бяло поле e6 · черен кръст на бяло поле b5 · черна пешка на бяло поле d5 · бяла пешка на черно поле e5 · черна дама на черно поле d4 · бял офицер на бяло поле d3 · бяла пешка на бяло поле a2 · бяла пешка на черно поле b2 · бяла пешка на черно поле f2 · бяла пешка на бяло поле g2 · бяла пешка на черно поле h2 · бял топ на черно поле a1 · бял кон на бяло поле b1 · бял офицер на черно поле c1 · бяла дама на бяло поле d1 · бял цар на черно поле e1 · бял топ на бяло поле h1 | черен топ на бяло поле a8 · черен офицер на бяло поле c8 · черен цар на бяло поле e8 · черен офицер на черно поле f8 · черен кон на бяло поле g8 · черен топ на черно поле h8 · черна пешка на черно поле a7 · черна пешка на бяло поле b7 · черна пешка на бяло поле f7 · черна пешка на черно поле g7 · черна пешка на бяло поле h7 · черна пешка на бяло поле e6 · черен кръст на бяло поле b5 · черна пешка на бяло поле d5 · бяла пешка на черно поле e5 · черна дама на черно поле d4 · бял офицер на бяло поле d3 · бяла пешка на бяло поле a2 · бяла пешка на черно поле b2 · бяла пешка на черно поле f2 · бяла пешка на бяло поле g2 · бяла пешка на черно поле h2 · бял топ на черно поле a1 · бял кон на бяло поле b1 · бял офицер на черно поле c1 · бяла дама на бяло поле d1 · бял цар на черно поле e1 · бял топ на бяло поле h1 | черен топ на бяло поле a8 · черен офицер на бяло поле c8 · черен цар на бяло поле e8 · черен офицер на черно поле f8 · черен кон на бяло поле g8 · черен топ на черно поле h8 · черна пешка на черно поле a7 · черна пешка на бяло поле b7 · черна пешка на бяло поле f7 · черна пешка на черно поле g7 · черна пешка на бяло поле h7 · черна пешка на бяло поле e6 · черен кръст на бяло поле b5 · черна пешка на бяло поле d5 · бяла пешка на черно поле e5 · черна дама на черно поле d4 · бял офицер на бяло поле d3 · бяла пешка на бяло поле a2 · бяла пешка на черно поле b2 · бяла пешка на черно поле f2 · бяла пешка на бяло поле g2 · бяла пешка на черно поле h2 · бял топ на черно поле a1 · бял кон на бяло поле b1 · бял офицер на черно поле c1 · бяла дама на бяло поле d1 · бял цар на черно поле e1 · бял топ на бяло поле h1 | черен топ на бяло поле a8 · черен офицер на бяло поле c8 · черен цар на бяло поле e8 · черен офицер на черно поле f8 · черен кон на бяло поле g8 · черен топ на черно поле h8 · черна пешка на черно поле a7 · черна пешка на бяло поле b7 · черна пешка на бяло поле f7 · черна пешка на черно поле g7 · черна пешка на бяло поле h7 · черна пешка на бяло поле e6 · черен кръст на бяло поле b5 · черна пешка на бяло поле d5 · бяла пешка на черно поле e5 · черна дама на черно поле d4 · бял офицер на бяло поле d3 · бяла пешка на бяло поле a2 · бяла пешка на черно поле b2 · бяла пешка на черно поле f2 · бяла пешка на бяло поле g2 · бяла пешка на черно поле h2 · бял топ на черно поле a1 · бял кон на бяло поле b1 · бял офицер на черно поле c1 · бяла дама на бяло поле d1 · бял цар на черно поле e1 · бял топ на бяло поле h1 | черен топ на бяло поле a8 · черен офицер на бяло поле c8 · черен цар на бяло поле e8 · черен офицер на черно поле f8 · черен кон на бяло поле g8 · черен топ на черно поле h8 · черна пешка на черно поле a7 · черна пешка на бяло поле b7 · черна пешка на бяло поле f7 · черна пешка на черно поле g7 · черна пешка на бяло поле h7 · черна пешка на бяло поле e6 · черен кръст на бяло поле b5 · черна пешка на бяло поле d5 · бяла пешка на черно поле e5 · черна дама на черно поле d4 · бял офицер на бяло поле d3 · бяла пешка на бяло поле a2 · бяла пешка на черно поле b2 · бяла пешка на черно поле f2 · бяла пешка на бяло поле g2 · бяла пешка на черно поле h2 · бял топ на черно поле a1 · бял кон на бяло поле b1 · бял офицер на черно поле c1 · бяла дама на бяло поле d1 · бял цар на черно поле e1 · бял топ на бяло поле h1 | 1 |
|   | a | b | c | d | e | f | g | h |   |

Следващата диаграма илюстрира капан в Предварителния вариант на Френска защита, основан на открито нападение. Ако след 1.e4 e6 2.d4 d5 3.e5 c5 4.c3 Кc6 5.Кf3 Дb6 6.Оd3 c:d4 7.c:d4 черните погрешка се опитат да спечелят пешката d на белите със 7...К:d4?? 8.К:d4 Д:d4 (диаграма 4), белите могат да играят 9.Оb5+ – разкрито нападение срещу дамата на черните с шах-шех (офицерът на белите Od3 излиза от пътя на бялата дама). Черните трябва да излязат от шах, след което белите взимат черната дама с Д:d4.

## Препратки
Примери за двоен шах, възникнал чрез жертва на дама:
- Вечнозелена партия
- Рети – Тартаковер, Виена 1910 (на 10-ти ход)

В редки случаи откритият шах може да създаде дилема. Пример за затруднено положение: Ханс Петер Рем.
Колекция от шахматни задачи, включващи открити нападения:
- Chess Tactics Repository – Discovered Attacks

## Батарея в шахматната композиция
В шахматната композиция „батарея“ се нарича разположението на една линия на две разноименни фигури от един цвят, така че преместването от линията на стоящата отпред фигура открива нападение от задната далекобойна фигура.